# Camille Pissarro
Pour les articles homonymes, voir Pissarro.
Cet article possède un paronyme, voir Picasso.
Jacob Abraham Camille Pissarro, dit Camille Pissarro, né le 10 juillet 1830 à Charlotte-Amélie, sur l'île de Saint-Thomas, dans les Antilles danoises — aujourd'hui Îles Vierges des États-Unis —, et mort le 13 novembre 1903 à Paris, est un peintre impressionniste puis néo-impressionniste franco-danois.
Connu comme l'un des « pères de l'impressionnisme », il peint la vie rurale française, en particulier des paysages et des scènes représentant des paysans travaillant dans les champs, mais il est célèbre aussi pour ses scènes du boulevard Montmartre, et ses scènes autour du Louvre et des Tuileries, dans un quartier où il peint depuis ses chambres d'hôtel.
À Paris, il a entre autres pour élèves Paul Cézanne, Paul Gauguin et Jean Peské.
Pissarro est aussi un théoricien de l'anarchie, fréquentant assidûment les peintres de la Nouvelle-Athènes qui appartiennent au mouvement libertaire. Il partage cette position avec Paul Gauguin, avec lequel il aura par la suite des relations tendues.
Bien que considéré comme un grand peintre, certaines de ses toiles ont été jugées comme « mièvres », sans doute en raison de leur sujet, moins spectaculaire que ceux choisis par d'autres impressionnistes (La Meule, Pontoise, La Route d'Ennery). En 1896, le peintre déclare : « Nous ne demandons pas mieux que d'être classiques, mais en le trouvant par notre propre sensation, oh ! que c'est différent ! »

## Vie et œuvre

### Aux Antilles
Camille Pissarro naît le 10 juillet 1830 sur l'île Saint-Thomas aux Antilles, alors colonie danoise, où ses parents possédaient une entreprise florissante de quincaillerie dans le port de Charlotte-Amélie, ce qui lui confère la nationalité danoise, qu'il gardera toute sa vie.
Son père, Frédéric-Abraham-Gabriel Pissarro (2 septembre 1802 - Paris, 28 janvier 1865), juif d'origine portugaise né à Bordeaux, est le fils de Joseph Gabriel Pissarro (Bordeaux, 4 décembre 1777 - Gironde, 16 février 1858) et d'Anna Félicité Petit, de nationalité française.

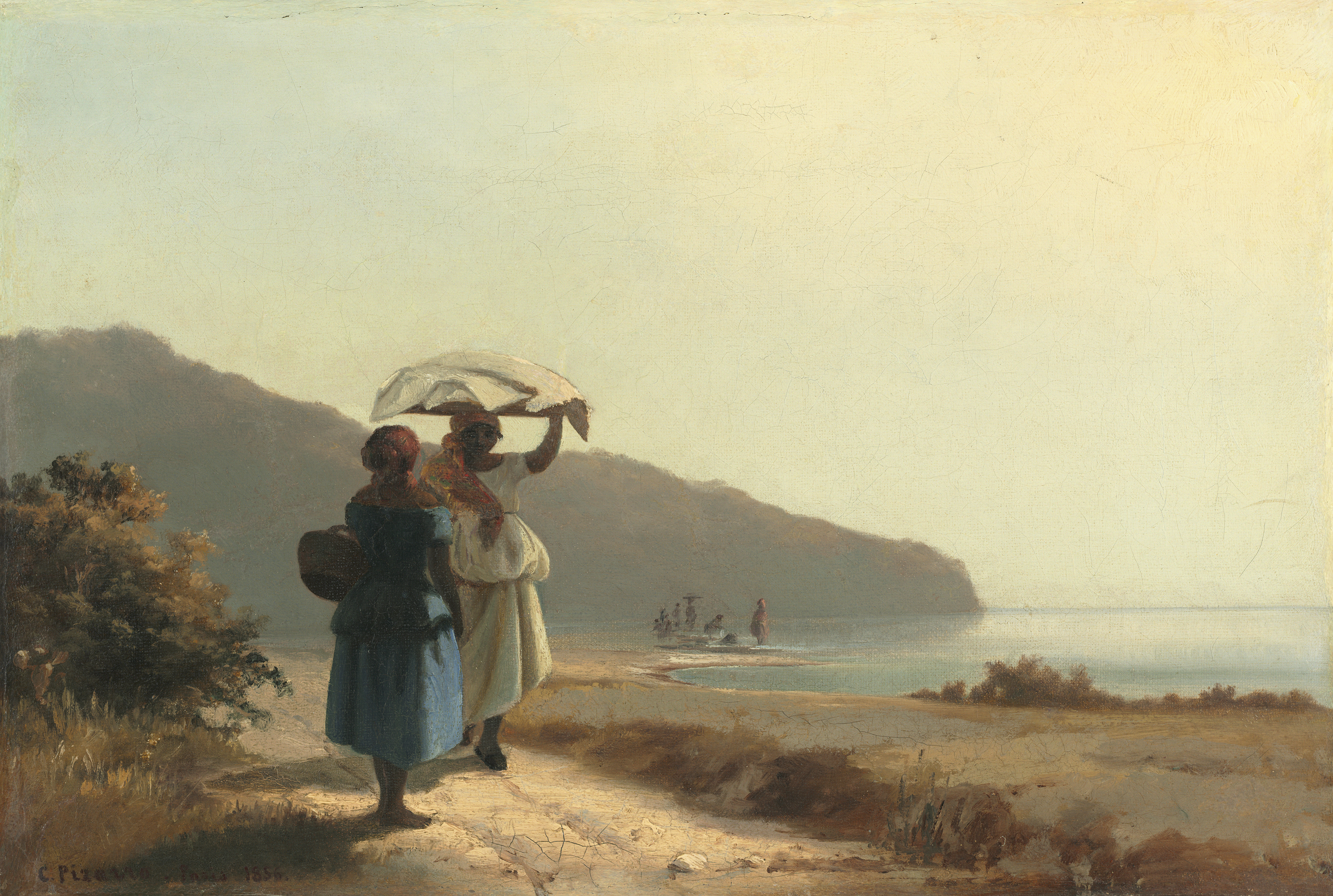
Deux Femmes causant au bord de la mer, Saint Thomas, 1856, National Gallery of Art, Washington.

Sa mère est une créole des Antilles danoises du nom de Rachel Thétis Manzano-Pomie, également juive. Le mariage de ses parents a été refusé par la Synagogue, car ils étaient neveu et tante par alliance. Le mariage a été accepté sept ans plus tard, en 1833. Mise à l’écart de la communauté pour avoir enfreint les lois hébraïques sur le mariage, les enfants Pissarro ne peuvent pas fréquenter l’école judaïque et doivent aller à l’école protestante tenue par les Frères moraves, avec bon nombre des enfants d’esclaves affranchis,.
En 1842, à douze ans, Camille part étudier en France à Passy, à la pension Savary dont le directeur l'encourage à cultiver ses dons pour le dessin, puis retourne en 1847 dans son île natale où son père l'initie au négoce et où il reste cinq ans à travailler dans le commerce familial. En 1852, désireux de « rompre le câble qui l'attache à la vie bourgeoise », il part pour Caracas, au Venezuela, avec un ami, Fritz Melbye, artiste danois qui marque profondément son destin. Il y demeure jusqu'en 1854 à peindre et dessiner, puis rentre à Saint-Thomas pendant un an dans l'entreprise familiale.
C'est en 1855 que Camille Pissarro renonce définitivement au commerce. En octobre 1855, année de l'Exposition universelle, il arrive à Paris pour y étudier et s'installe dans sa famille, chaussée de la Muette, à Passy. Il ne retournera jamais aux Amériques.

### Formation à Paris
Son arrivée à Paris coïncide avec l'Exposition universelle, qui lui offre l'occasion immédiate d'élargir ses horizons artistiques. Il suit des cours particuliers à l'École des Beaux-Arts en 1856 et, en 1861, il s'inscrit comme copiste au musée du Louvre.
Il rencontre Camille Corot, avec qui il étudie, découvre Eugène Delacroix, Gustave Courbet, Dominique Ingres et Charles-François Daubigny. Il fréquente quelques ateliers de l'École des beaux-arts de Paris, où l'enseignement reste académique et « ingriste », mais il est surtout attiré par Jean-François Millet pour ses thèmes de la vie rurale, par Gustave Courbet pour son renoncement au pathos et au pittoresque, et par la liberté et la poésie des toiles de Corot. Il travaille alors dans l'atelier d'Anton Melbye et peint sur le motif à Montmorency.

Entre 1859 et 1861, il fréquente diverses académies, dont celle du père Suisse, où il rencontre Claude Monet, Ludovic Piette, Armand Guillaumin et Paul Cézanne, qu'il encourage.

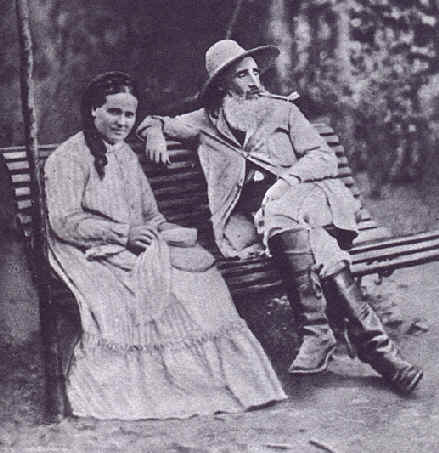
Camille Pissarro et sa femme Julie Vellay à Pontoise en 1877.

En 1860 Julie Vellay, fille de viticulteurs de Bourgogne, entre comme domestique chez les Pissarro. Elle deviendra la compagne de Camille mais il ne l'épousera que plusieurs années plus tard, à Londres. Le père de Camille, scandalisé par cette mésalliance, lui coupe les vivres.
En 1863, Cézanne et Émile Zola visitent son atelier à La Varenne. Ses toiles étant refusées au Salon officiel, il doit se contenter de participer au Salon des refusés de 1863. Exposant aux Salons de 1864 et 1865, il s'y présente comme l'« élève d'Anton Melbye et de Corot ». En 1863 et 1865, il séjourne à La Roche-Guyon.
En 1864-1865, il loue une maison à La Varenne-Saint-Hilaire, village du sud-est de Paris, évoqué ici sur la rive droite de la Marne. L'église et les maisons de Chennevières sont à peine visibles en haut de la rive gauche.

### Pontoise, Louveciennes et Londres

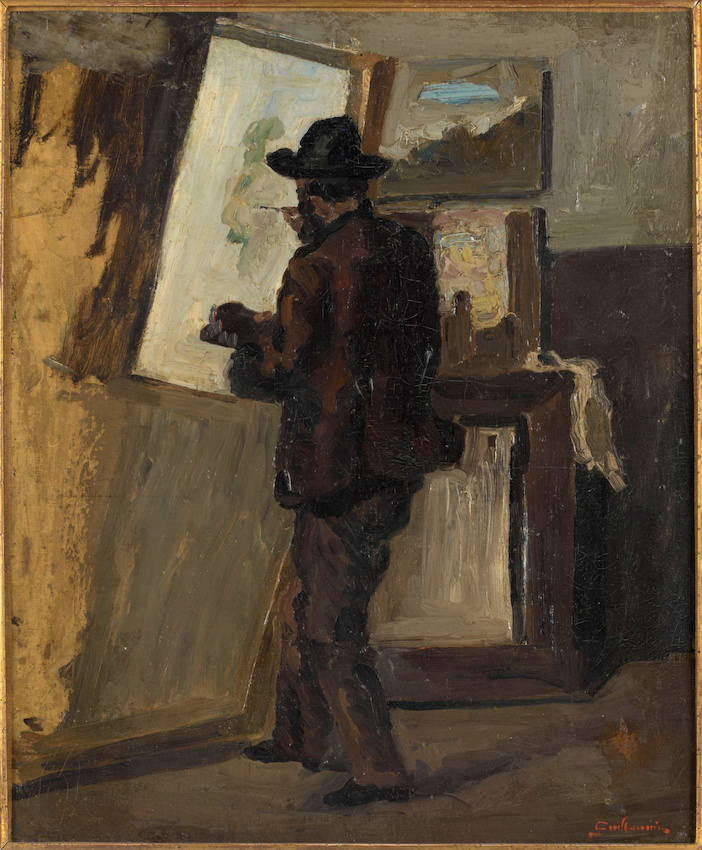
Portrait de Pissarro, vers 1868
Armand Guillaumin
Musée de l'Évêché de Limoges

Camille Pissarro vit à Pontoise de 1866 à 1869 de manière épisodique, et y compose un grand nombre de peintures, dessins et gravures. Selon Christophe Duvivier, le choix de Pontoise s'expliquait par le fait qu'aucun autre peintre n'y ayant encore associé son nom, Camille pouvait donc éviter d'apparaître comme le disciple d'un autre paysagiste. À cette époque, il a trente-six ans et affirme la maturité de son art. Il s'est brouillé avec Corot et ne se présente plus comme son élève. En outre, la ville est proche de Paris par le chemin de fer, les paysages fluviaux, ruraux et urbains y sont variés. Enfin, le docteur Gachet, ami de Pissarro, s'était installé à Auvers-sur-Oise, non loin de Pontoise, quelques mois plus tôt. Sa situation financière est difficile. Il peint des enseignes pour faire vivre sa famille.
Il vit à Pontoise, de temps à autre entre 1866 et 1882 dans un groupe de maisons, connu sous le nom d'Ermitage. Il y réalise une série de paysages à grande échelle qui furent appelés ses premiers chefs-d'œuvre.

#### Pissarro et Daubigny
Entre 1866, date du premier séjour de Pissarro, et 1878, date de la mort de Daubigny, les deux hommes se côtoient sur les bords de l'Oise, Daubigny s'étant installé à Auvers-sur-Oise dès 1861. Aîné de Pissarro de treize ans, Daubigny, « le peintre merveilleux et véridique des bords de la Seine et de l'Oise » selon Zola, fait alors figure de maître des bords de l'Oise. Mais Pissarro évite soigneusement d'apparaître comme l'un de ses disciples : il ne se rend que rarement à Auvers et se distingue de son aîné en évitant de prendre pour thème de ses peintures les bords de l'Oise, qu'affectionne Daubigny. Néanmoins, ainsi que le souligne Christophe Duvivier, il s'intéresse à Daubigny tout comme celui-ci suit de près le travail de Pissarro et Monet, qu'il présente à Durand-Ruel à Londres en 1870.
Au Salon de 1868, il présente La Côte du Jalais, Pontoise avec une autre scène rurale. Émile Zola, critique d'art, loue le tableau avec enthousiasme, écrivant : « C'est la campagne moderne. On sent que l'homme est passé, tournant et coupant la terre... Et "Cette petite vallée, cette colline ont une simplicité et une franchise héroïques. Rien ne serait plus banal s'il n'était si grand. De la réalité ordinaire, le tempérament du peintre a tiré un rare poème de vie et de force.".

#### Louveciennes
Au printemps 1869, il s'installe avec sa compagne et leurs deux jeunes enfants à Louveciennes, un village de banlieue au nord-ouest de Paris. C'était l'une des petites villes fréquemment visitées à la fin des années 1860 et au début des années 1870 par les peintres impressionnistes. Il loue une partie d'une importante maison du XVIIIe siècle, au 22 route de Versailles, juste au bord de l'aqueduc de Marly.

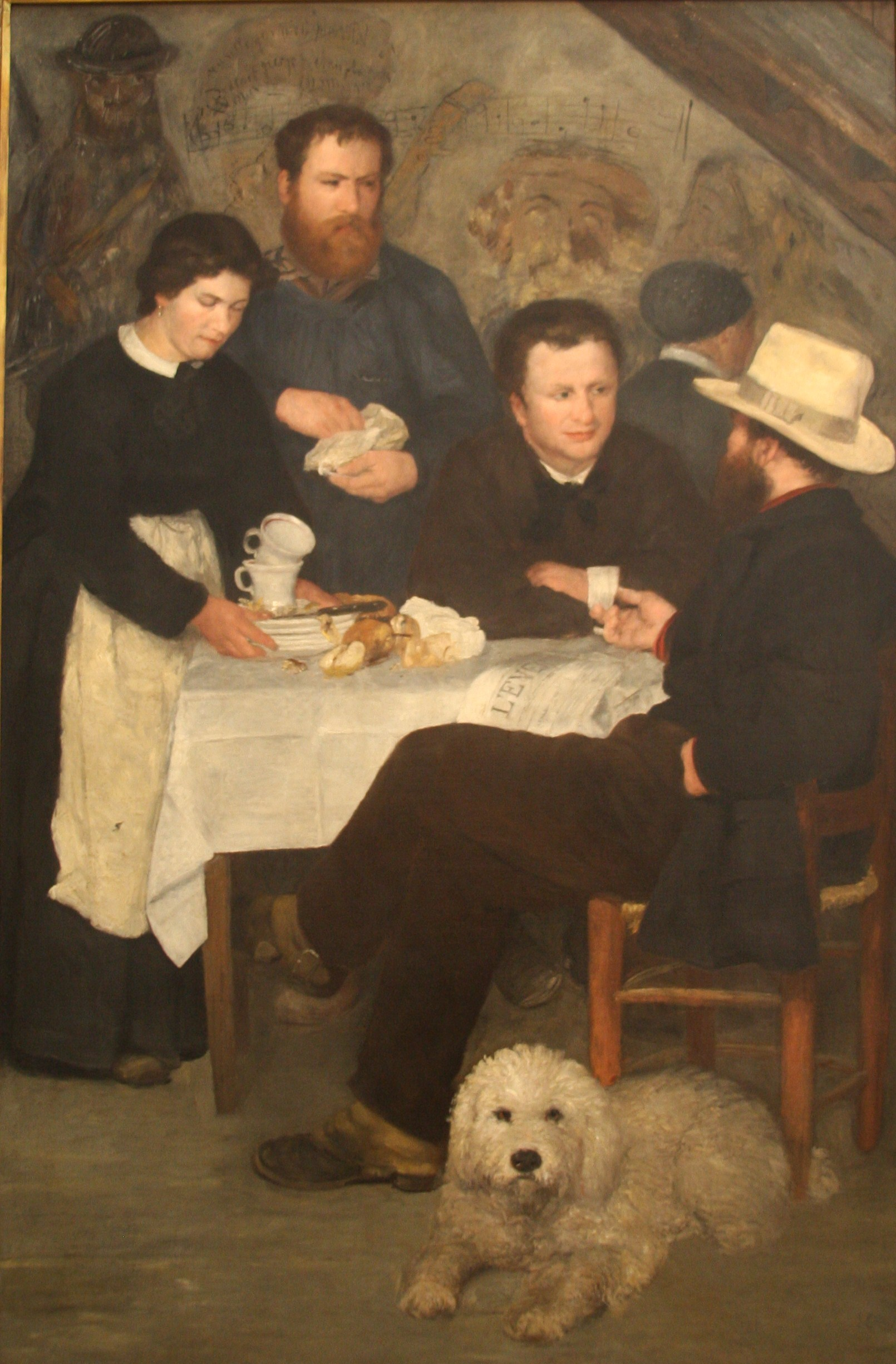
Pierre-Auguste Renoir, Le cabaret de la Mère Antony (1866), Stockholm, Nationalmuseum. Alfred Sisley et Jules Le Cœur sont en arrière-plan, Camille Pissarro de dos, devant un numéro de L'Événement,,.

Il y rejoint ses amis Monet, qui vit dans la ville voisine de Bougival et Renoir qui s'y était récemment installé. Sisley les rejoindra deux ans plus tard. En tant que groupe, les artistes ont combiné l'inspiration des générations passées avec leurs propres idées innovantes pour créer un style caractérisé par un pinceau audacieux et brisé et des couleurs chatoyantes.
Il y peint souvent sa propre maison et son atelier, situés au nord du village, selon les saisons et les conditions climatiques. Il travaille en plein air et brise les surfaces à coups de pinceau. Cette technique révolutionnaire, pierre angulaire de l'impressionnisme, permet de révéler comment la lumière et le mouvement affectent la perception des objets. Il peint à Louveciennes vingt-deux toiles sur les effets de la lumière, des saisons et du mouvement sur la route de Versailles.
Début décembre 1869, alors que les températures descendent en dessous de zéro, Monet, s'installe à la campagne avec sa propre famille. Après le rejet de ses deux soumissions au Salon de 1869, et ses difficultés financières de cette époque, il cherche réconfort et force auprès de Pissarro qui partage les mêmes idées. Peu de temps après son arrivée à Louveciennes, de fortes chutes de neige recouvrent Paris et sa banlieue ouest. Ils s'aventurent ensemble dans le froid glacial avec leurs chevalets pour capturer le paysage transformé sur la route devant la maison Retrou.
C'est en effet à Louveciennes que le paysage froid apparaît pour la première fois comme un sujet majeur dans l'œuvre de Pissarro. Au cours de chacun des deux hivers qu'il passa dans la ville (1869-1870 et 1871-1872), il peignit au moins dix compositions à effet de neige, allant des vues de la route de Versailles et d'autres ruelles importantes de Louveciennes peuplées de villageois à des vues plus contemplatives des maisons, des arbres et des champs. Dans certaines d’entre elles, le paysage est représenté immédiatement après un blizzard ; dans d'autres, il scintille de givre, de glace ou de neige partiellement fondue. Inspiré par la gamme d'effets visuels offerts par les scènes hivernales, Pissarro revient sur ce thème à plusieurs reprises au cours de sa carrière et expose largement ses paysages de neige.
À l'automne 1870, lors de la guerre avec les Prussiens, il doit fuir avec sa famille et abandonner son atelier. Il se réfugie d'abord chez Ludovic Piette, dans sa Maison de maître de Montfoucault dans la Mayenne. Il y reviendra plusieurs fois, jusqu'à la mort de ce dernier.

#### Londres

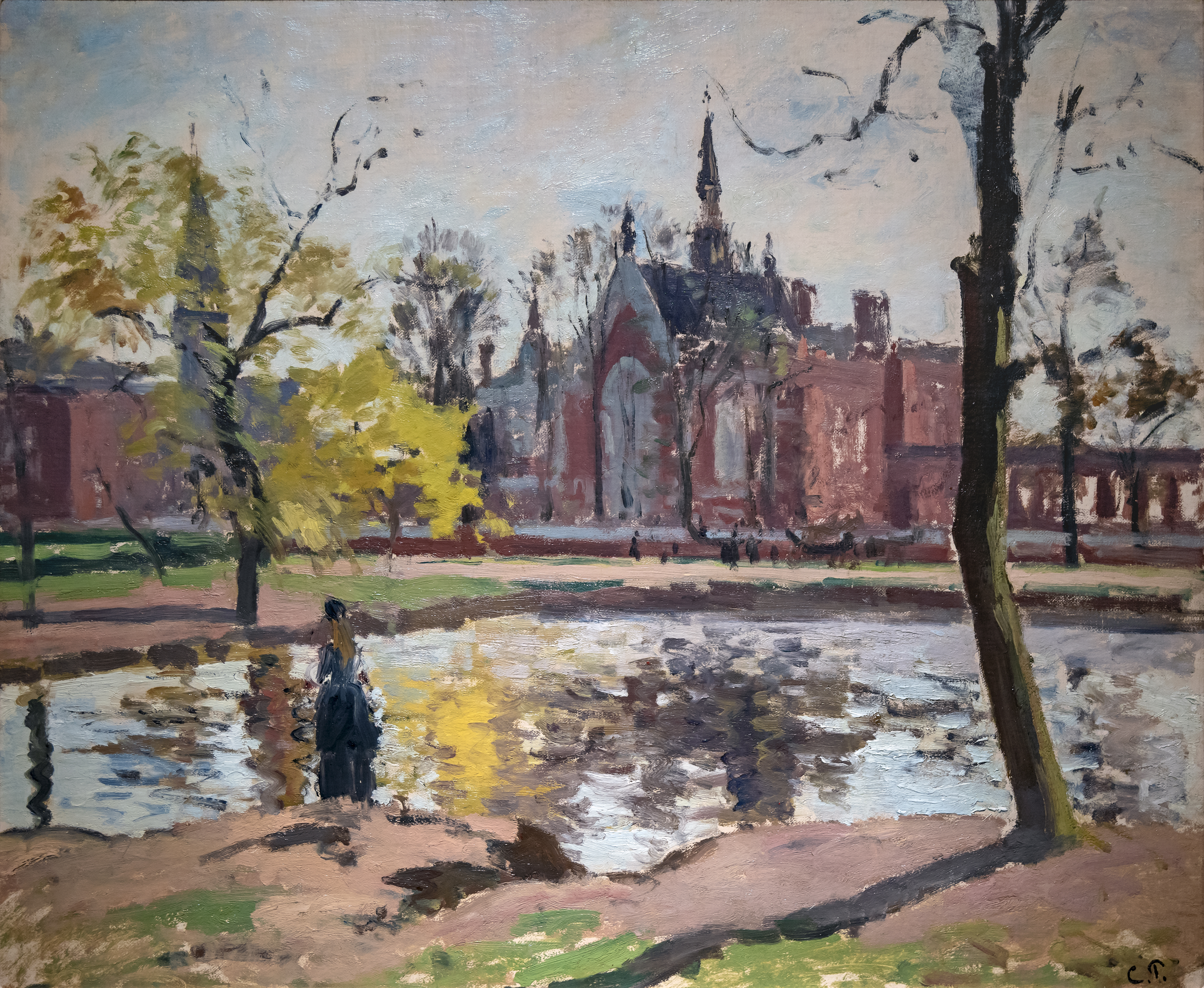
Dulwich College, Londres, 1871
Fondation Bemberg, Toulouse.

En décembre 1870, aidés par un prêt de 300 francs de quelques amis de Ludovic Piette, Pissarro et sa jeune famille purent naviguer de Saint-Malo vers l'Angleterre. Les mois que Pissarro passe en Angleterre s'avèrent financièrement désastreux - avec seulement deux ventes, toutes deux au marchand Paul Durand-Ruel et peu ou pas d'intérêt de la part des collectionneurs britanniques.
Il y retrouve Daubigny et Monet et s'installe à Lower Norwood, à l'extérieur de Londres. Il peint une douzaine de toiles auprès de ses compatriotes, mais ce séjour lui permet aussi d'étudier les peintures, les croquis à l'huile et les aquarelles de Constable et Turner dans les collections publiques de Londres.
Les paysages industriels entourant Londres offrent à Pissarro un sujet qu'il n'avait pas pris en considération auparavant. La célébration de la vie moderne deviendra un motif déterminant parmi les peintres impressionnistes des années 1870, et le tableau La Seine à Bougival, avec son bateau à vapeur, marque l'une des premières tentatives de Pissarro d'incorporer ce thème dans son propre travail.
Les Prussiens ont installé leurs troupes en garnison dans leur maison de Louveciennes, et la nouvelle lui parvient à Londres qu'elle est utilisée comme boucherie, et certaines de ses réserves de tableaux utilisées comme caillebotis dans le jardin boueux.
De retour à Louveciennes au printemps 1871, il découvre qu'il ne lui reste plus qu'une quarantaine de toiles sur près de mille cinq cents. Il y peint une seconde série de toiles, les plus nombreuses à nous être parvenues, jusqu'à la fin du printemps 1872. Il consacre quelque temps à répéter ses compositions précédentes telles que La Route de Versailles, Louveciennes reproduite entre autres, avec des variations dans La Route de Louveciennes en 1872.
C'est à Louveciennes, et à Londres en partie, qu'il acquiert et perfectionne son style impressionniste.

#### Retour à Pontoise

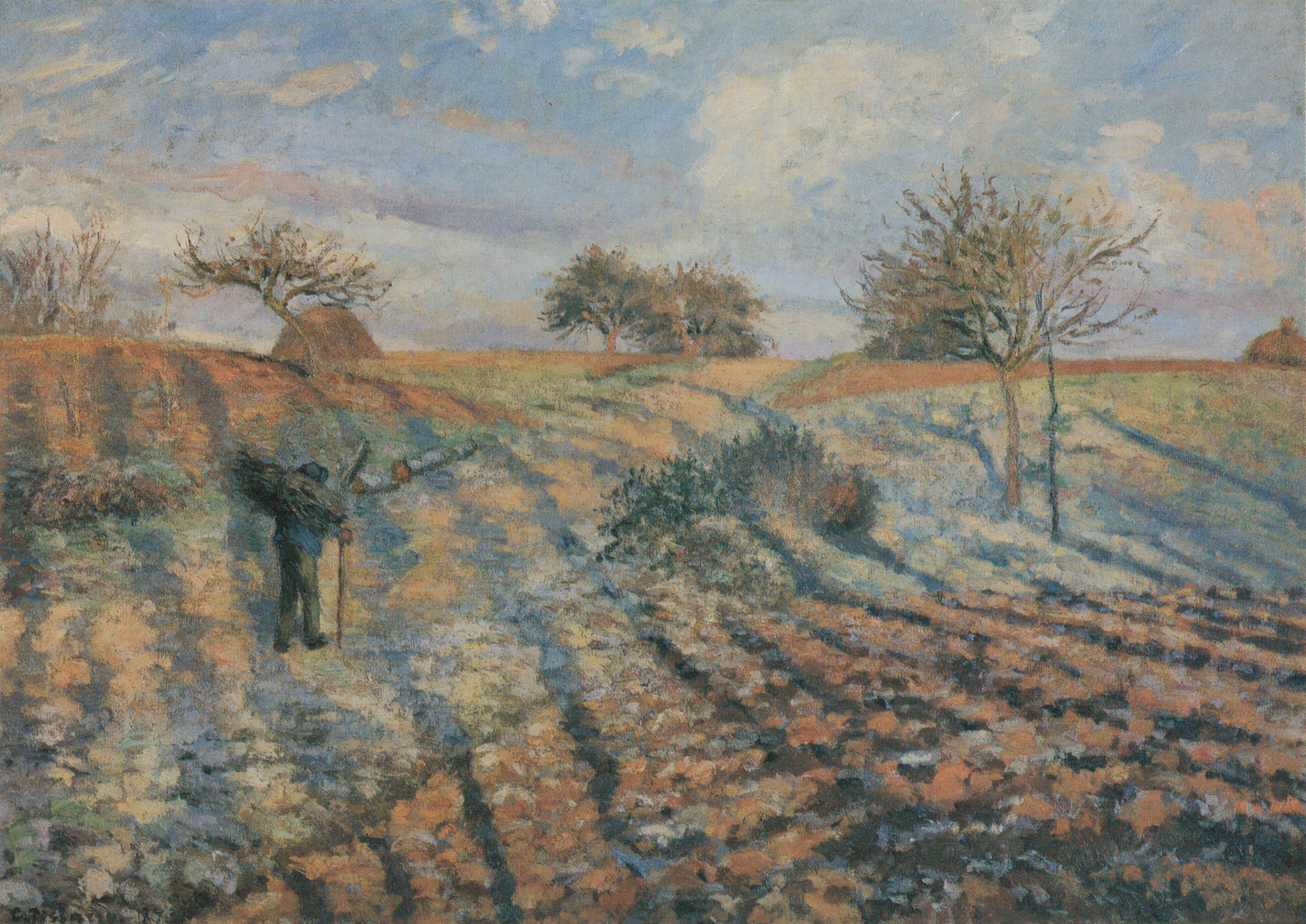
La Gelée blanche, 1873
Musée d'Orsay, Paris.

Avec l'aide du Dr Paul Gachet, médecin et artiste amateur installé dans la région l'année précédente, Pissarro et sa famille trouvent dans un premier temps en 1872, un logement en location à Pontoise. En octobre 1873, ils emménagent dans une maison nouvellement construite rue de l'Hermitage, un paisible chemin de campagne qui relie l'Oise au village voisin d'Ennery. C'est au cours des deux années 1872-1873, dites « période pontoise classique », qu'il développe pleinement sa technique impressionniste, adoptant une palette plus claire, plus lumineuse et une touche plus délicate.
Il est progressivement entouré de jeunes artistes, et devient la figure « pivot » du groupe impressionniste. Il est le seul à avoir montré son travail dans les huit expositions impressionnistes parisiennes, de 1874 à 1886. Il agit en effet comme une figure paternelle non seulement pour les impressionnistes, mais aussi pour les quatre principaux postimpressionnistes, dont Georges Seurat, Paul Cézanne, Vincent van Gogh et Paul Gauguin.
En 1873, il peint quatre versions de l'usine nouvellement agrandie de l'Oise, qui distillait des alcools à partir de betteraves sucrières cultivées localement. Elle est vue de l'autre côté du fleuve. Il l'avait déjà peinte dès son arrivée à Pontoise en 1866. C'est un emblème de l'intrusion de l'activité industrielle moderne dans le paysage. Selon Richard Brettell, on ne sait pas exactement quelle était l’attitude de Pissarro à l’égard de l’industrialisation autour de Pontoise, mais il est intéressant de noter que ce sont ses seules peintures survivantes des années 1860 et 1870 qui n’ont pas de « premier plan humanisé ».

L'Usine, 1873
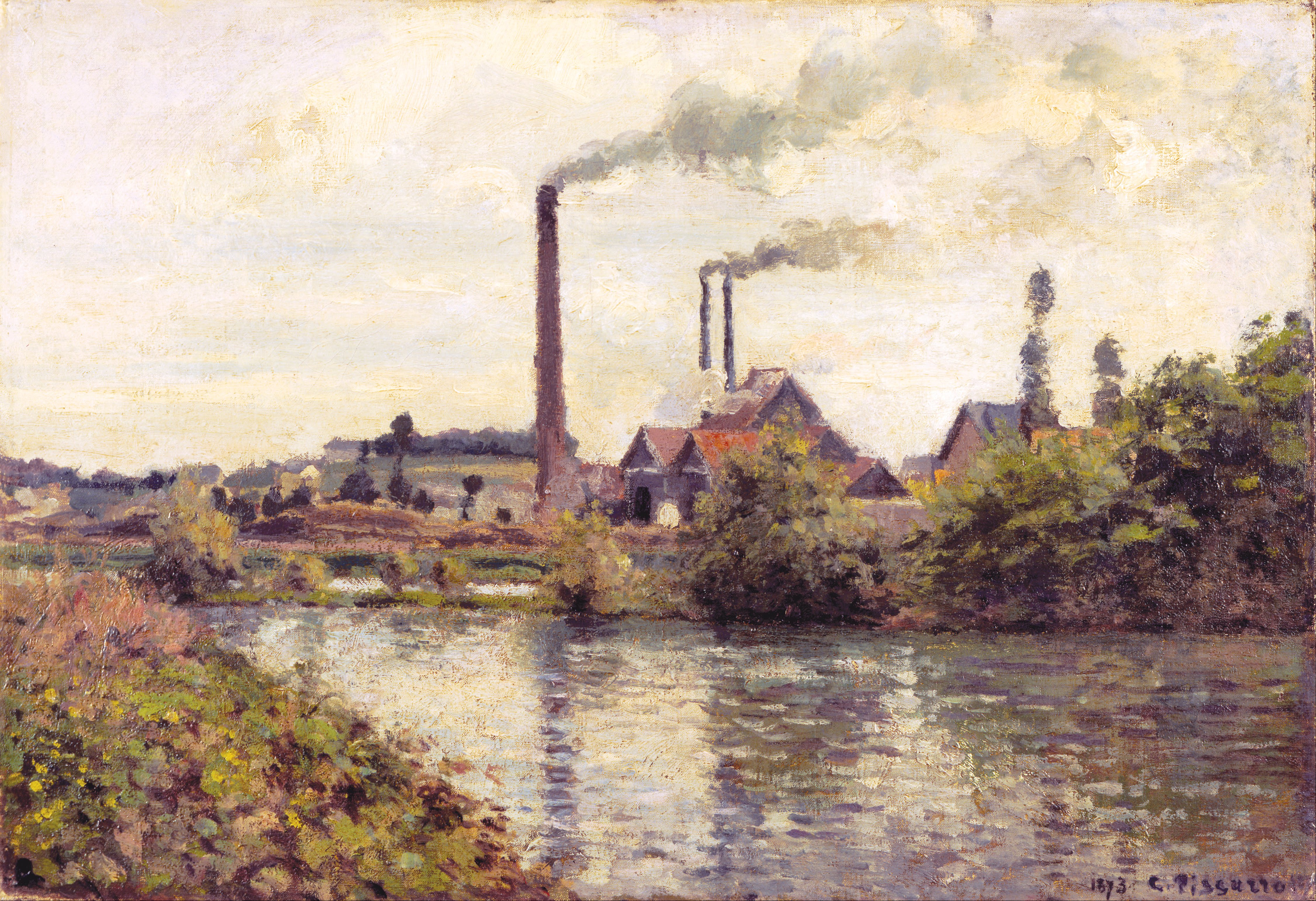
L'Usine à Pontoise Musée d'Israël, Jérusalem
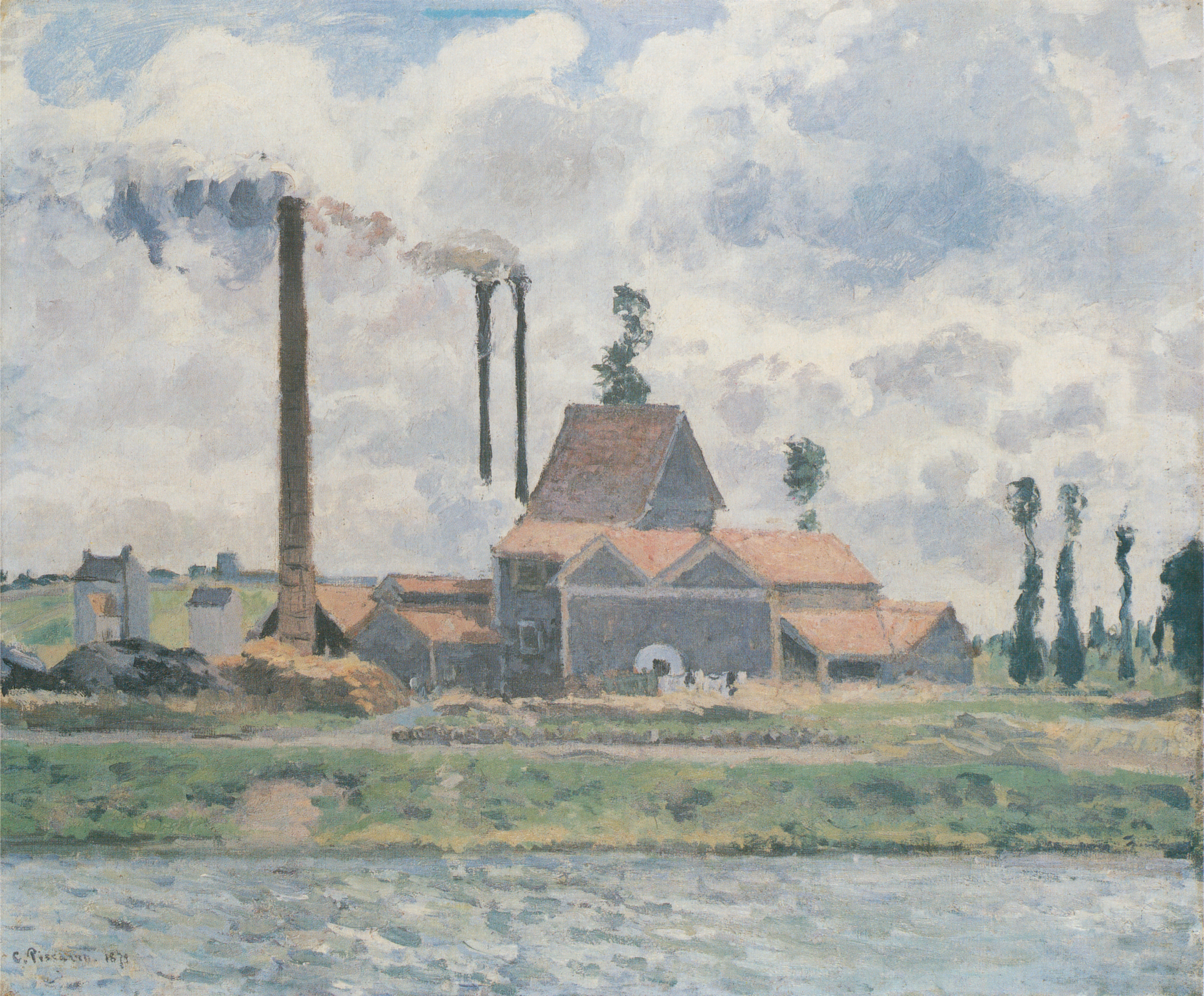
L'Usine à Saint-Ouen-l'Aumône Museum of Fine Arts, Springfield
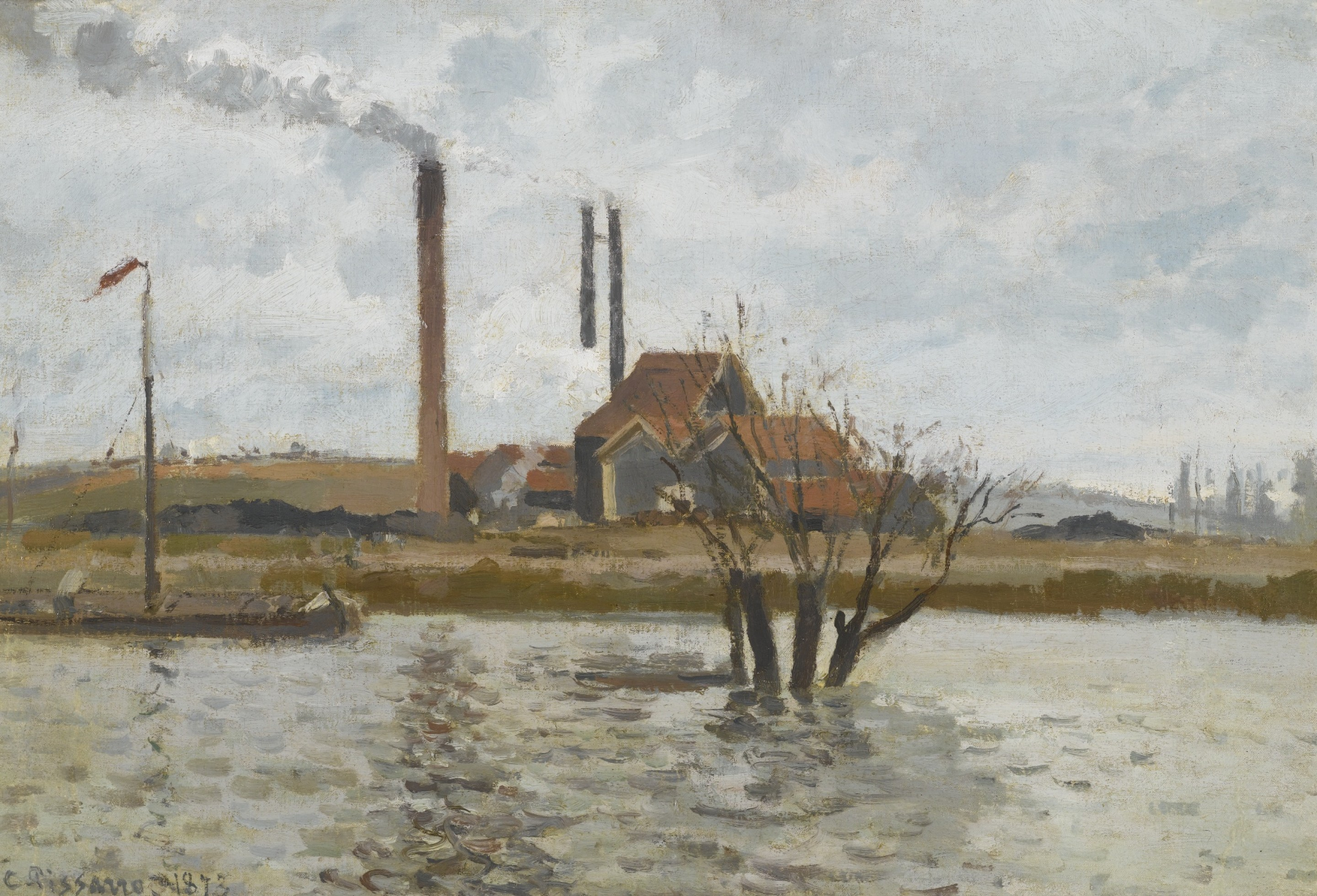
Usine à Saint-Ouen-l'Aumône, la crue de l'Oise Collection privée, Vente 2013
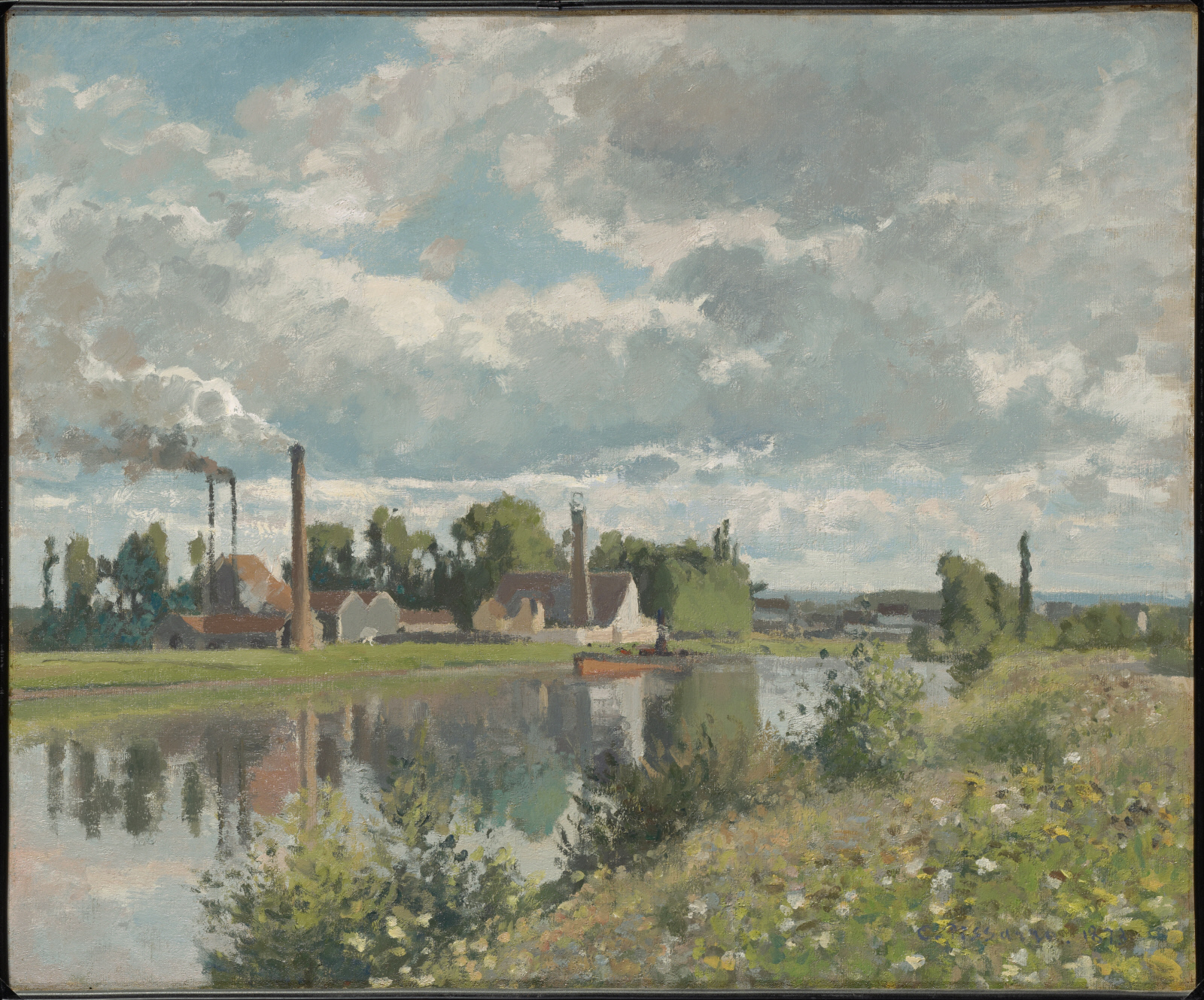
L'Oise près de Pontoise Clark Art Institute, Williamstown

Œuvres avant 1874
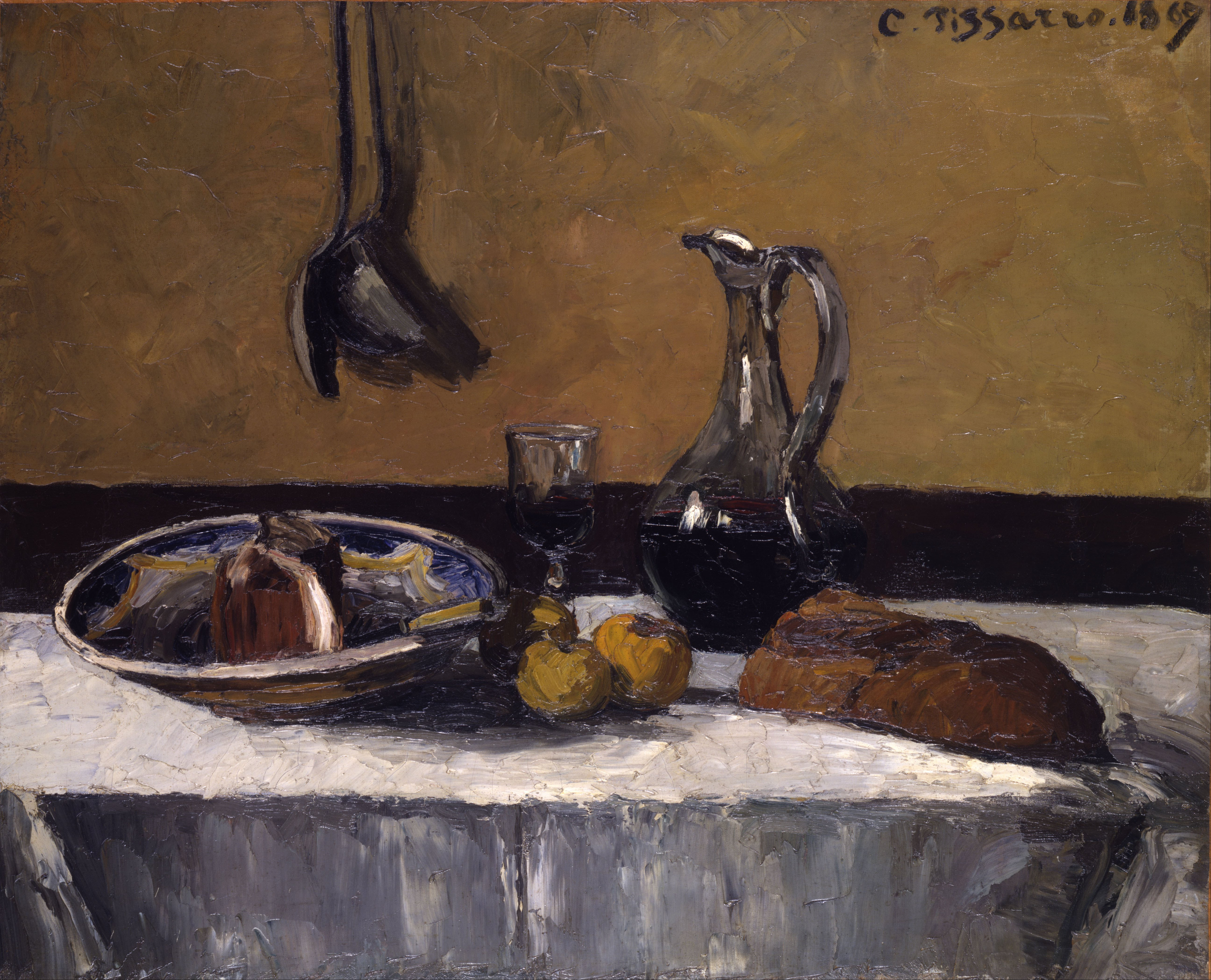
Nature morte  (1867), Toledo, Musée d'Art de Toledo.
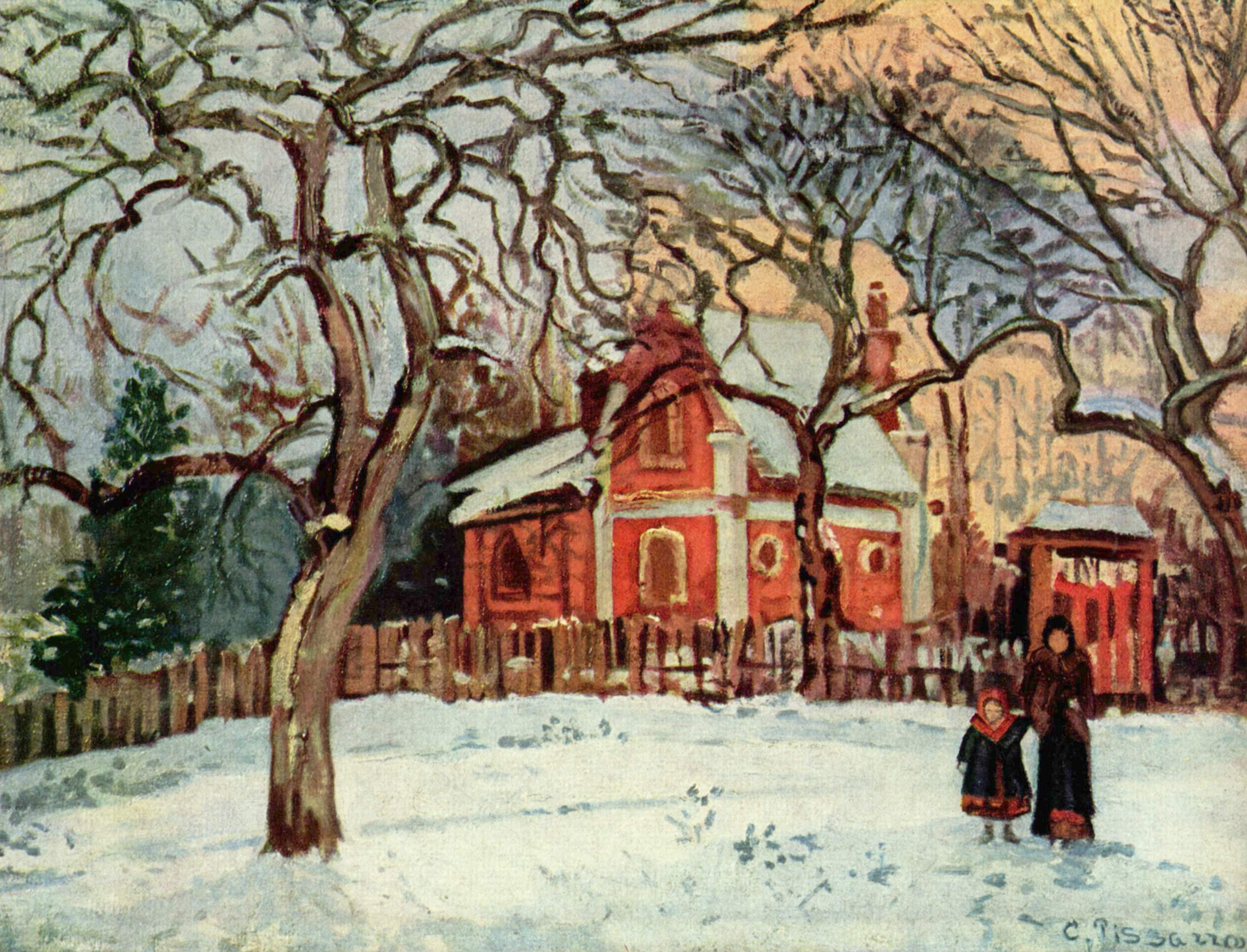
Châtaignier à Louveciennes  (vers 1870), Paris, musée d'Orsay.
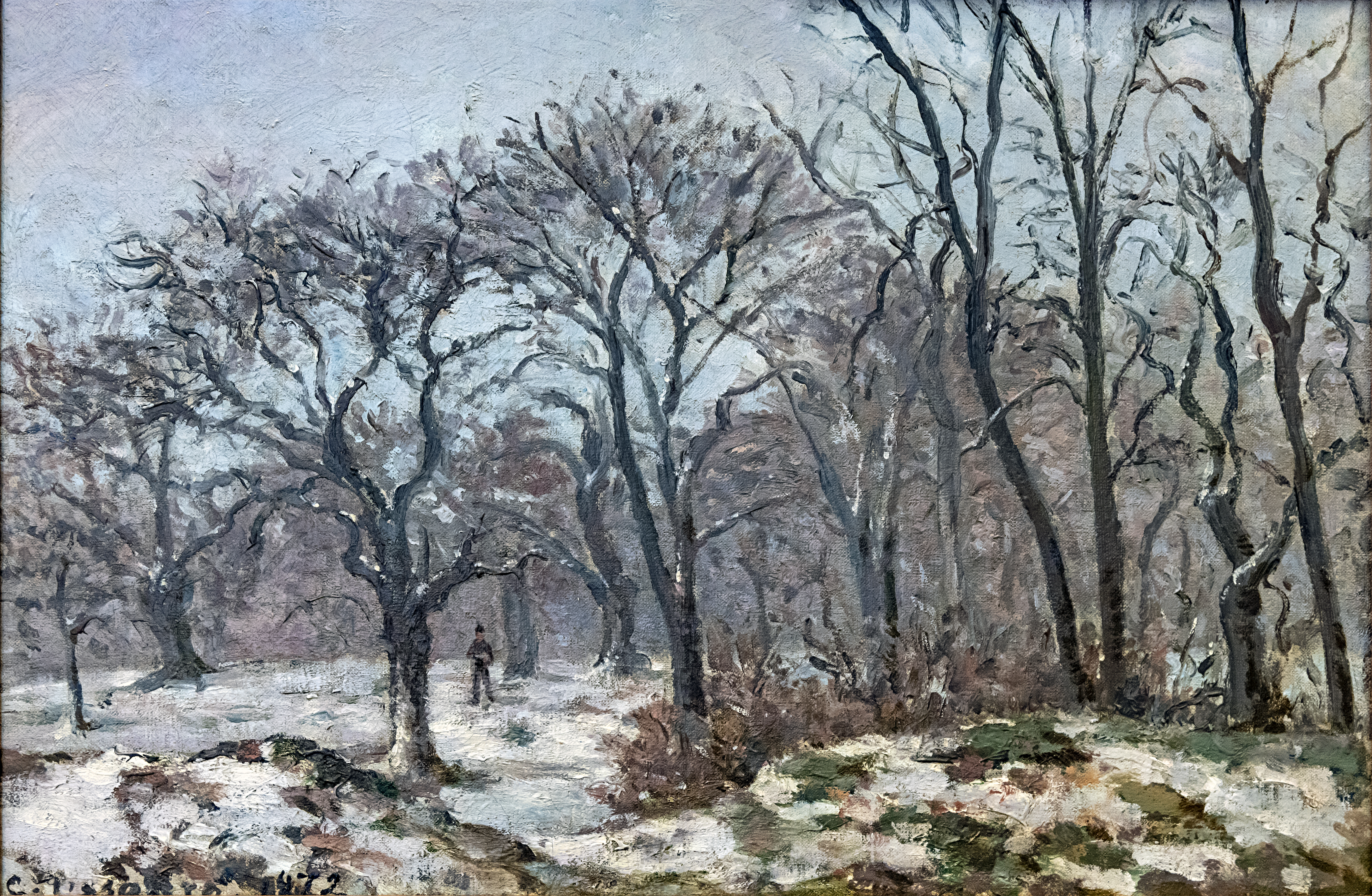
Bois de châtaigniers en hiver, Louveciennes  (c. 1872), Fondation Bemberg
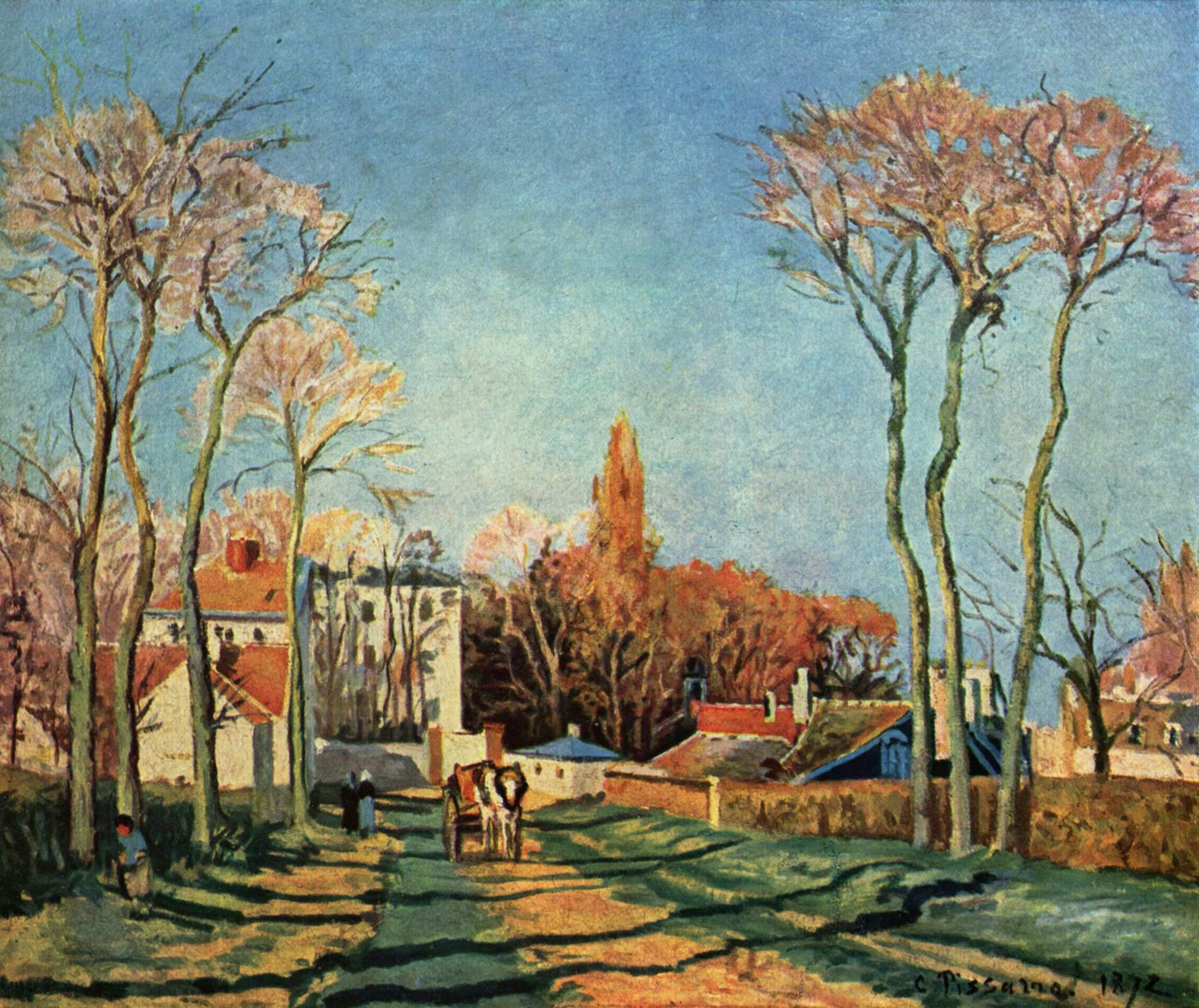
Entrée du village de Voisins  (1872), Paris, musée d'Orsay.

### Les Expositions impressionnistes

#### Pissarro et Cézanne

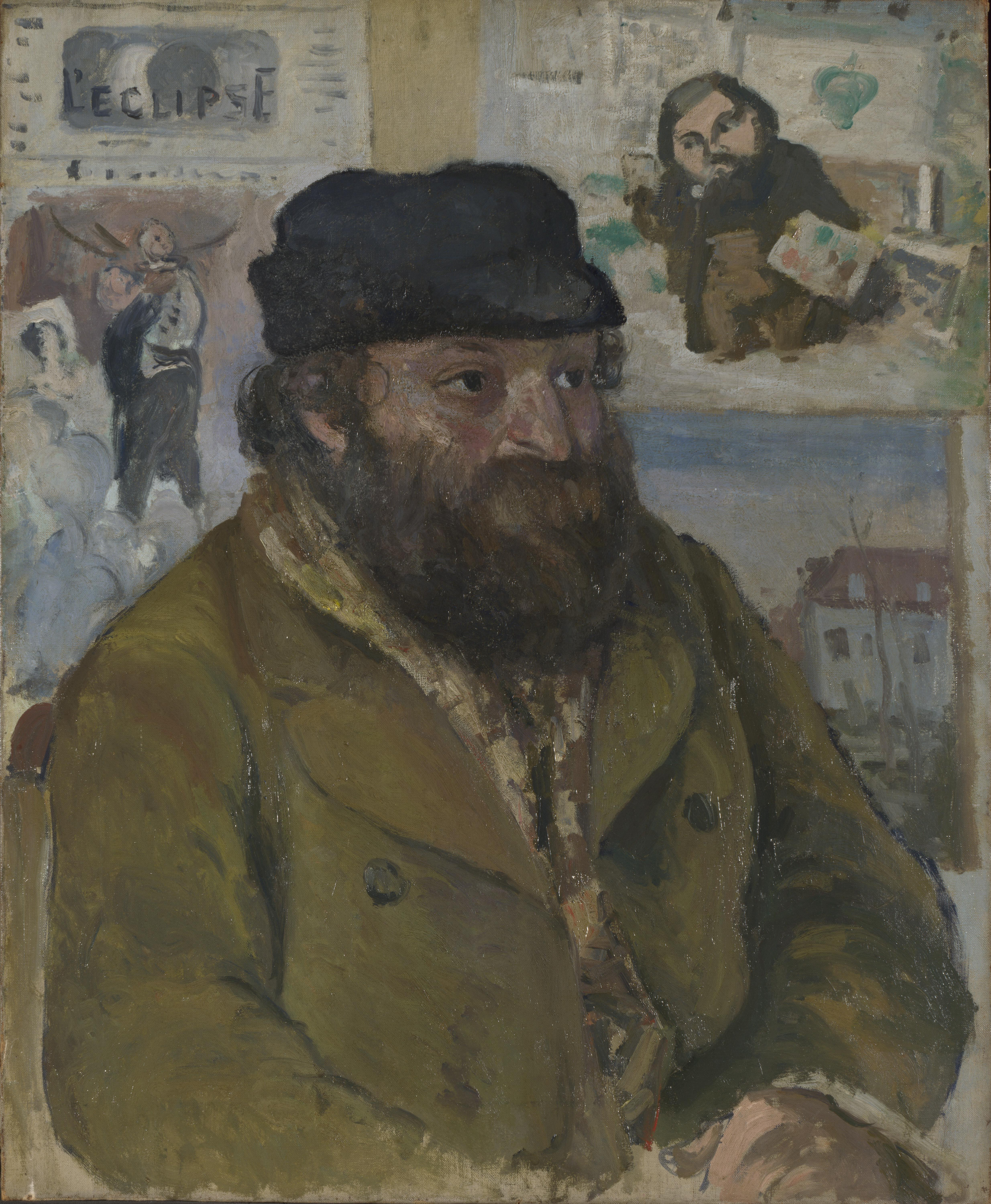
Portrait de Cézanne, 1874
National Gallery, Londres

À l'été 1872, Pissarro est rejoint à Pontoise par Cézanne, de neuf ans son cadet. Au cours de la décennie qui suit, les deux artistes travaillent fréquemment côte à côte, tant en extérieur que dans l'atelier du Dr Gachet. Pour Cézanne, la palette lumineuse de Pissarro et son observation patiente de la nature étaient une révélation.
En 1874, Pissarro participe à la Première exposition des peintres impressionnistes chez Nadar à Paris. Il y présente cinq œuvres dont La Gelée blanche, conservée au Musée d'Orsay.
Le critique Théodore Duret écrit en 1873 : « Je crois toujours que la nature rustique, avec ses champs et ses animaux, est ce qui convient le mieux à votre talent. Vous n'avez pas le sens décoratif de Sisley, ni l'œil fantastique de Monet, mais vous avez ce qu'ils n'ont pas : un sentiment intime et profond pour la nature ainsi qu'un coup de pinceau puissant, pour qu'un beau tableau de votre part soit quelque chose d'une présence absolue... Continuez votre propre chemin, vers la nature rurale : vous explorerez ainsi une nouvelle voie et irez plus loin et plus haut que n'importe quel maître »
Dans le portrait de Cézanne conservé à la National Gallery, un tableau de Pissarro est accroché en bas à droite. Deux estampes politiques montrent à gauche l'homme d'État Adolphe Thiers et à droite le peintre Courbet, hommes célèbres de l'époque qui semblent tous deux reconnaître Cézanne. Le portrait est un témoignage affectueux de soutien et d'amitié d'un tuteur pour un brillant protégé, et une prédiction humoristique que la gloire lui appartiendraient un jour. Le portrait fut accroché dans l'atelier de Pissarro jusqu'à sa mort en 1903.

Dans les années 1900, Cézanne reconnaissait sa dette artistique envers Pissarro, se mentionnant dans un catalogue d'exposition comme « Paul Cézanne, élève de Pissarro ». Il décrit Monet et Pissarro comme « les deux grands maîtres, les deux seuls », et écrit ailleurs. : 
«  « Quant au vieux Pissarro, il était pour moi un père ; quelqu'un vers qui demander conseil, quelqu'un comme le bon Dieu lui-même »  »

#### Montfoucault
Au cours de l'hiver 1874, il rend visite à son ami et collègue artiste Ludovic Piette dans sa ferme du village de Montfoucault, dans la Mayenne et le fréquentera plus fréquemment ensuite. Le paysage et les méthodes agricoles y sont plus rustiques qu'à Pontoise. Dans une lettre au critique Théodore Duret, il qualifie la Mayenne de « la vraie campagne ». Cet environnement est en grande partie responsable du virage de l'artiste vers des teintes terreuses et des figures plus solidement construites, qui s'intègrent fermement dans ses paysages. Mais il dit aussi : « Je n’ai pas mal travaillé ici. Je me suis attaqué aux personnages et aux animaux. J'ai plusieurs images de genre. Je suis plutôt réticent à me lancer dans une branche de l'art dans laquelle des artistes de premier ordre se sont tant distingués. C’est une chose très audacieuse à faire, et j’ai peur d’y parvenir ».
De 1876 à 1879, il correspond fréquemment avec le collectionneur Eugène Murer pour lui vendre des toiles telles que Paysage de Bretagne, et le met en concurrence avec le galeriste Georges Petit. Et quand Pissarro est en difficulté en 1887, Murer le présente au galeriste Tual.
Dans le tableau La Côte des Bœufs en 1877, il s'éloigne des effets atmosphériques éphémères de l'impressionnisme et se concentre sur la structure de la composition, qu'il a soigneusement agencée à l'aide de lignes verticales et horizontales contrebalancées. La peinture épaisse et la surface densément travaillée, qu'il a construite avec de multiples petits coups de pinceau, sont également assez distinctes du travail au pinceau fluide et rapide et des qualités d'esquisse de l'impressionnisme. Ce passage à une version plus structurée de l'impressionnisme préfigure les préoccupations de la prochaine génération d'artistes postimpressionnistes, notamment Cézanne et Seurat.

Virage de 1874
La Ferme à Montfoucault, 1874 Galerie d'art Albright-Knox, Buffalo
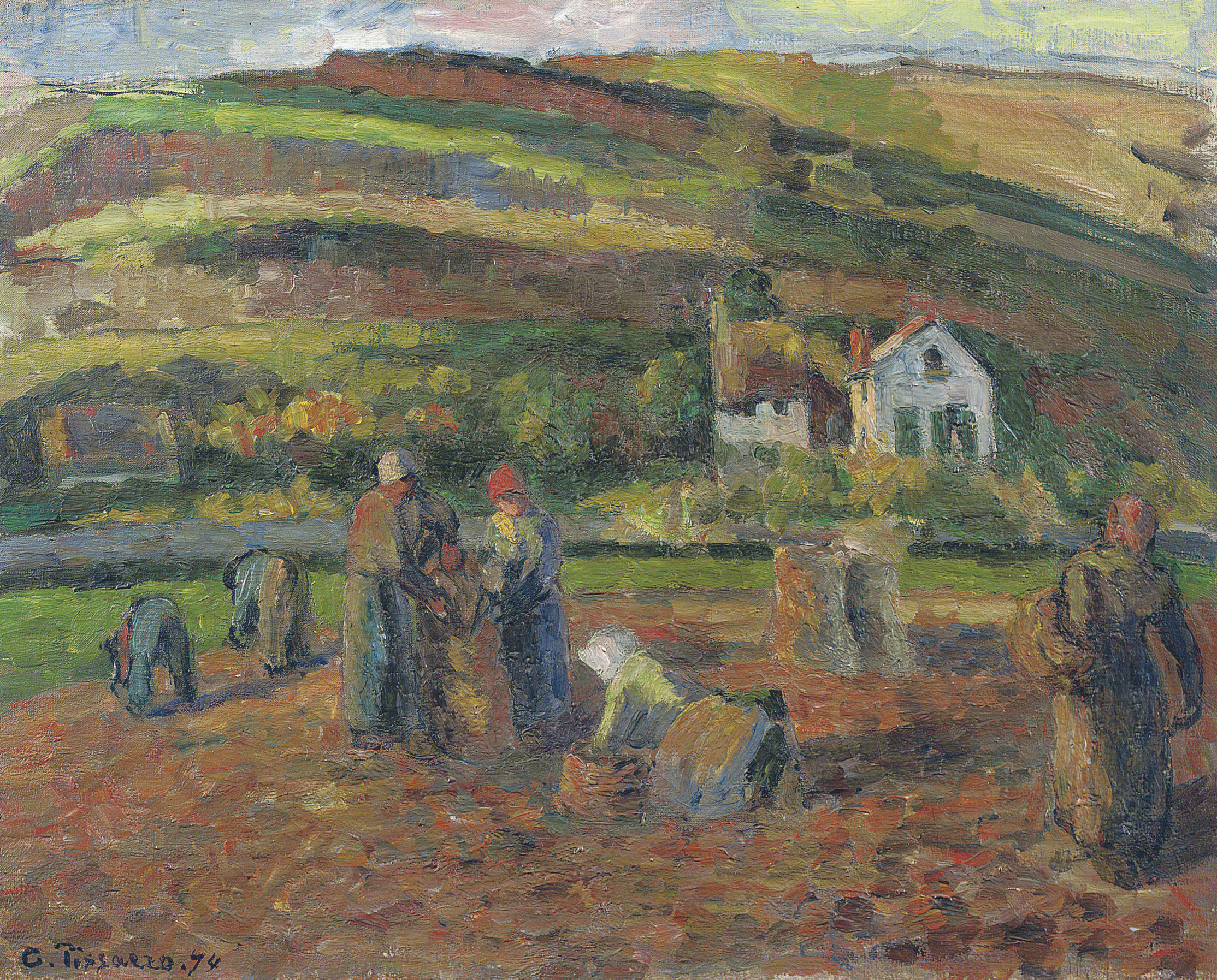
La Récolte des pommes de terre, Pontoise , 1874 Collection privée, vente 2008
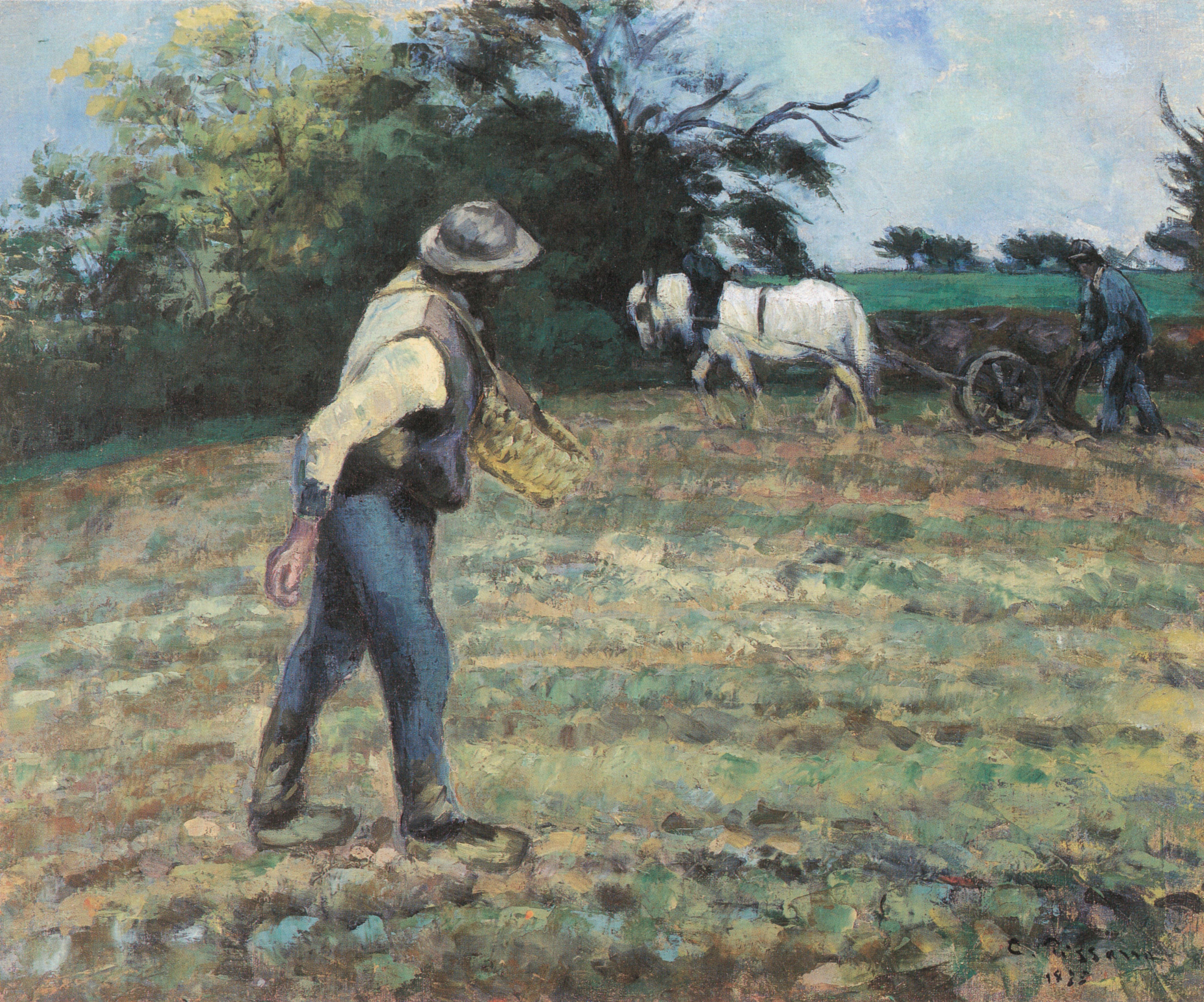
Semeur et laboureur, Montfoucault, 1875 Collection privée, Vente 2009
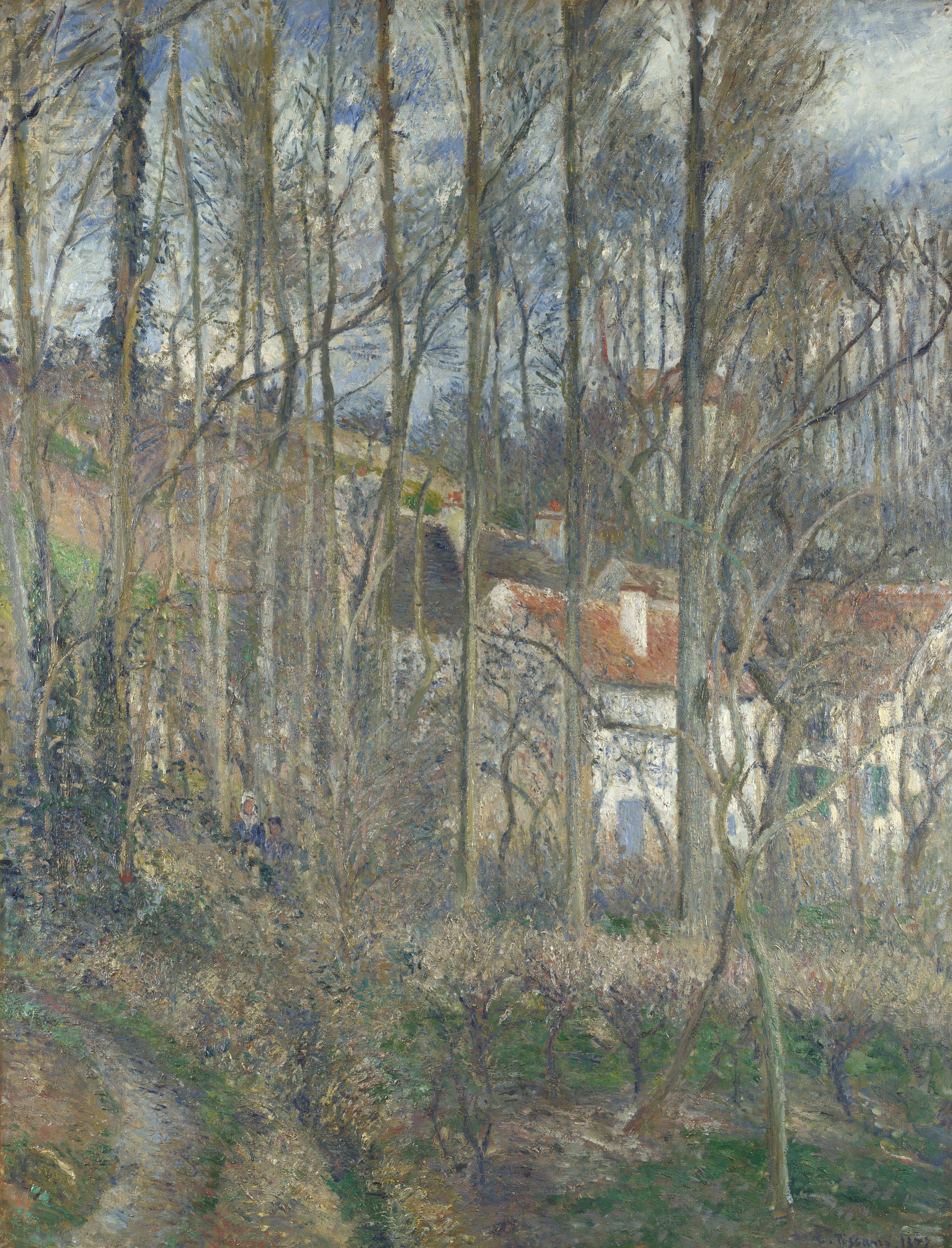
La Côte des Bœufs à l'Ermitage, 1877 National Gallery, Londres

#### Pissarro et Degas

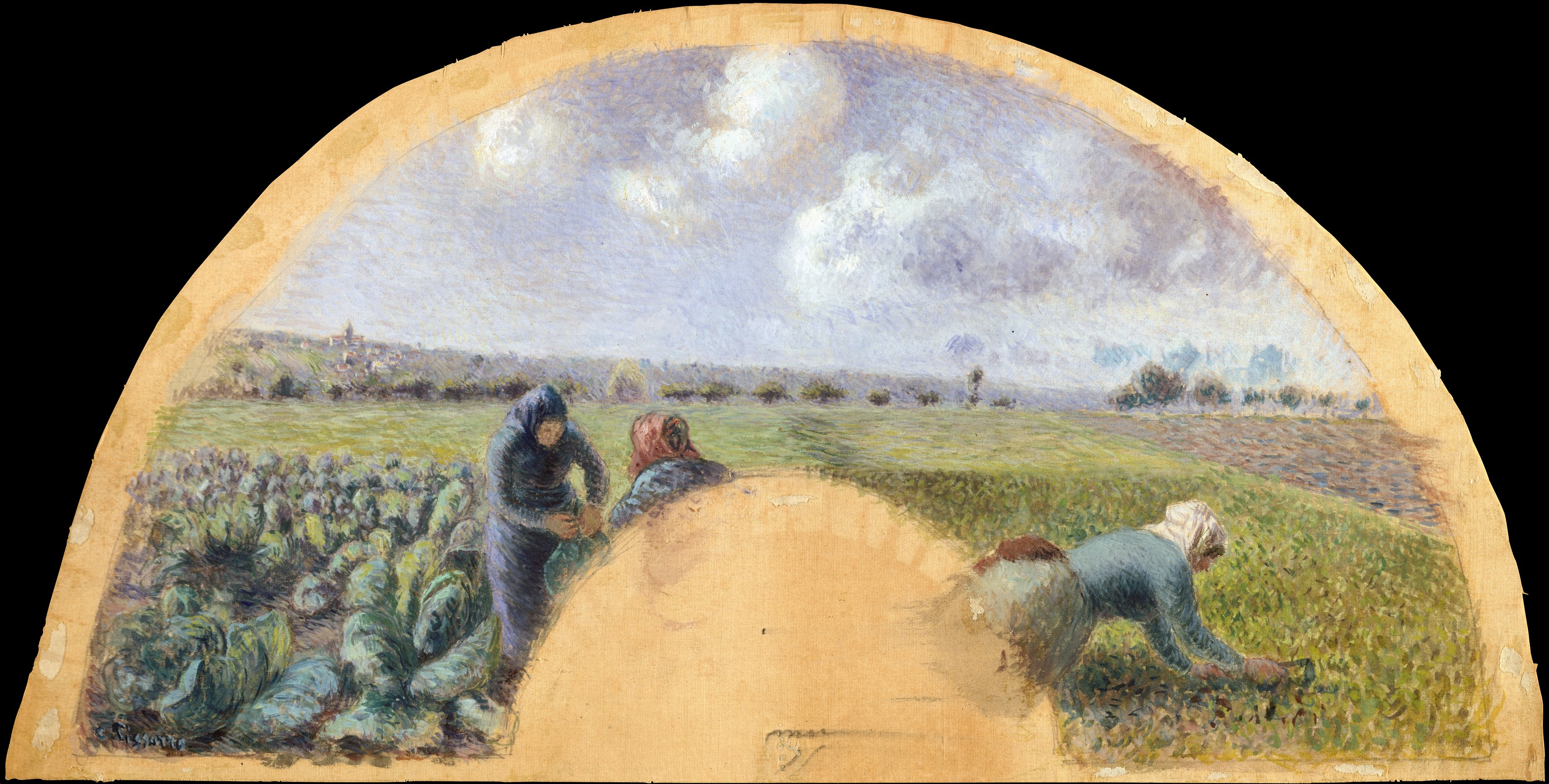
La Récolte des choux, 1878-1879
Metropolitan Museum, New York

À la fin des années 1870, il cherche à nouveau à donner une nouvelle orientation à son travail, cette fois en collaboration avec Degas. Pendant un certain temps, ils ont travaillé ensemble pour réaliser des estampes. Il commence à concevoir des compositions plus complexes, comprenant des scènes de marché bondées avec un plus grand nombre de personnages.
Degas l'a également encouragé à produire des éventails et envisageait une salle consacrée aux éventails lors de l'exposition impressionniste de 1879.

#### Pissarro et Gauguin

L'Orée du Bois près de l'Hermitage, Pontoise, 1879
Cleveland Museum of Art

Le tableau L'Orée du bois a été présenté à la quatrième exposition impressionniste. Limitant sa palette aux teintes pures, Pissarro y applique des coups de pinceau selon des motifs diagonaux systématiques, produisant un effet qu'il compare au tricot.
En 1879, Gauguin, qui lui a acheté des toiles, vient travailler avec lui à Pontoise et pendant l'été 1881 Cézanne, Gauguin, Guillaumin, sont à Pontoise à ses côtés. Il participe à toutes les expositions impressionnistes et devient peu à peu un patriarche du mouvement, mais dans une grande fraîcheur d'esprit et avec un constant renouvellement.
Dans les années 1880, il définit de plus en plus l'observation de la nature comme une étape préliminaire. Joachim Pissarro a commenté ainsi la pratique de son arrière-grand-père : « Contrairement à un cliché qui a longtemps persisté, Pissarro, suivant en grande partie l'impulsion de Degas, cultivait l'effet modifié produit par la mémoire, c'est-à-dire qu'il laissait le temps s'écouler avant de revenir à ses souvenirs de perceptions visuelles immédiates. Le résultat pour les deux artistes était qu’ils travaillaient plus loin de la vérité objective mais plus près de la vérité de leurs propres sensations ».

L'Impressionnisme
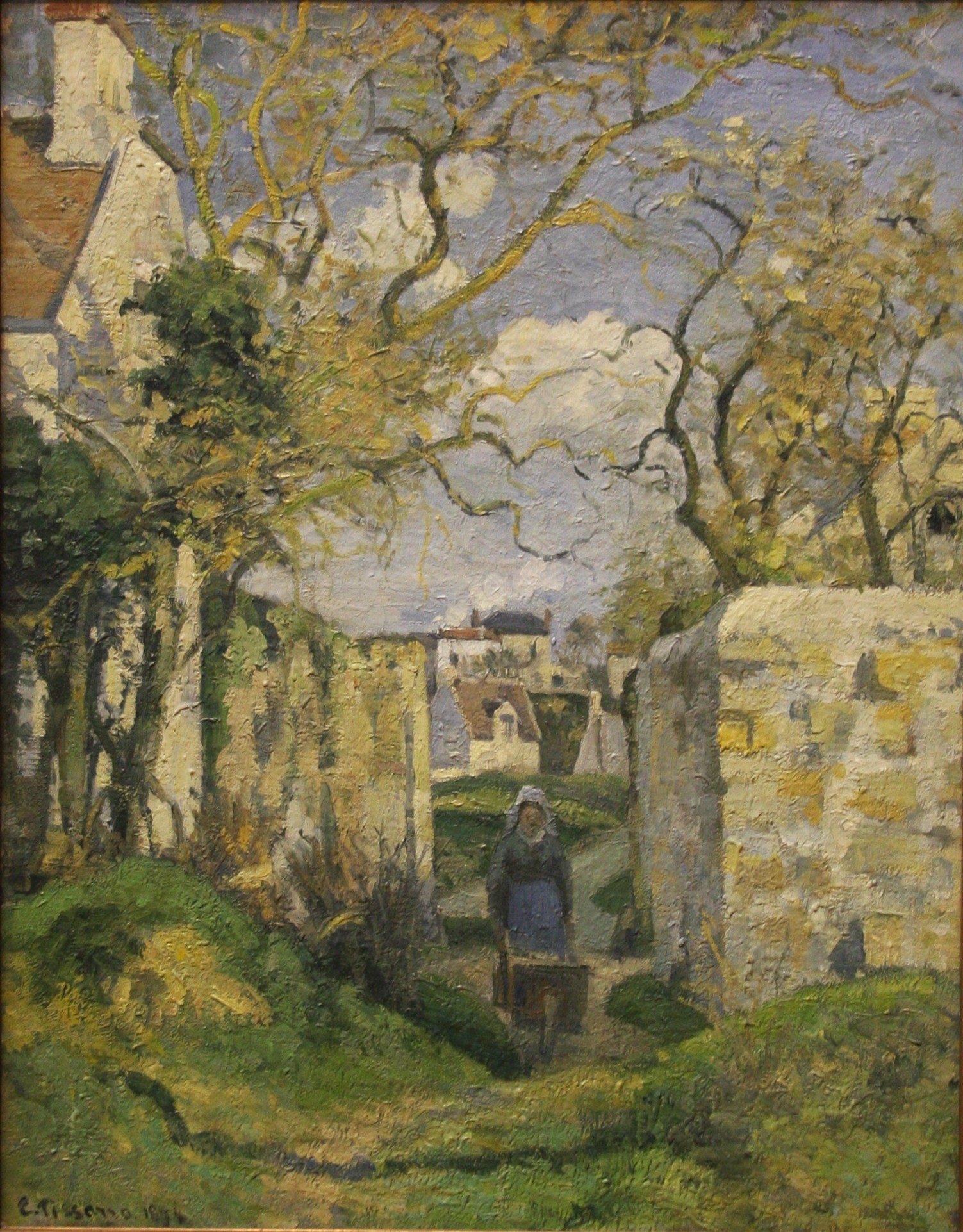
Paysanne poussant une brouette  (1874) (Maison Rondest, Pontoise). Stockholm, Nationalmuseum.
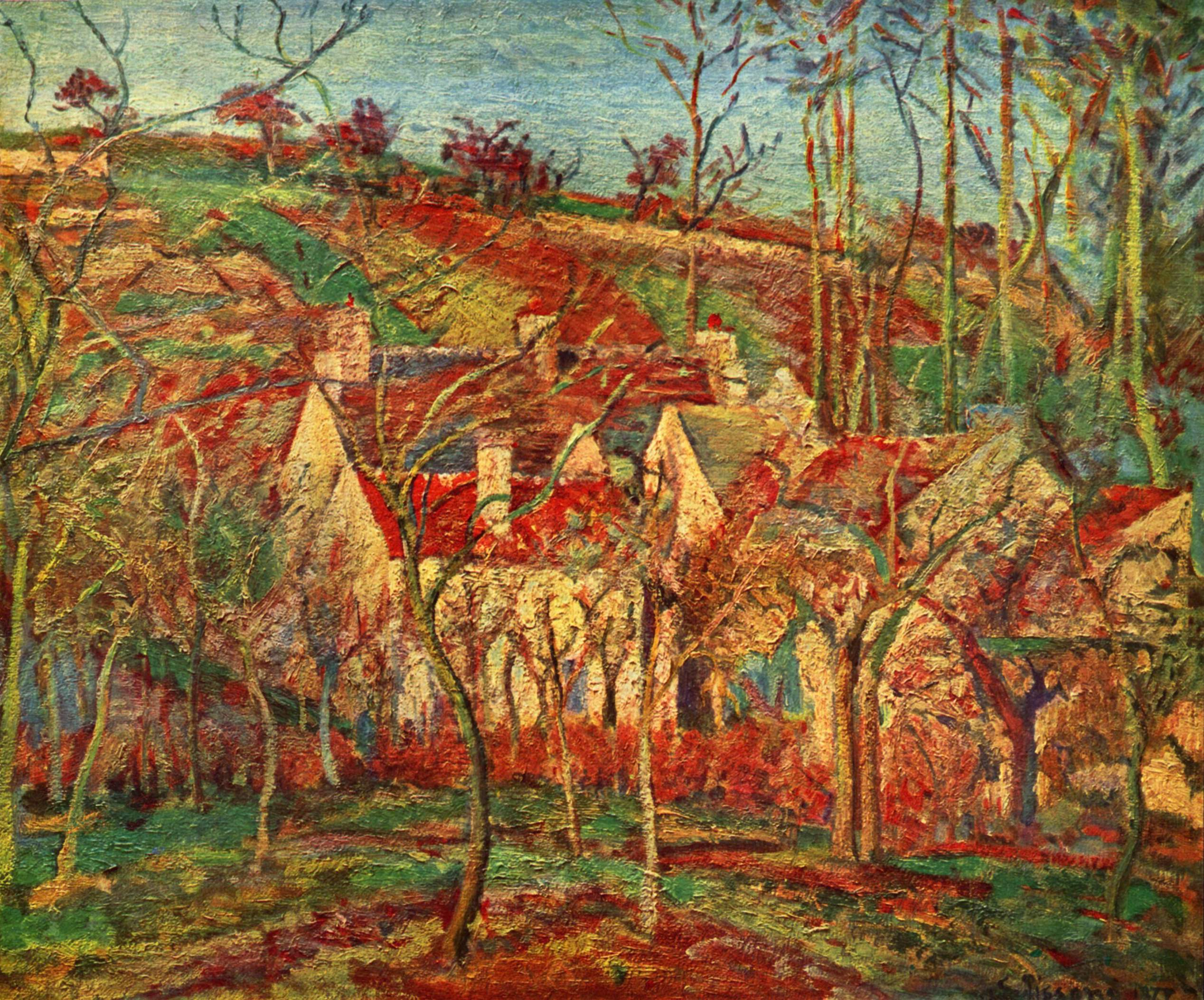
Toits rouges, coin d'un village, hiver  (1877) (Côte de Saint-Denis, Pontoise). Paris, musée d'Orsay.
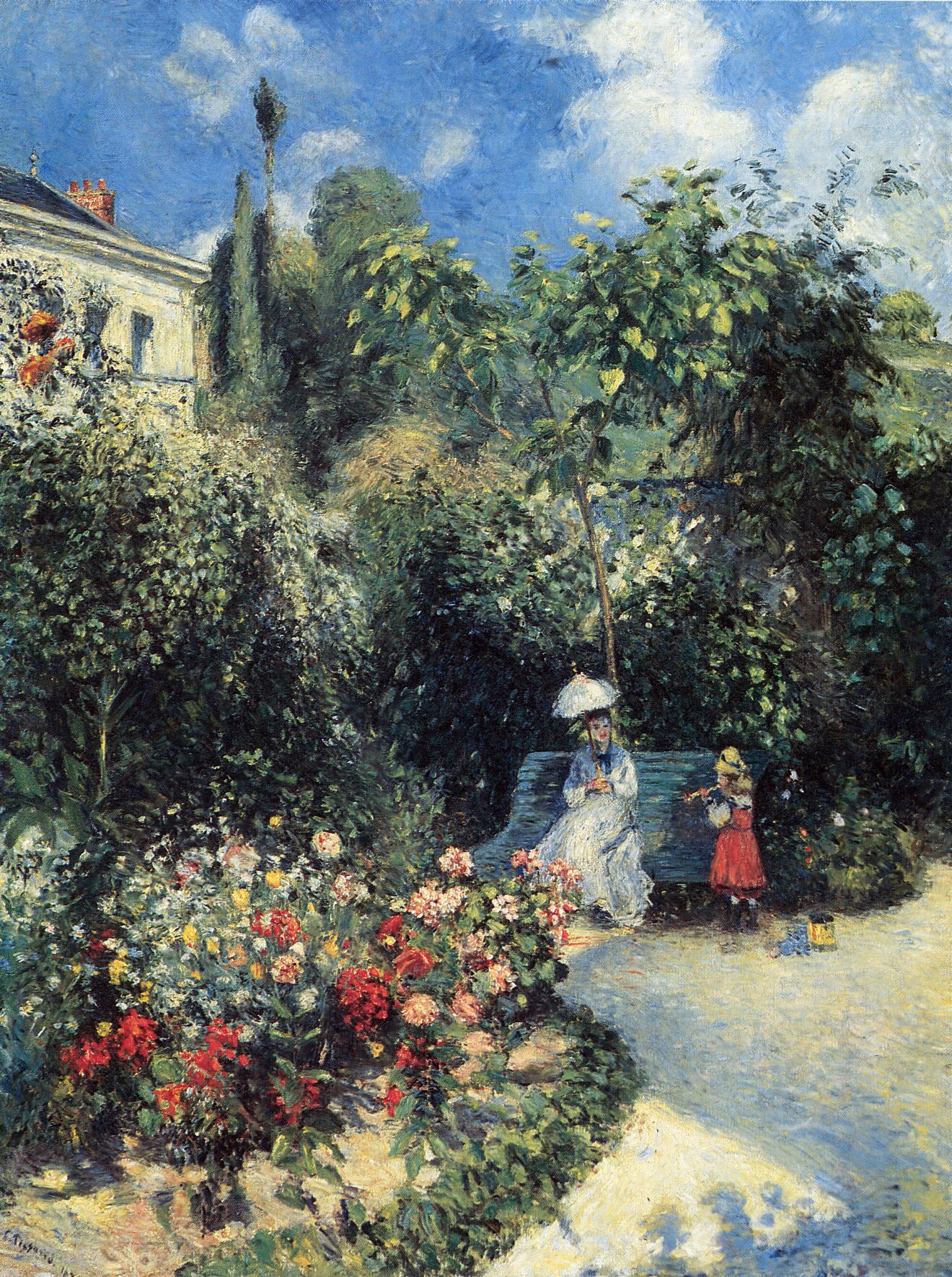
Le Jardin à Pontoise  (1877), collection particulière.
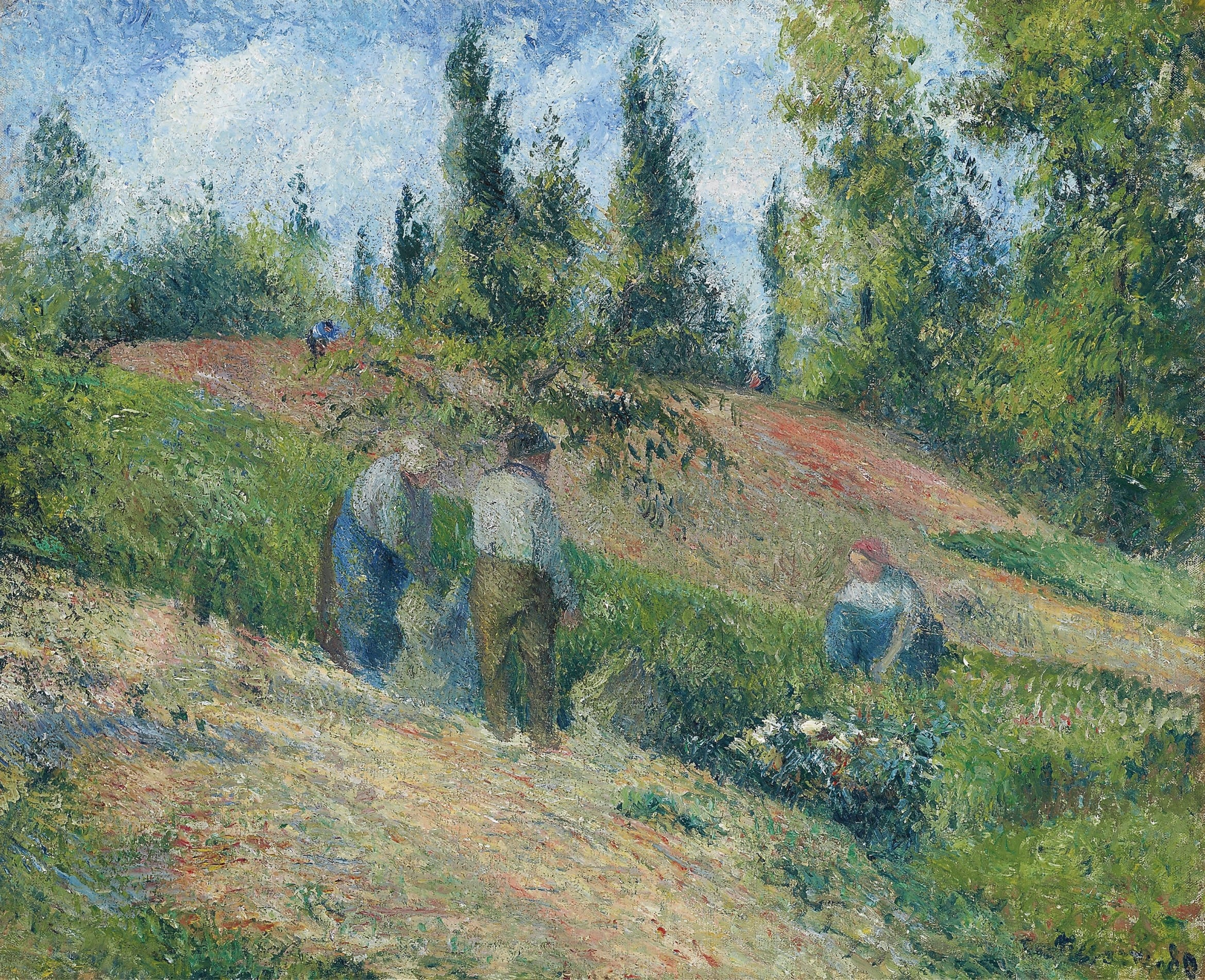
La Récolte, Pontoise  (1880), collection particulière.

#### Les Figures monumentales

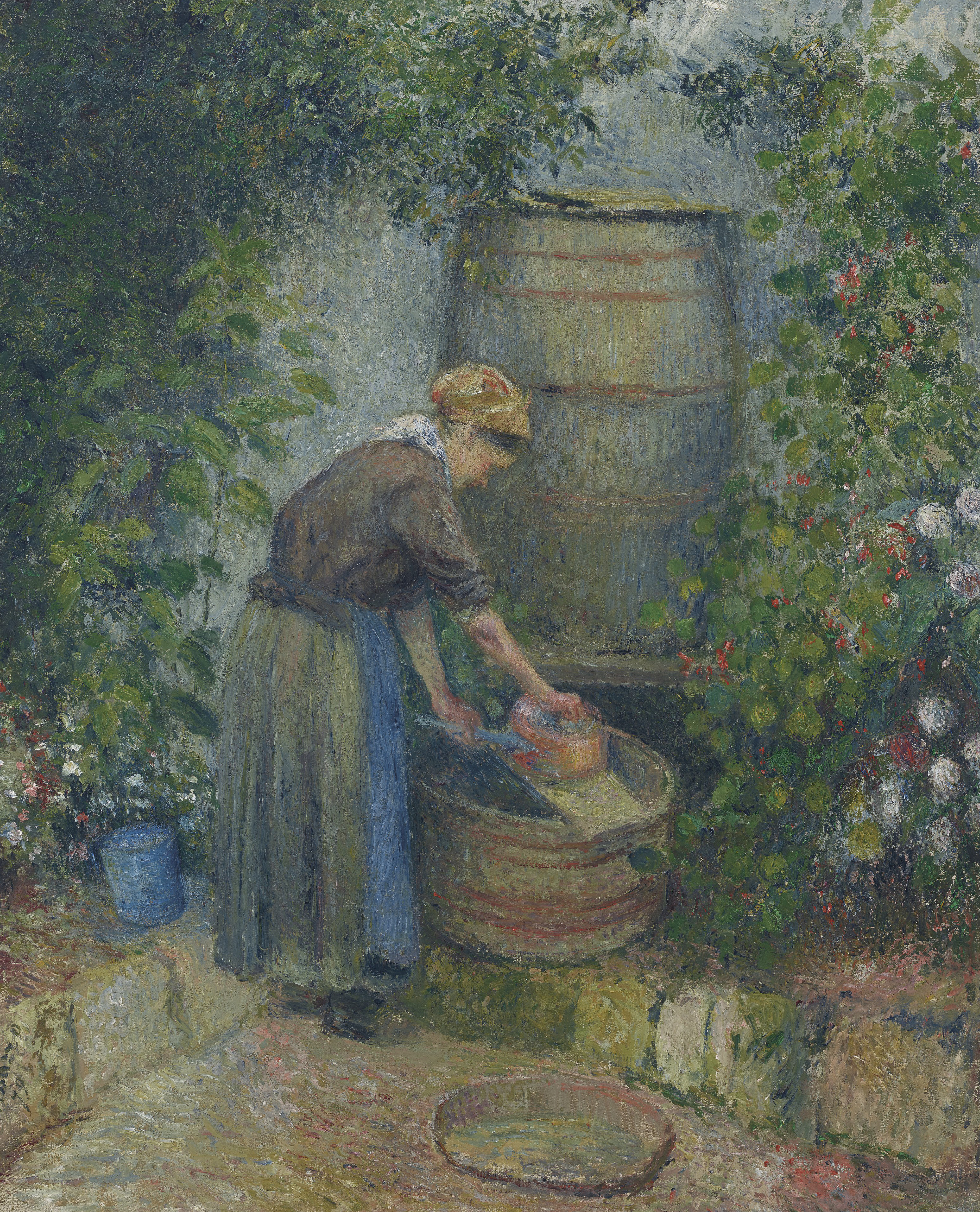
Femme lavant une casserole, 1879
Collection privée, vente 2019

Outre les scènes rustiques et quotidiennes du paysage rural français, il peint fréquemment des femmes absorbées par les activités quotidiennes. En effet, à partir de 1879, il commence à créer un certain nombre d'études de figures monumentales qui reflètent son intérêt croissant pour la primauté de la forme humaine dans le paysage, un thème qui se poursuivra tout au long de sa carrière. C'est ainsi que Femme lavant une casserole, ainsi que La Cardeuse de laine (National Gallery) sont présentées à la cinquième exposition impressionniste en 1880.
À la 6e Exposition des Impressionnistes de 1881, Monet, Renoir et Sisley sont absents. À partir de cette date les impressionnistes suivent chacun leur propre chemin. Pissarro s'emploie pourtant activement à maintenir la cohésion du groupe. Il convainc Gustave Caillebotte et Claude Monet de participer à la septième exposition impressionniste, en 1882. Pour cette exposition, la majeure partie des toiles qu'il présente sont des figures des agriculteurs de Pontoise, série qu'il avait débuté en 1879. C'est le cas de La Conversation (Tokyo) et Femme et enfant au puits (Chicago) dans lequel le garçon est son quatrième fils, Ludovic-Rodolphe, alors âgé de quatre ans. Dans Laveuse, étude (Metropolitan Museum) le modèle est la voisine de Pissarro à Pontoise, Marie Larchevêque, cinquante-six ans, mère de quatre enfants.
Comme l'a fait Renoir, il suit les conseils du marchand Paul Durand-Ruel pour varier sa production face à un marché de l'art en difficulté. Il ajoute des peintures de genre à son répertoire paysager. Plus largement, les scènes de la vie paysanne de Pissarro reflètent l’abandon généralisé par les impressionnistes vers 1880 des sujets ouvertement contemporains.
Il continue néanmoins la peinture de paysage, et entre 1872 et 1882 ce sont plus de trois cents paysages qu'il peint à Pontoise, tous situés sur un très petit espace.
Simultanément au choix des figures monumentales, son travail des années 1880 au pinceau, évolue vers des touches de peinture uniformément petites, uniformément réparties et soigneusement contrôlées, plus proches du trait constructiviste de Cézanne. Sa technique est devenue plus complexe, impliquant un plus grand travail en atelier et un plus grand nombre de dessins préparatoires. Richard Brettell décrit le début des années 1880 comme « la période d'expérimentation picturale la plus étendue de la carrière de Pissarro ». Pour Pissarro, à cette époque, une simple équation entre voir et représenter était à la fois indésirable et impossible ».

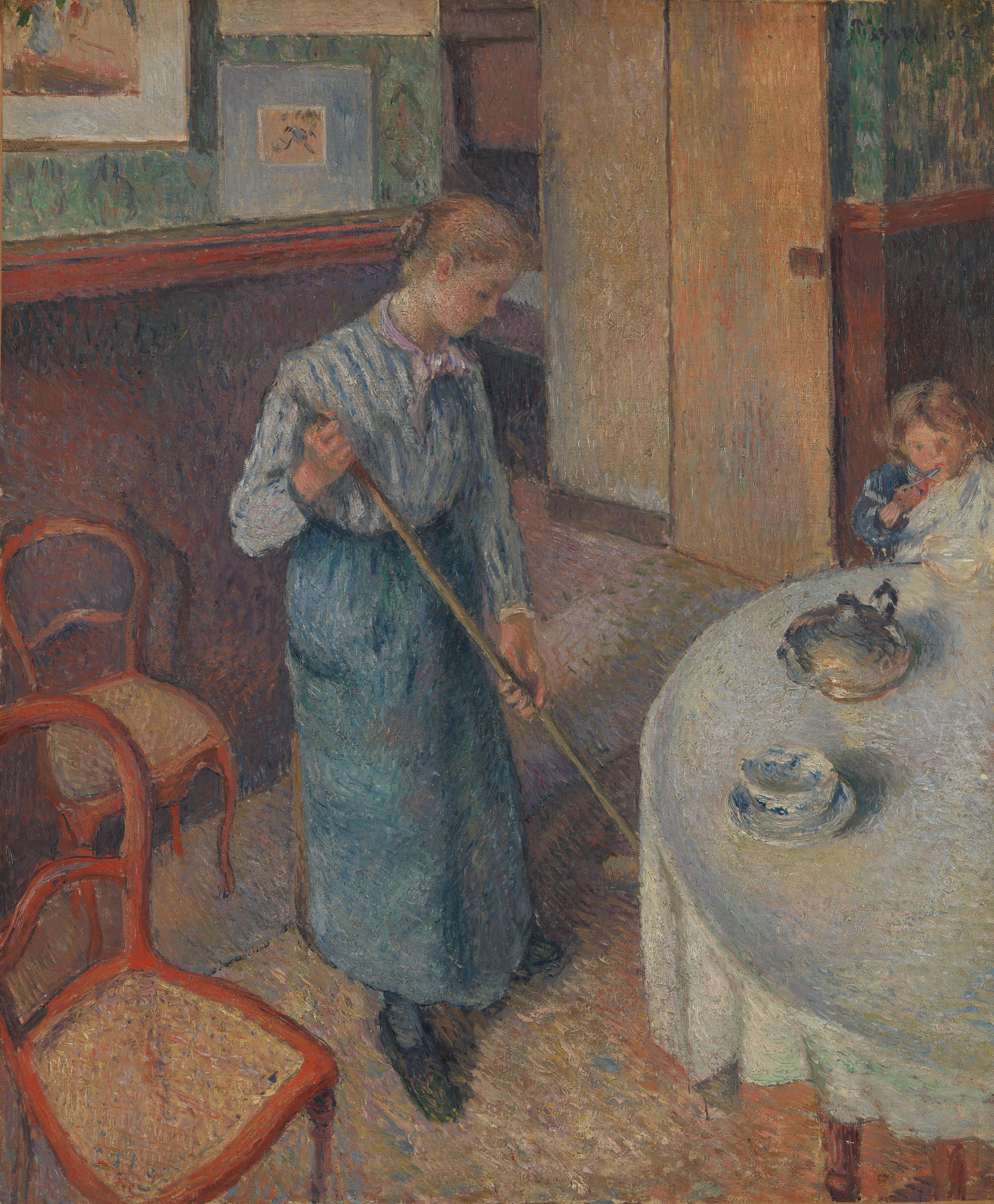
La Petite Bonne de campagne, 1882
Tate Gallery, Londres

En décembre 1882, il s'installe à Osny dans les faubourgs de Pontoise, ne pouvant plus trouver à louer une maison qui lui convienne pour un prix raisonnable. Dans La Petite bonne de campagne, l'intérieur domestique représente la salle à manger de la maison d'Osny. L'enfant assis à table est le quatrième fils de l'artiste, Ludovic Rodolphe.
Pissarro est chaudement recommandé à Ambroise Vollard par le Docteur Georges Viau, un collectionneur qui soutient tous les impressionnistes, et qui lui a acheté un tableau. Mais les tableaux impressionnistes n'atteignent encore que des prix médiocres. Le peintre passe beaucoup de temps à démarcher auprès des collectionneurs d'art, des marchands, et d'Eugène Murer, le peintre-pâtissier-restaurateur-collectionneur d'art, dont il peint un portrait : Murer au fournil.

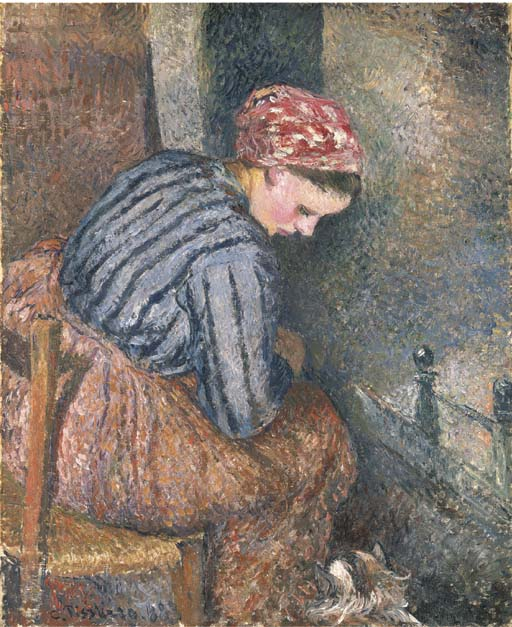
Paysanne se chauffant, 1883
Collection privée, Vente 2005

Dans beaucoup de ses tableaux, il utilise sa famille comme modèle et compose soigneusement chaque image pour rendre encore plus parfaitement la « réalité » de la scène. Ainsi ses marchandes et ses paysannes sont souvent ses filles. Cela était d’autant plus nécessaire que la minutie de sa surface prenait et l’application de ces petites touches de peinture prenait du temps.

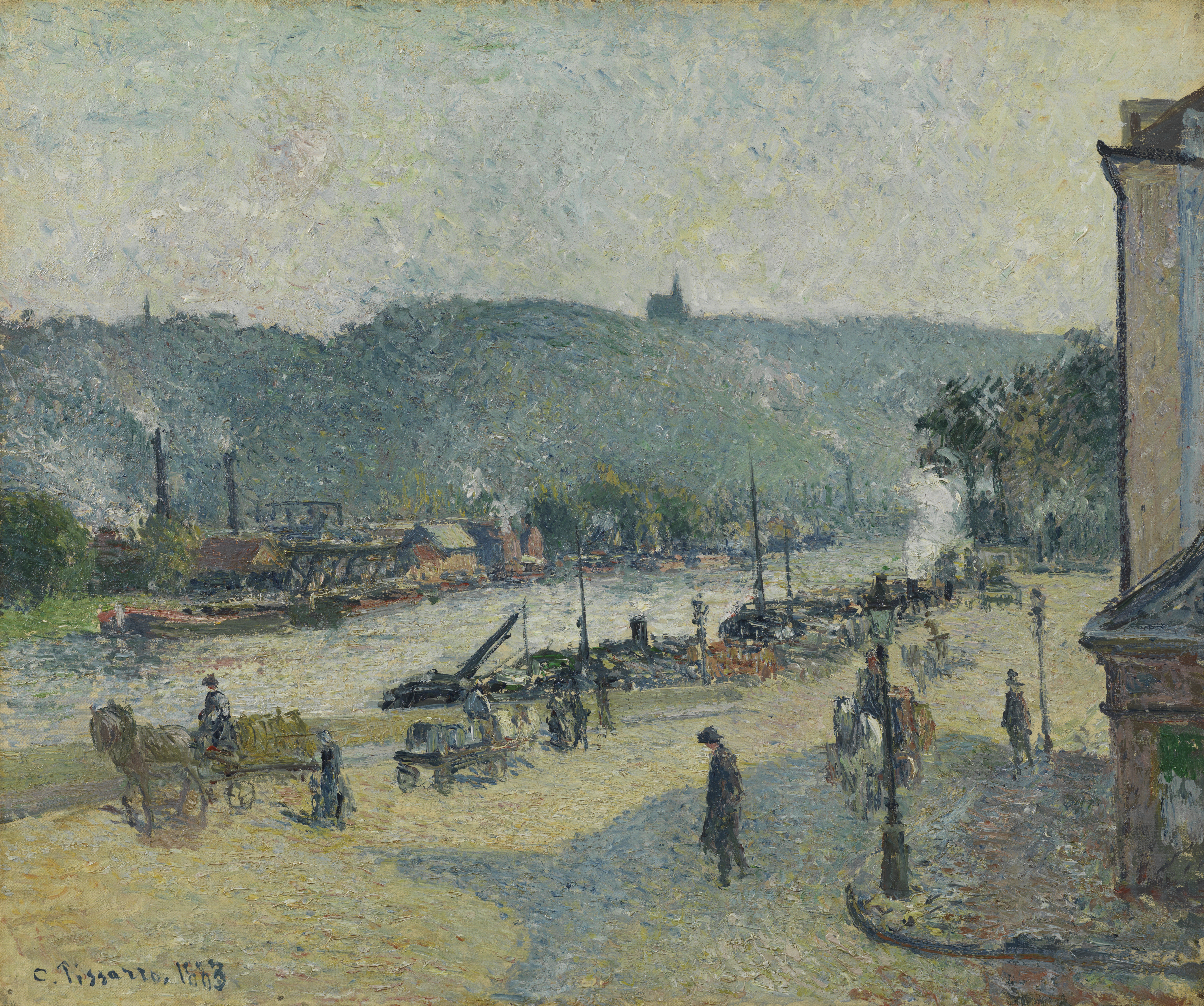
La Place Lafayette à Rouen, 1883
Institut Courtauld, Londres

En 1883 il visite Rouen pour y vendre ses tableaux et il réalise 17 tableaux lors de cette première visite. Il est passionné par la vie industrielle de la ville, notamment par « les ouvriers sur les quais, les bateaux, la fumée, la brume au loin ». Une des raisons de ces voyages est liée au frère aîné de Monet, Léon, chimiste et industriel, qui vivait à Rouen et y incitait activement les collectionneurs à acheter de l'art impressionniste, en particulier celui des paysagistes.
Des difficultés financières l'obligent à quitter Pontoise au début de 1884 pour Éragny-sur-Epte, au nord de Gisors. Il écrit à Claude Monet : « ... je suis obligé de quitter Pontoise à mon grand regret, ne trouvant plus une maison, bien située et dans des prix modestes. À mon grand regret, car selon moi, Pontoise, à tous les points de vue, me convenait ; mais je pense que vous pouvez trouver votre affaire, pouvant payer un loyer plus élevé ».

### Éragny-sur-Epte
En avril 1884 la situation financière de Pissarro était devenue de plus en plus désastreuse depuis le krach de la bourse de Paris en 1882, qui faillit ruiner Durand-Ruel, et il avait une progéniture grandissante à entretenir : quatre jeunes enfants à la maison, plus un bébé en route.
En avril 1884, il quitte Osny pour Éragny-sur-Epte dans l'Oise. Avec ses 467 habitants, Éragny est en 1880 un minuscule bourg, à trois kilomètres de Gisors, situé sur les bords de l'Epte, à soixante-douze kilomètres au nord de Paris. Les affluents de la Seine s'y jetant à Vernon, près de Giverny, l'Epte traverse alors le jardin de Pissarro et celui de Monet. « Oui [écrit-il à son fils Lucien le 1er mars 1884], nous sommes décidés pour Éragny-sur-Epte ; la maison est superbe et pas chère : mille francs, avec jardin et prés. C'est à deux heures de Paris, j'ai trouvé le pays autrement beau que Compiègne ; cependant il pleuvait encore ce jour-là à verse, mais voilà le printemps qui commence, les prairies sont vertes, les silhouettes fines, mais Gisors est superbe, nous n'avions rien vu ! ».
Il y peint de nombreuses toiles, dont plusieurs sur le thème des pommiers en fleurs (la propriété s'appelle « La Pommeraie »), du noyer, de son jardin potager, de la vue de son atelier, spécialement construit au milieu de son jardin. Il y réalise également 40 vues du pittoresque village de Bazincourt à proximité d'Éragny qui se dresse sur la rive opposée de l'Epte. Il est accessible à pied en quinze minutes ou moins, par une route qui traverse la rivière sur un petit pont.

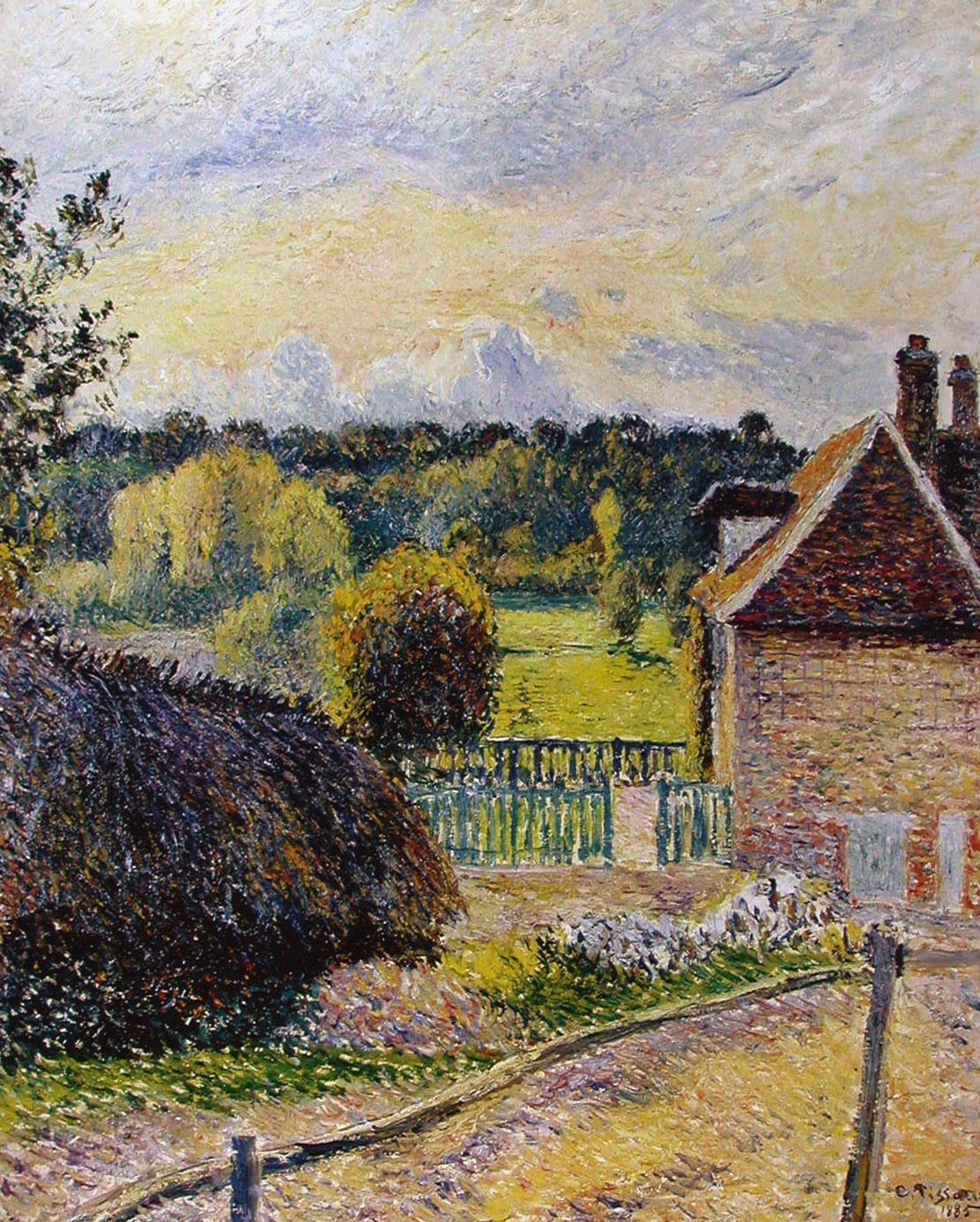
La Maison de la folie à Éragny, 1885
Musée d'Orsay, Paris

Il invite à Éragny les plus grands peintres de l'époque, parmi lesquels Claude Monet, le parrain de son dernier fils, Cézanne, Van Gogh, Gauguin et ces années 1880-1885 marquent une évolution certaine dans sa manière de peindre. Celle-ci tient tout autant à la réflexion menée en commun au sein du groupe d'artiste qu'à ses recherches personnelles sur la lumière et ses effets. La Maison de la Folie date de son arrivée à Éragny. Comme La Maison du pendu de Cézanne (1873, musée d'Orsay), le titre correspond à la toponymie traditionnelle du lieu et souligne l'ancrage de l'œuvre dans une mémoire et un terroir particuliers. Sa composition, sans percée perspective nettement affirmée, est caractéristique des tableaux de cette période. Gauguin va beaucoup exploiter ce type d'organisation plastique où les zones s'imbriquent plus qu'elles ne creusent l'espace. Au premier plan la ligne de la barrière, très japonaise dans son irruption et sa césure, annonce aussi certains des tableaux futurs de Gauguin et Cézanne.
Selon Richard Brettell, le travail de Pissarro des années 1880 « suggère une remise en question fondamentale du type de peinture normalement associé à l'impressionnisme, le croquis en plein air, et une relation plus compliquée et hautement médiatisée avec la « réalité » qu'une simple optique. Pour Pissarro à cette époque, la simple équation entre voir et représenter prônée par [les impressionnistes] était à la fois indésirable et impossible ».
En 1892, avec l'aide financière de Claude Monet qui vit dans la ville voisine de Giverny, il achète la maison que sa famille louait à l'année. La maison existe encore aujourd'hui, dans une rue qui porte le nom de l'artiste.

### Le Néo-impressionnisme

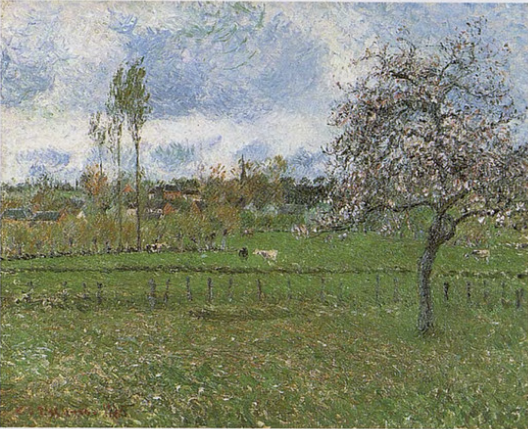
Le Grand noyer dans le pré, Éragny, 1885
Uehara Museum of Modern Art, Shimoda

La période néo-impressionniste ne durera que quatre années, de 1884 à 1888. La division de la touche va perdurer les années suivantes, mais non plus de façon systématique.
En octobre 1885, Armand Guillaumin et Paul Signac présentent Pissarro à Georges Seurat, qui vient d'achever son immense et innovante toile, Un dimanche après-midi à l'île de la Grande Jatte. En voyant cette œuvre dans l’atelier de l’artiste, Pissarro réorganise son approche de l'impressionnisme classique : au lieu d'une technique intuitivement spontanée pour capturer ses sensations, il applique les théories scientifiques des couleurs formulées par Ogden Rood et Eugène Chevreul, tout en employant le petit coup de pinceau divisionniste de la couleur pure pour créer l'effet d'un mélange optique. Il se lie d'amitié avec Seurat qui insiste auprès de sa propre mère pour qu'elle achète une toile à Pissarro, lui apportant ainsi quelques revenus bienvenus.
C’est en 1885 qu'il prend conscience du nouveau style qu’il a adopté : « Je suis d’autant plus accablé de ne pas terminer ces études que je suis en voie de transformation et que j’attends avec impatience un résultat quelconque. J’espère cependant faire un petit progrès. Je vous prie de croire que cela me cause bien du tourment ; c’est évidemment une crise ! » Ce travail sur la sensation et l’impression, qui entraîne Pissarro sur la voie du néo-impressionnisme pendant quelques années, est déjà en germe en 1882 dans Quai du Pothuis, bords de l'Oise, conservée au Musée du Havre.

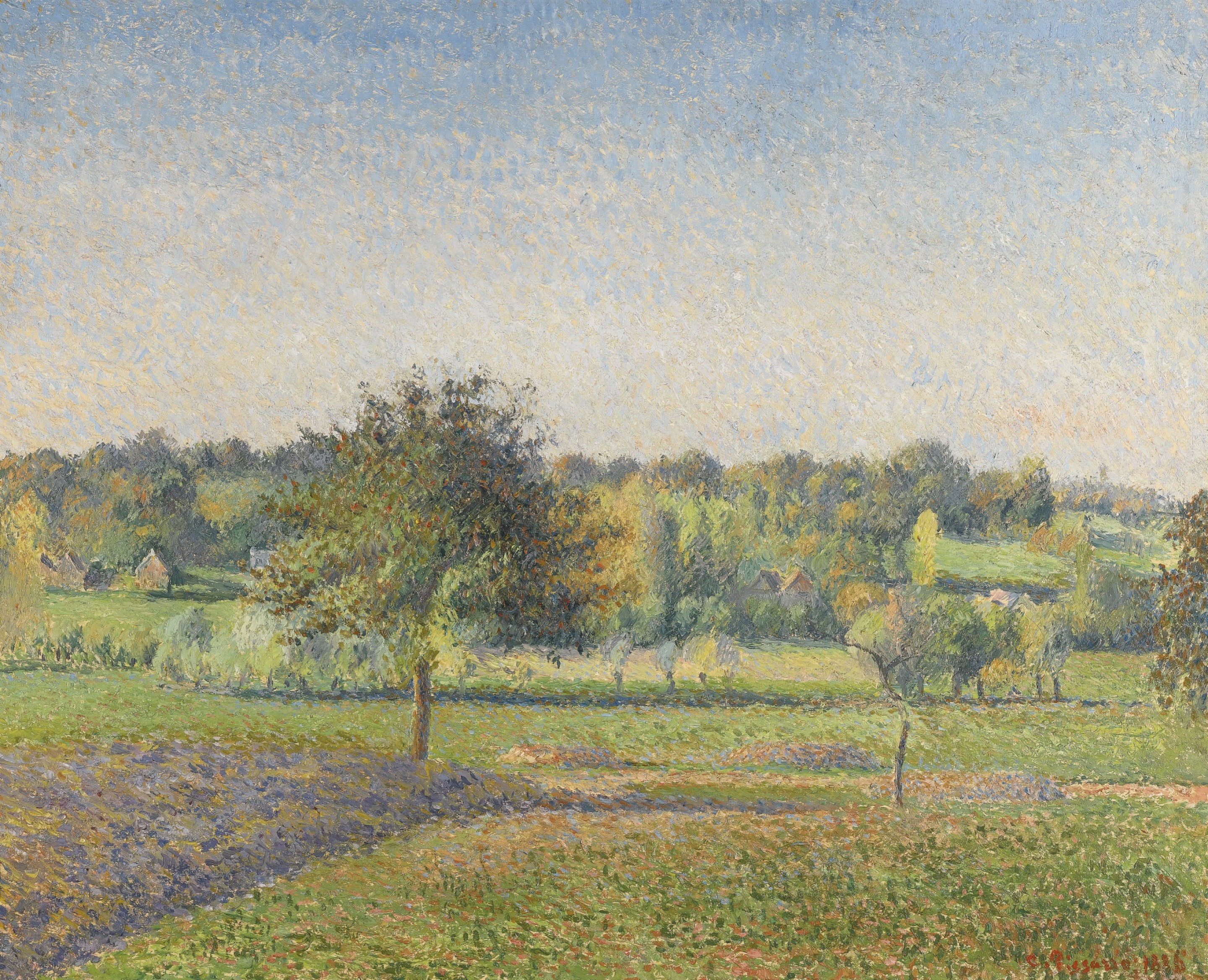
Prairie à Éragny, 1886
Collection privée, Vente 2013

Pissarro expose ce style début 1886. Seurat le rappelle dans une lettre du 20 juin 1890 au galeriste et critique Félix Fénéon : « 1886 janvier ou février, une petite toile de Pissarro, divisée et couleur pure. Chez Clozet, le marchand ». Le chef-d'œuvre de Seurat est présenté dans un deuxième temps, lors de la huitième et dernière exposition collective impressionniste en mai-juin 1886. Prônant le « progrès » et l'« indépendance », Pissarro, l'un des principaux organisateurs, y défend l'inclusion de cette peinture radicale. Il y présente Le Grand noyer dans le pré, Éragny. Un critique de l'époque disait de l'œuvre : « Lorsqu'on la regarde de près, la toile ressemble à une collection de têtes de clous multicolores », mais « lorsqu'on la regarde à une distance appropriée, la perspective émerge, les surfaces ont de la profondeur. Le ciel est traité avec juste ce qu'il faut de légèreté, créant l'impression d'un vaste espace et d'un horizon vague.
Mais d'autres impressionnistes fondateurs, outre Edgar Degas, Berthe Morisot et Armand Guillaumin rejettent l’événement. Seurat et ses partisans deviennent du jour au lendemain la nouvelle avant-garde, que Fénéon qualifiera ensuite de néo-impressionniste.

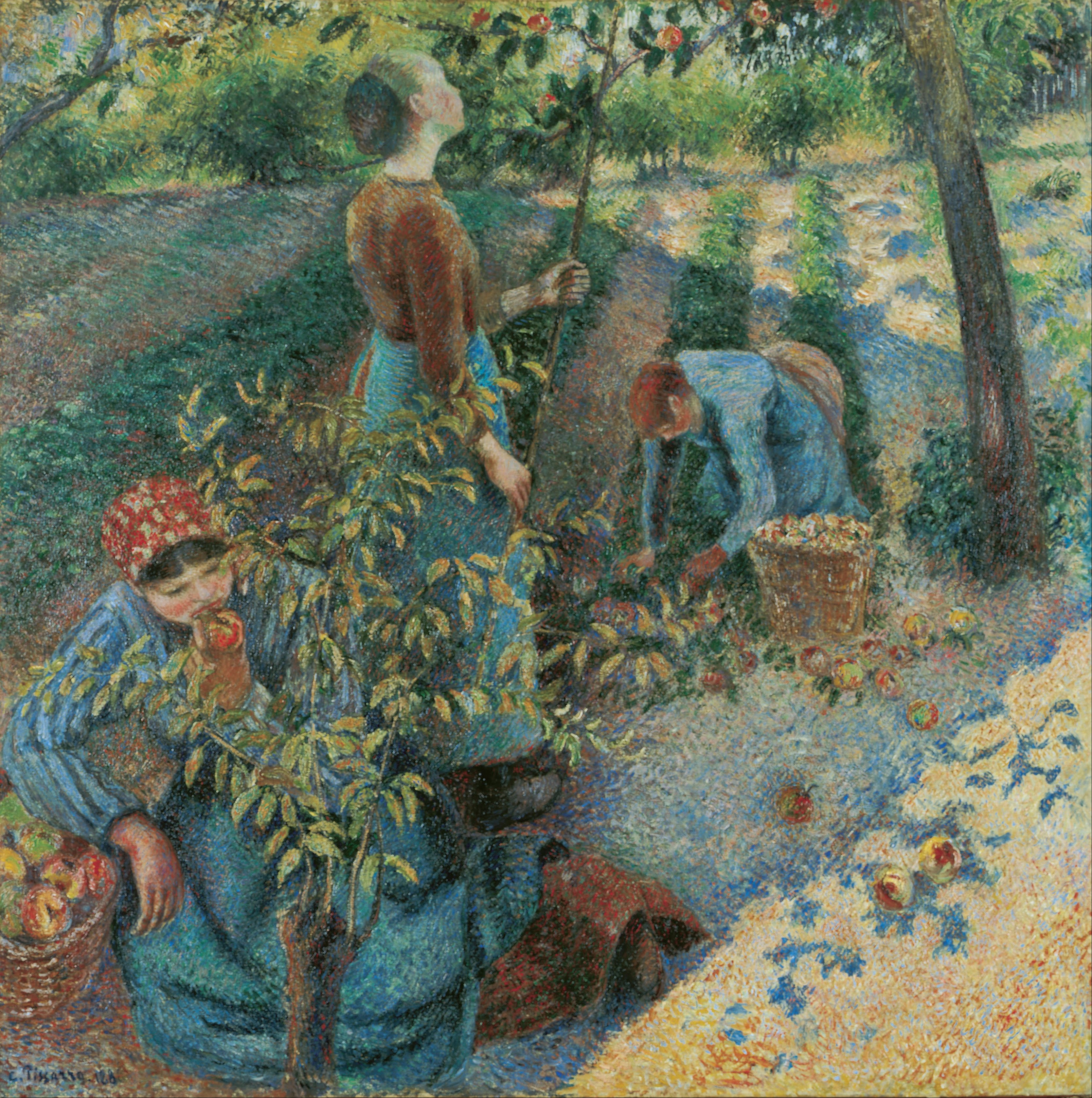
La Cueillette des pommes, 1886
Kurashiki, Ohara Museum

Pissarro est flexible dans son utilisation du divisionnisme, ou pointillisme, qui fait correctement référence non pas à un petit point, mais à un « point » de peinture. Depuis 1880, l'artiste utilise dans sa peinture une variété de coups de pinceau de plus en plus petits, ressemblant à des ponctuations, à partir desquels sa transition vers le néo-impressionnisme semble une étape inévitable.
En 1887 le marchand Georges Petit installe une grande « Exposition internationale de peintures et de sculptures » dans sa galerie. Pissarro y participe sur l'insistance de Renoir et de Monet, mais Petit retire temporairement Prairie à Éragny  au motif que quelqu'un est « offensé par [sa] luminosité ». Pissarro est furieux du comportement « servile » du marchand, qui remet l'œuvre à sa place le lendemain. Durand-Ruel qui n'a pas de telles réserves, acquiert ce tableau peu après l'exposition.
Le frère de Van Gogh, Théo, marchand d'art, vend le tableau Les Foins à Eragny en 1887. Van Gogh admirait beaucoup les effets de couleur de Pissarro et suivit son exemple.
L'exécution de cette technique est extrêmement lente et en 1887 il ne réalise que quelques tableaux et quelques gouaches.

Le Néo-impressionnisme
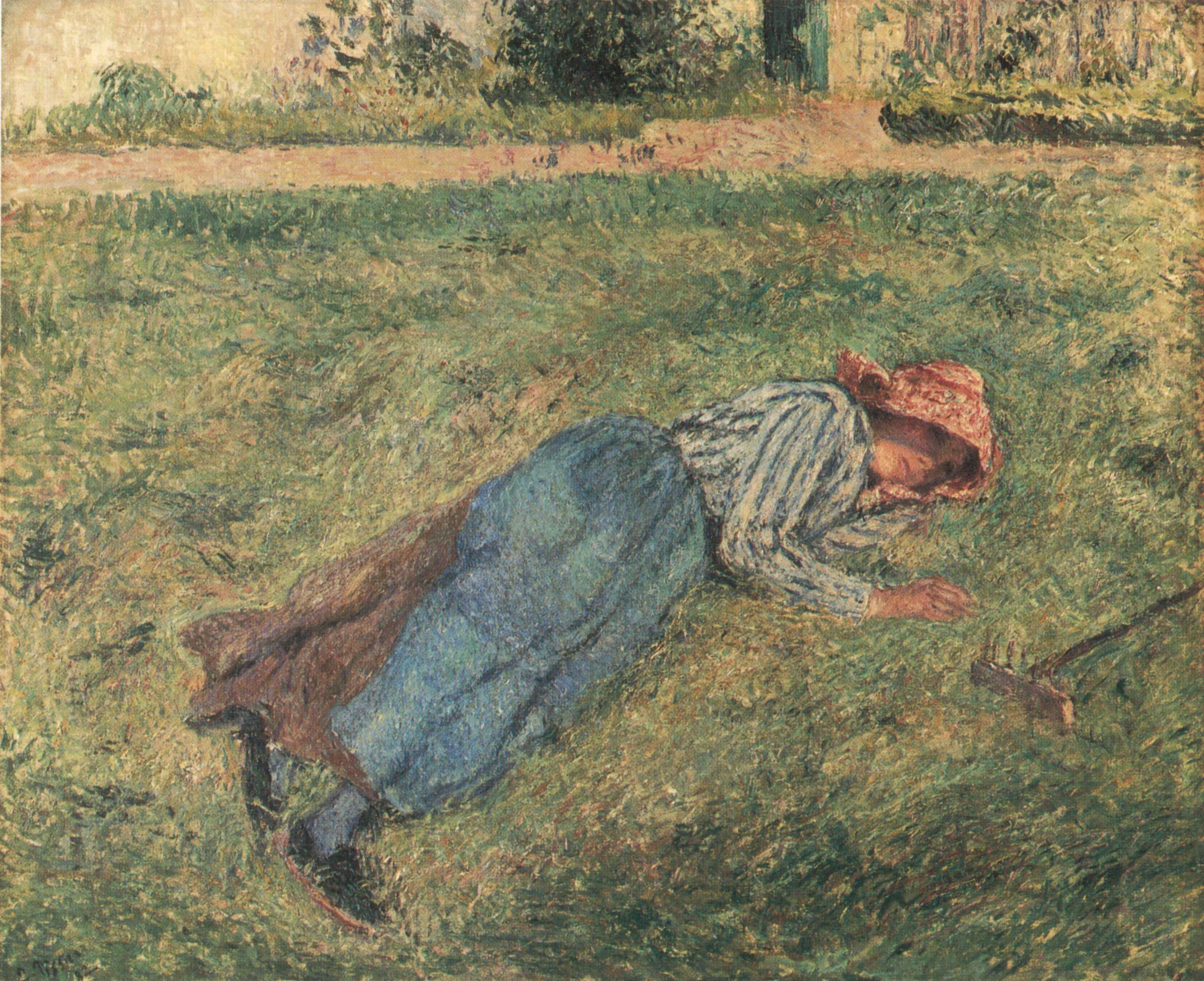
Le Repos, paysanne couchée dans l'herbe  (1882), Brême, Kunsthalle de Brême.
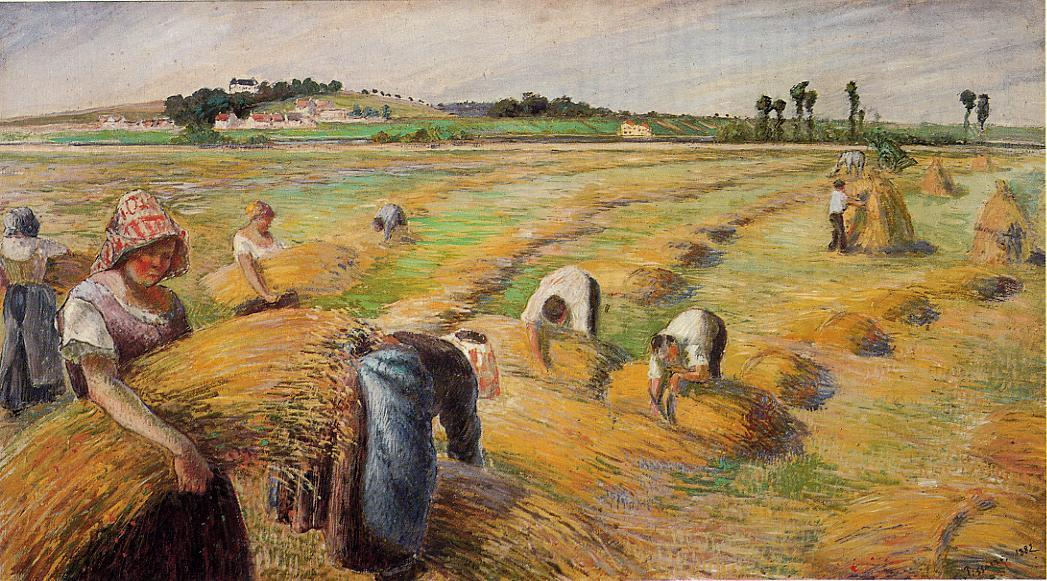
La Moisson  (1882), Tokyo, musée d'art Bridgestone.
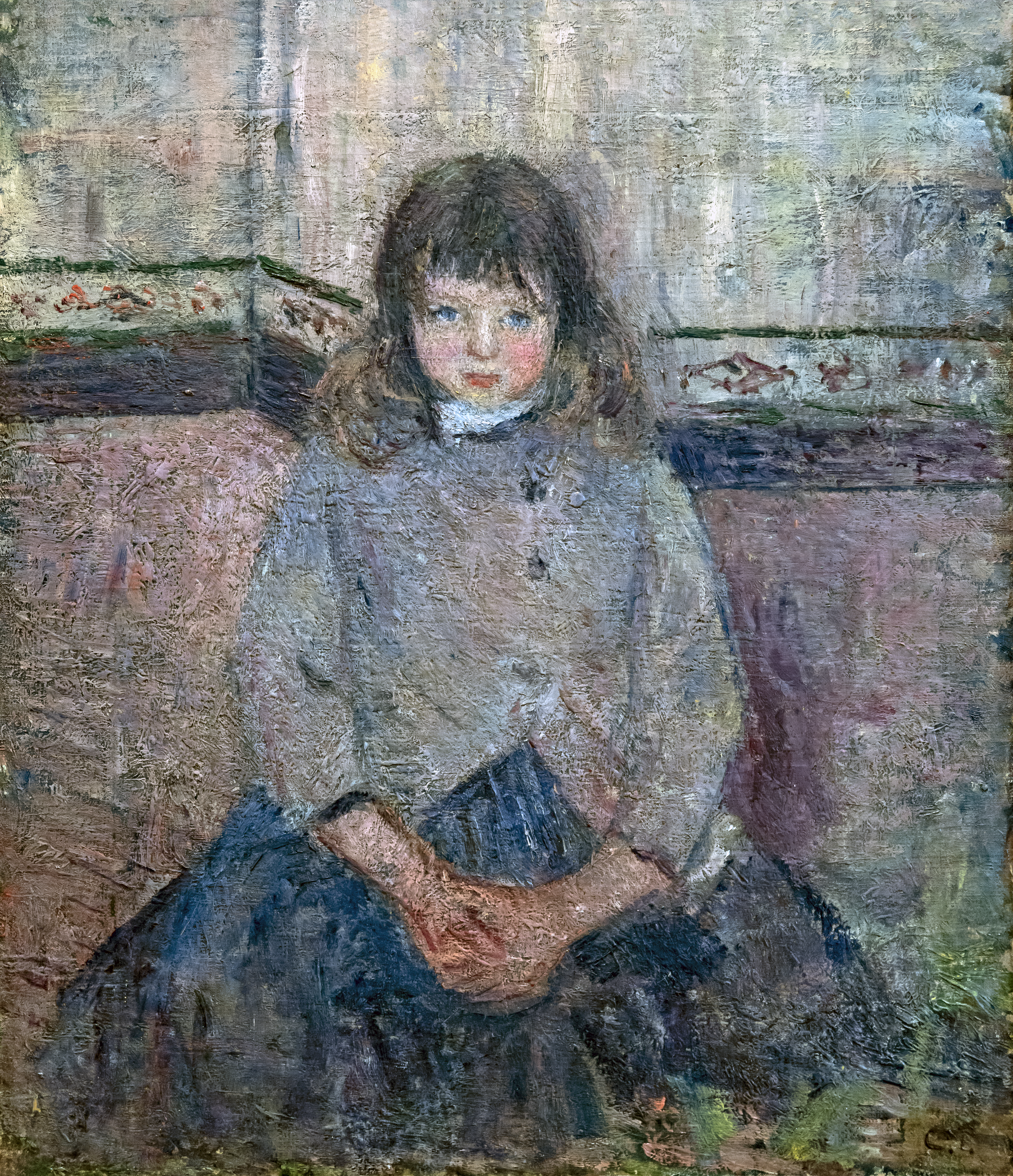
Félix en jupe (1883) Fondation Bemberg, Toulouse.
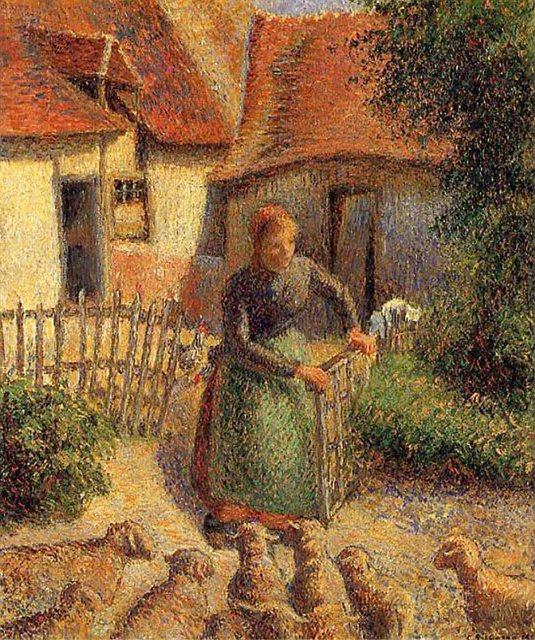
Bergère rentrant des moutons  (1886), Norman (Oklahoma), Fred Jones Jr. Museum of Art (en)
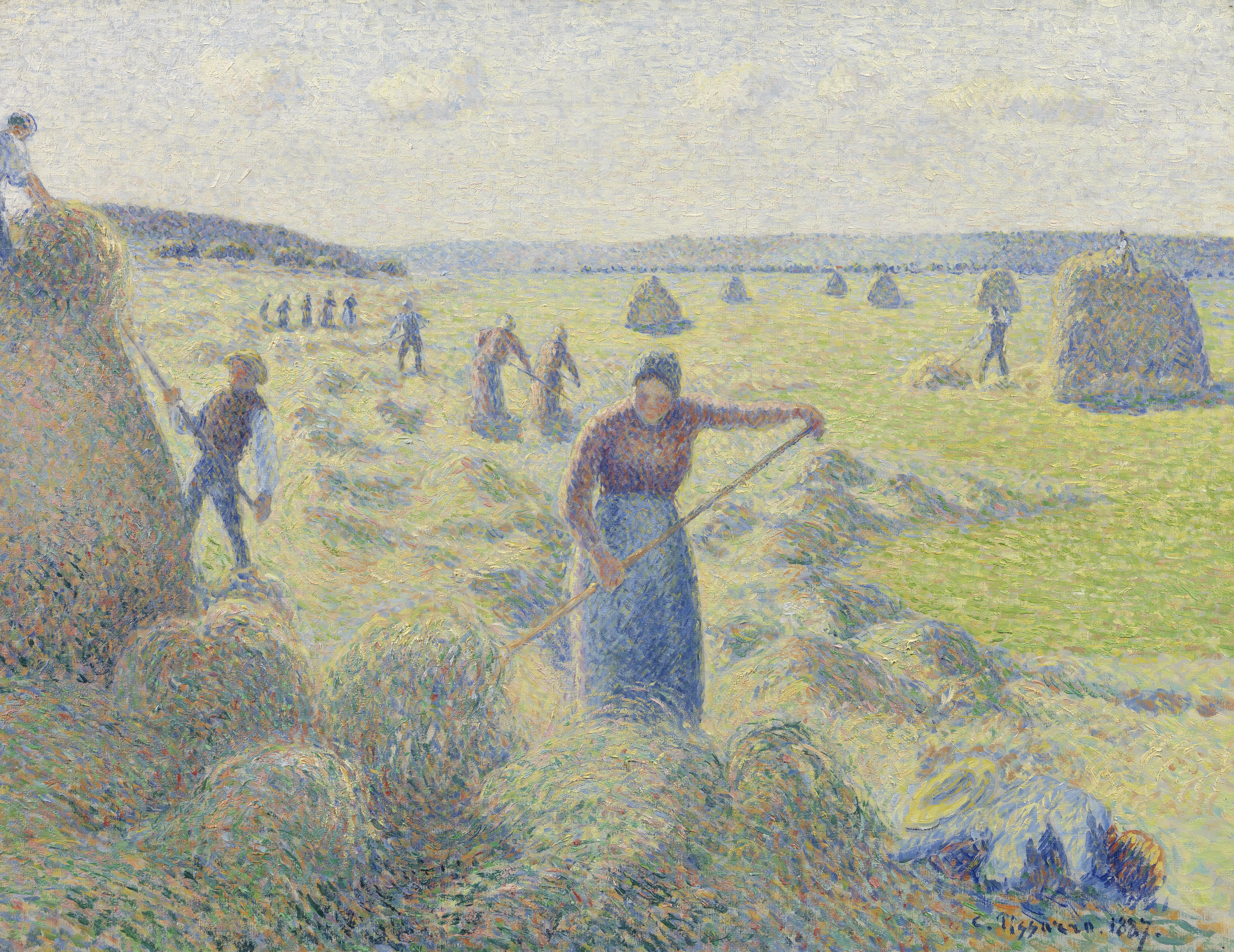
Les Foins, Eragny, 1887 Musée Van-Gogh, Amsterdam

### Les années 1890
En 1890, il reprend le style impressionniste, plus librement peint, qui allait rester sa norme pour le reste de sa carrière. Il retrouve ainsi une liberté d'expression plus proche de son tempérament. Il peint à nouveau en extérieur et laisse ses couleurs fraîchement appliquées interagir sur la surface au lieu d'attendre que les taches de chaque couleur sèchent séparément. Les traits minuscules, fragmentés et entrecroisés et les contrastes de couleurs lumineux témoignent néanmoins des enseignements tirés de ses années pointillistes.
À cette époque il écrit : « J'ai commencé à comprendre mes sensations, à savoir ce que je voulais quand j'avais la quarantaine, mais seulement vaguement ; à cinquante ans, c'est-à-dire en 1880, j'avais l'idée de l'unité, mais je ne parvenais pas à l'exprimer ; à soixante ans, je commence à entrevoir une manière de [l'exprimer] »
Son fils Lucien lui aussi peintre, s'installe définitivement à Londres en 1890 et épouse Esther Levi Bensusan, graveuse et illustratrice d'art le 10 août 1892 à Richmond, dans le Yorkshire du Nord.
Le 14 janvier 1891, Pissarro lui écrit : « J'ai monté mes aquarelles sur papier libre pour pouvoir réaliser diverses séries en portfolios. Pensez-vous que je devrais les exposer ? Cela me coûterait trop cher de les monter. J'en ai cent soixante et un. Georges les trouve plus beaux que mes tableaux ». Il se trouvait alors à un moment critique de sa carrière. Sa production de tableaux, entravée par la technique laborieuse du néo-impressionnisme, avait considérablement diminué (il ne réalisa que huit toiles datées en 1889 et quinze en 1890). De plus, les collectionneurs amateurs n'avaient pas réagi à la technique du « pointillé » des néo-impressionnistes. Dans ses aquarelles, les formes du paysage sont disposées en bandes parallèles au plan de l’image, et les effets de l’atmosphère, de la lumière et du temps interviennent, donnant leur caractère particulier à ce qui était en réalité un motif paysager monotone. Elles enregistrent ses humeurs et incarnent sa constance de vision dans cette année très difficile.
Au printemps 1891 Pissarro annonce à son fils Lucien la mort de Seurat sur un ton tragique: "Nouvelle affreuse à t'annoncer, Seurat est mort", ajoutant "C'est fini le pointillé". Pissarro entre dans une période de deuil profond, mais il semble en même temps trouver une forme de libération dans l'exploration de la nouvelle veine postimpressionniste. En effet il ne retourne pas à l'impressionnisme; il cherche à conserver les acquis artistiques de son exploration du néo-impressionnisme, en évoluant vers une nouvelle forme d'art. Il entrelace ses coups de pinceaux, en fracturant et divisant les touches de peinture pour créer une surface picturale plus complexe, mais plus libre et plus vivante.
Les scènes de la vie à la campagne sont pour lui l'occasion de dépeindre et de célébrer la classe ouvrière agricole dans son élément. Cela est considéré comme une attaque choquante contre le goût du public et ce ne sont pas les tableaux qui intéressent les acheteurs. Son marchand Durand-Ruel laisse même entendre qu'il devrait changer de tactique. Il commence le tableau Deux jeunes paysannes à l'été 1891 et l'achève à la mi-janvier 1892, un mois avant l'ouverture d'une grande exposition de son œuvre organisée par Durand-Ruel. Lorsqu'il expose ce groupe de tableaux audacieux, il y eut un tollé dans certains milieux et des personnages comme Octave Mirbeau sautèrent à sa défense : « Les critiques adorent les anecdotes ; ils ne sont émus que par des vulgarités sentimentales. Il n'y a rien de tout cela dans l'œuvre de M. Pissarro... L'œil de l'artiste, comme l'esprit du penseur, découvre les aspects plus larges des choses, leur totalité et leur unité. ». Malgré le tollé, cette exposition marque un tournant pour lui, car c'est la première dans laquelle tous ses tableaux étaient vendus, ce qui l'a aidé à acheter sa maison cette année-là. Cela montre que, malgré les réticences de Durand-Ruel, le public était prêt pour ces tableaux qui condensent la vision nouvelle, colorée mais sans faille de Pissarro.
Il est à Londres en 1892 où il loue un appartement à Kew en compagnie de Maximilien Luce.

Années 1890
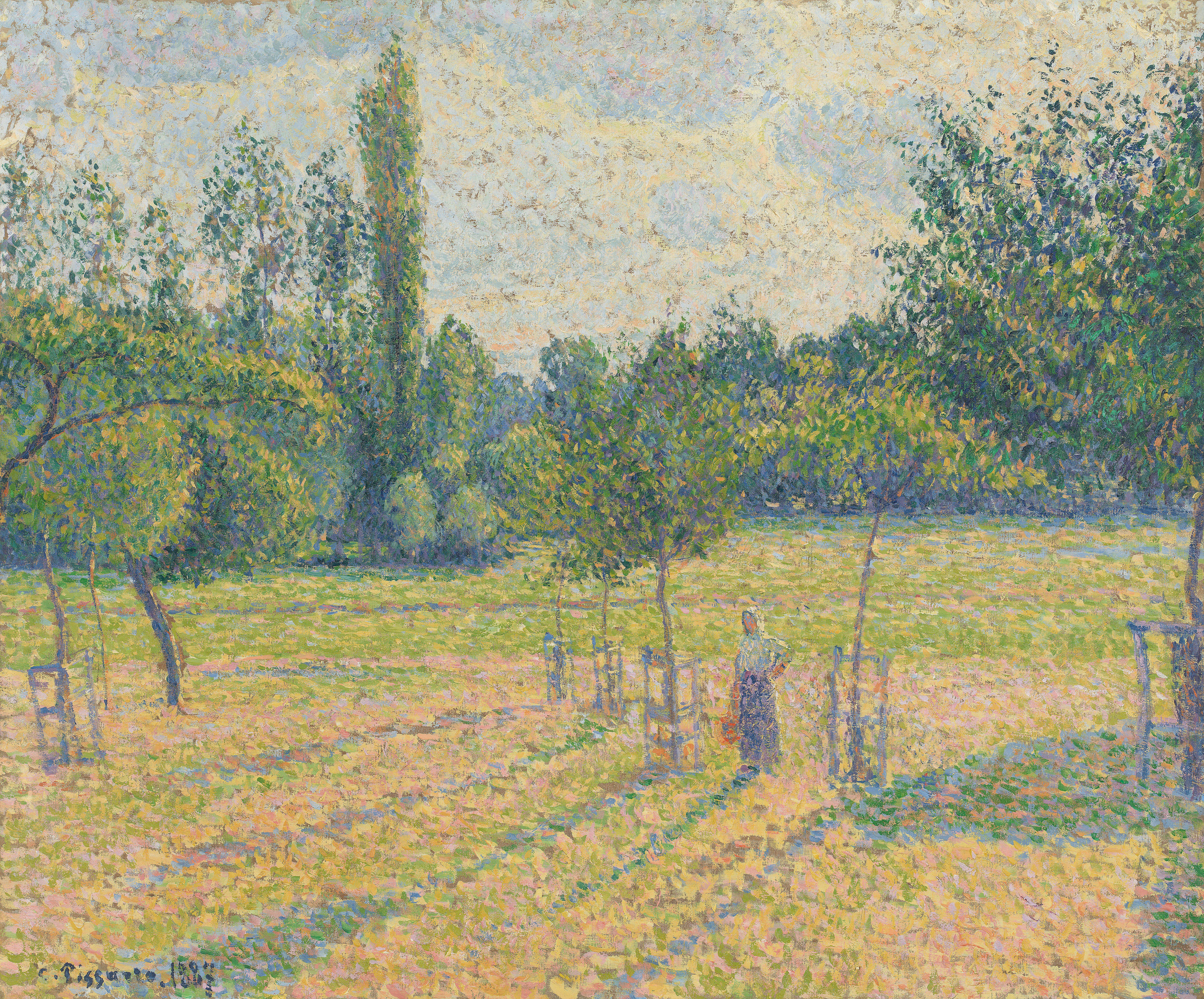
Fin d'après-midi dans notre pré, 1887 National Gallery, Londres
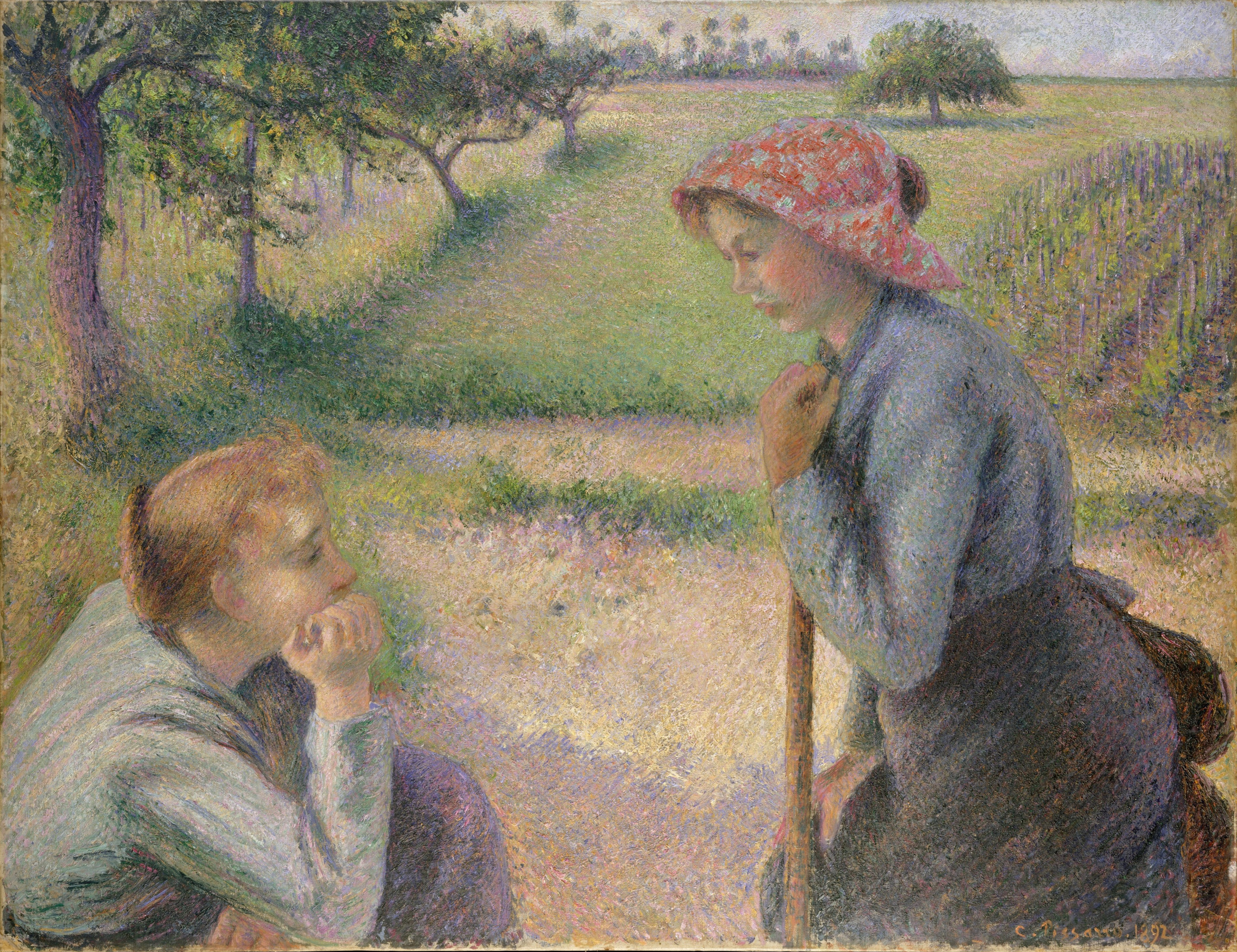
Deux jeunes paysannes, 1891-1892 Metropolitan Museum, New York
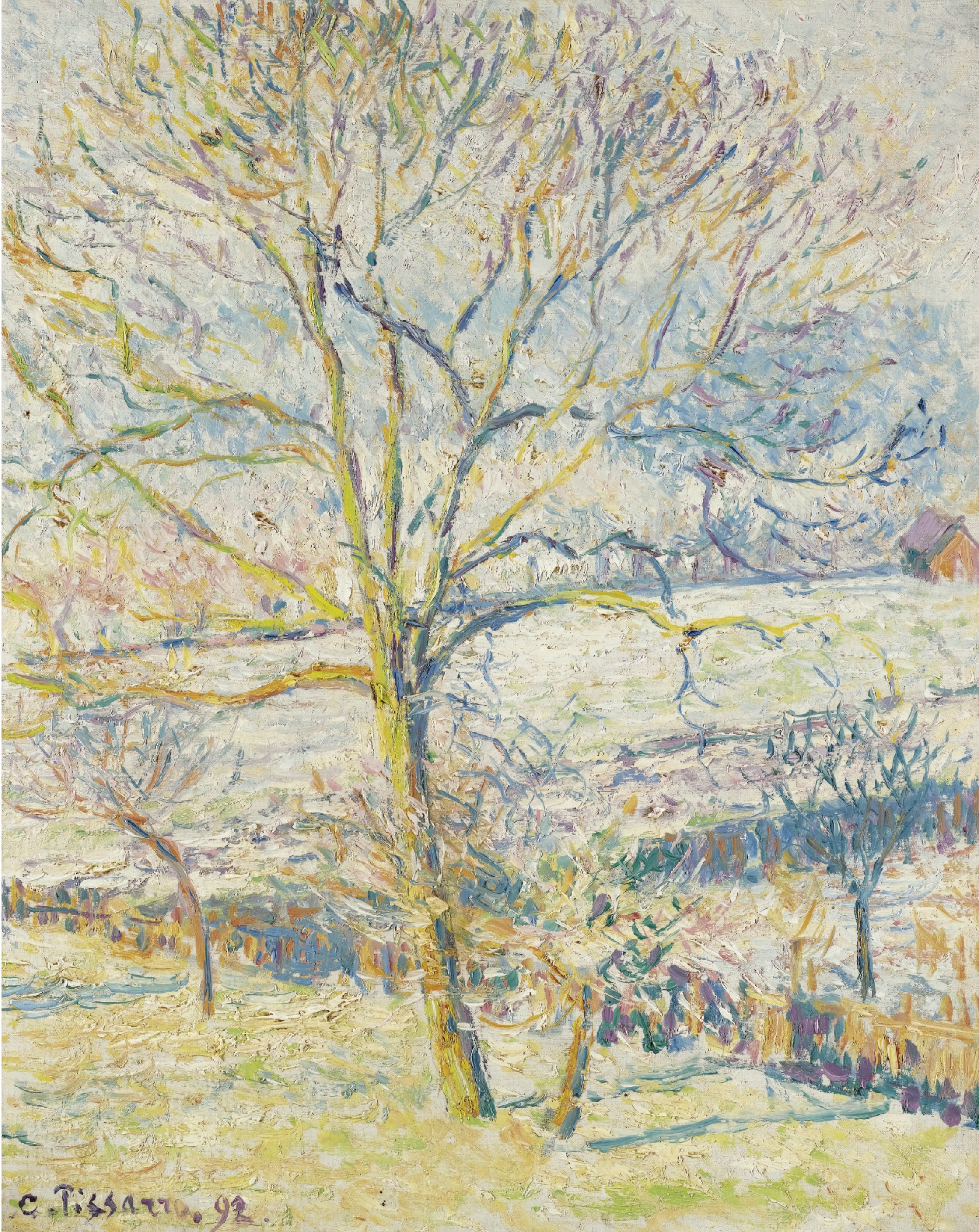
Le Grand Noyer, gelée blanche Éragny, 1892 Collection privée, Vente 2011
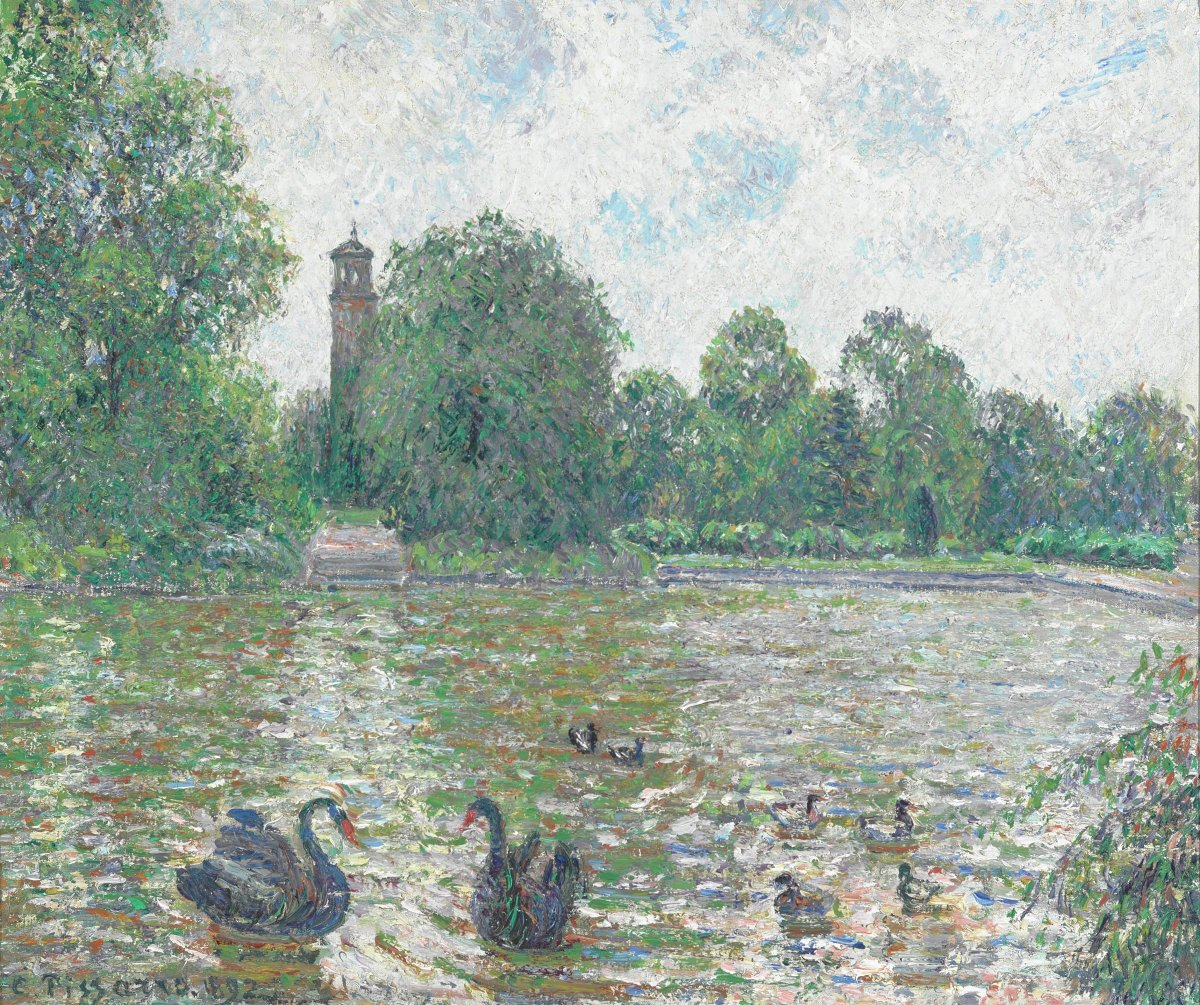
Pièce d'eau à Kew, Londres, 1892 High Museum of Art, Atlanta

### Le Succès de 1893
Durand-Ruel visite Pissarro en novembre, admire ses toiles récentes et lui en achète vingt. Il les montre dans sa galerie, à sa deuxième exposition personnelle de Pissarro, du 15 au 30 mars 1893. Le critique Gustave Geffroy écrit dans sa revue : « L'art de Camille Pissarro est infiniment beau. Il y a un poète indissociable du peintre habile, et le résultat n'est pas une froide démonstration, mais un lumineux résumé d'apparences des choses et des phénomènes éphémères, magnifiquement relatés une fois pour toutes »
Il passe une grande partie du premier semestre à Paris, visitant des expositions, recherchant de nouveaux acheteurs et consultant des médecins au sujet de ses problèmes oculaires récurrents. Le long séjour dans la capitale lui a pesé : « Il n'y a qu'une chose qui me chagrine, écrit-il, c'est de ne pouvoir être chez moi, entouré de ma famille et travailler aux champs !
À son retour, il transforme une grange adjacente à sa maison en atelier achevé fin octobre. Il offre des vues panoramiques vers le nord et l'ouest, lui permettant de peindre le paysage à l'abri de l'éblouissement du soleil, réduisant ainsi la fatigue oculaire.

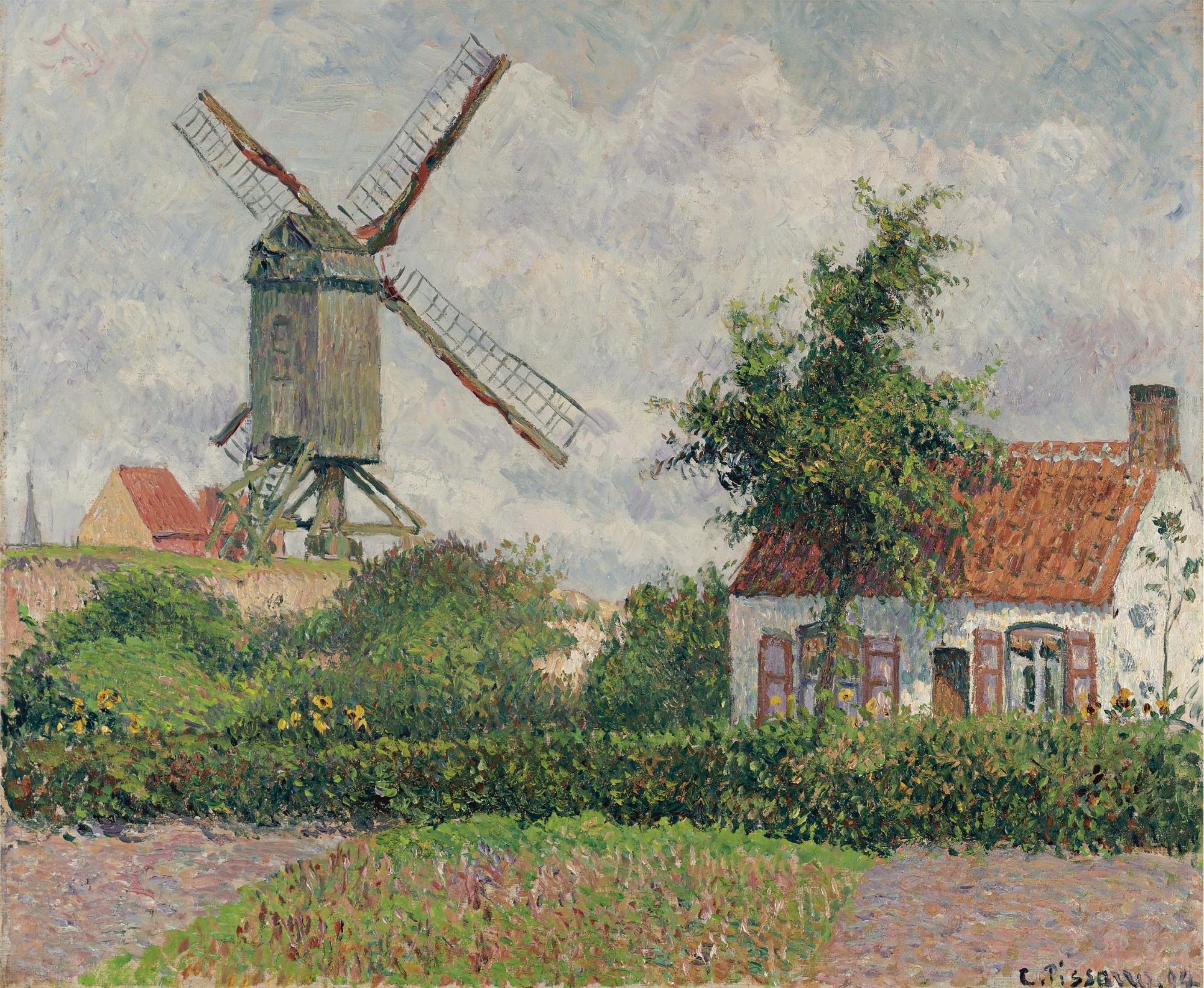
Le Kalfmolen à Knokke, 1894
Collection privée, vente 2007

Le 24 juin 1894, il est contraint de fuir la France pour la Belgique avec sa femme et son fils Félix. Les troubles politiques qui ont déclenché une série d'attentats terroristes anarchistes en 1890 et les représailles gouvernementales qui ont suivi ont abouti à l'assassinat du président de la République, Sadi Carnot. Pissarro était connu comme sympathisant et se retrouva parmi les centaines de suspects. Si son voyage en Belgique est précipité ces événements, il est en fait prévu depuis plusieurs mois, comme l'indiquent des lettres adressées à son fils Lucien dès le 29 mai. Théo Van Rysselberghe l'avait encouragé à venir à Bruxelles et il prévoyait d'y rester trois ou quatre mois.
En 1894-1896, il peint une douzaine de toiles représentant des nus féminins vus seuls ou en groupe. La rareté des nus dans l'œuvre de Pissarro provient en grande partie de sa difficulté à trouver des modèles dans les petites villes rurales où il a passé une grande partie de sa carrière.

### Les Vues Urbaines
Ce n'est qu'en 1896 qu'il commença à entreprendre de vastes campagnes urbaines, d'abord à Rouen et Paris et plus tard dans la décennie au Havre et Dieppe.

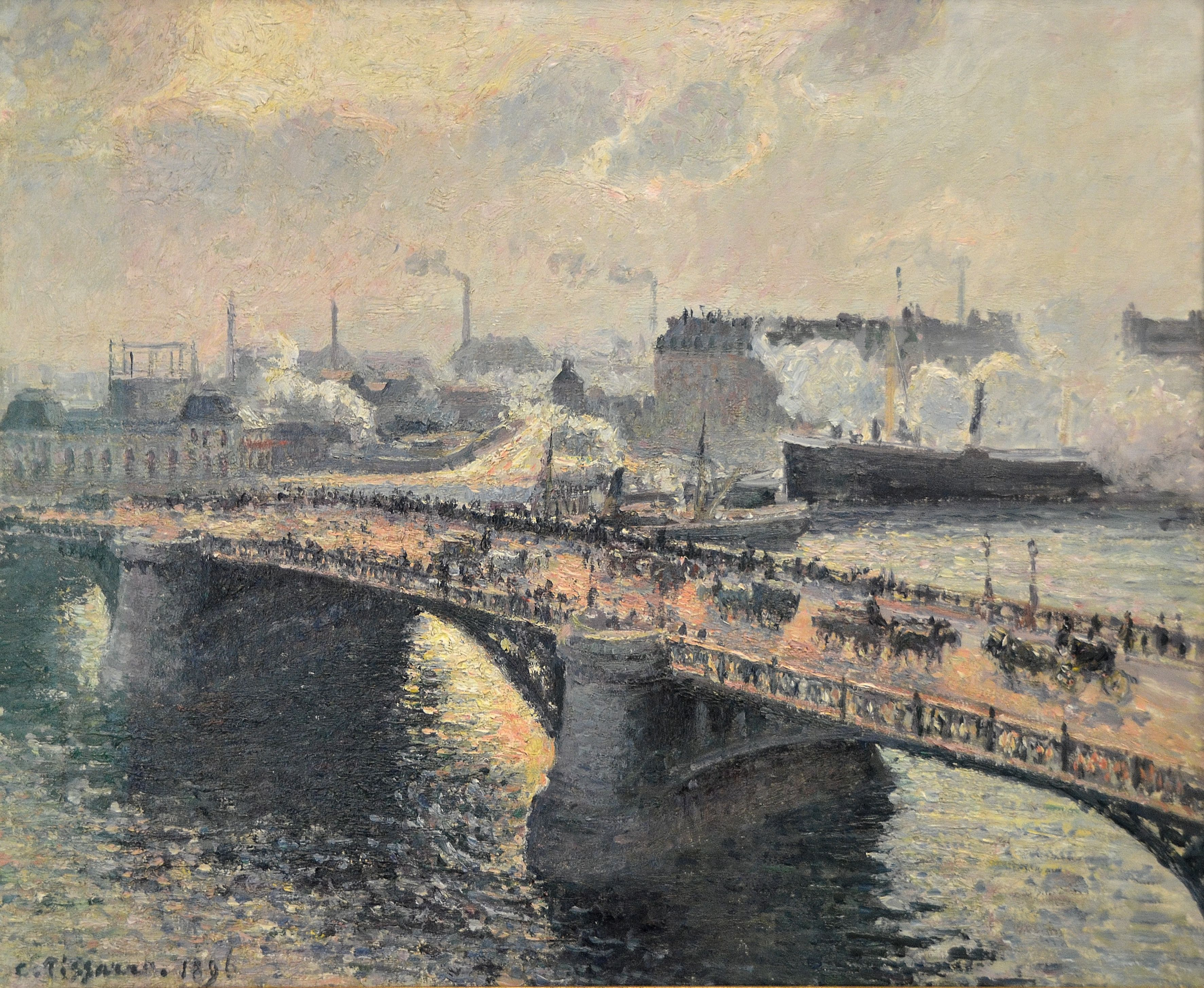
Le Pont Boïeldieu à Rouen, 1896
Musée des beaux-arts de Rouen

Après son premier séjour de 1883, à Rouen, il y  revient en 1896. Il s’installe à l’Hôtel de Paris et à l’Hôtel d’Angleterre d’où il domine la Seine et les ponts, ses affections oculaires lui interdisant le travail en extérieur.
Le peintre décrit le tableau de Rouen dans une lettre à son fils en date du 26 février : « Un motif de pont de fer par un temps mouillé, avec tout un grand trafic de voitures, piétons, travailleurs sur les quais, bateaux, fumée, brume dans les lointains, très vivant et très mouvementé ».

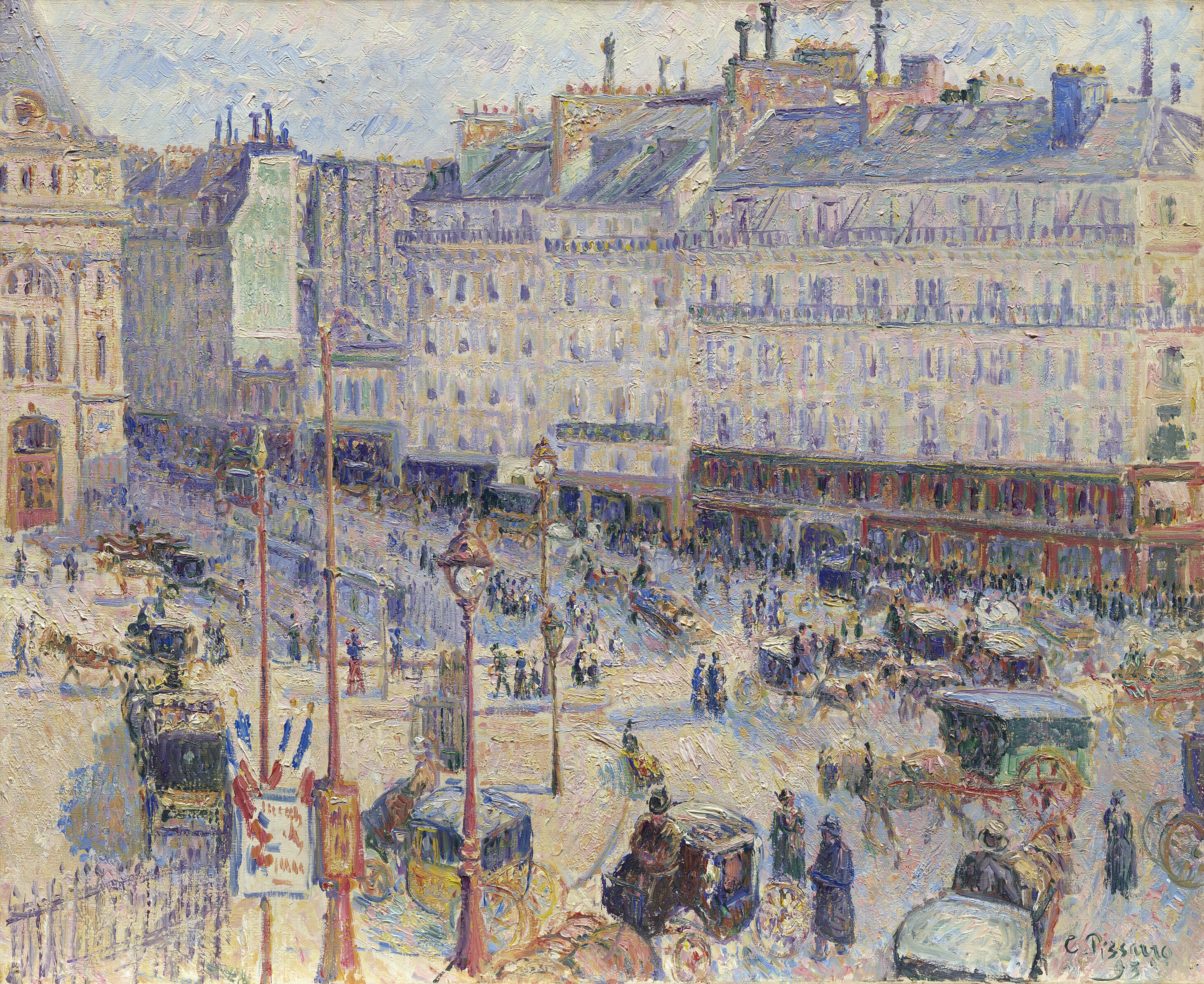
La Place du Havre, Paris, 1893
Art Institute of Chicago

Il loue des chambres d'hôtel dans Paris et réalise des vues du haut de l'immeuble où il séjourne. La Place du Havre, Paris, 1893 est une scène animée par le bruit et le mouvement de la circulation et des piétons. C'est sa vue depuis sa fenêtre de l'Hôtel Garnier à Paris, où il séjourna quelques semaines au début de 1893. Le bâtiment au bord gauche de la toile est la Gare Saint-Lazare.
En observant la vue depuis son logement du Grand Hôtel de Russie au début de 1897, il s'émerveille de pouvoir « voir sur toute la longueur des boulevards » avec « une vue presque à vol d'oiseau des voitures, des omnibus, des gens, entre les grands arbres, de grandes maisons." De février à avril, il a représenté des scènes du spectacle de la vie urbaine qui se déroulent sous sa fenêtre, boulevard des Italiens à droite et boulevard Montmartre à gauche. Cette série de vues à différentes heures de la journée, dans différentes conditions météorologiques, créent ainsi un total de treize tableaux.

Grand Hôtel de Russie
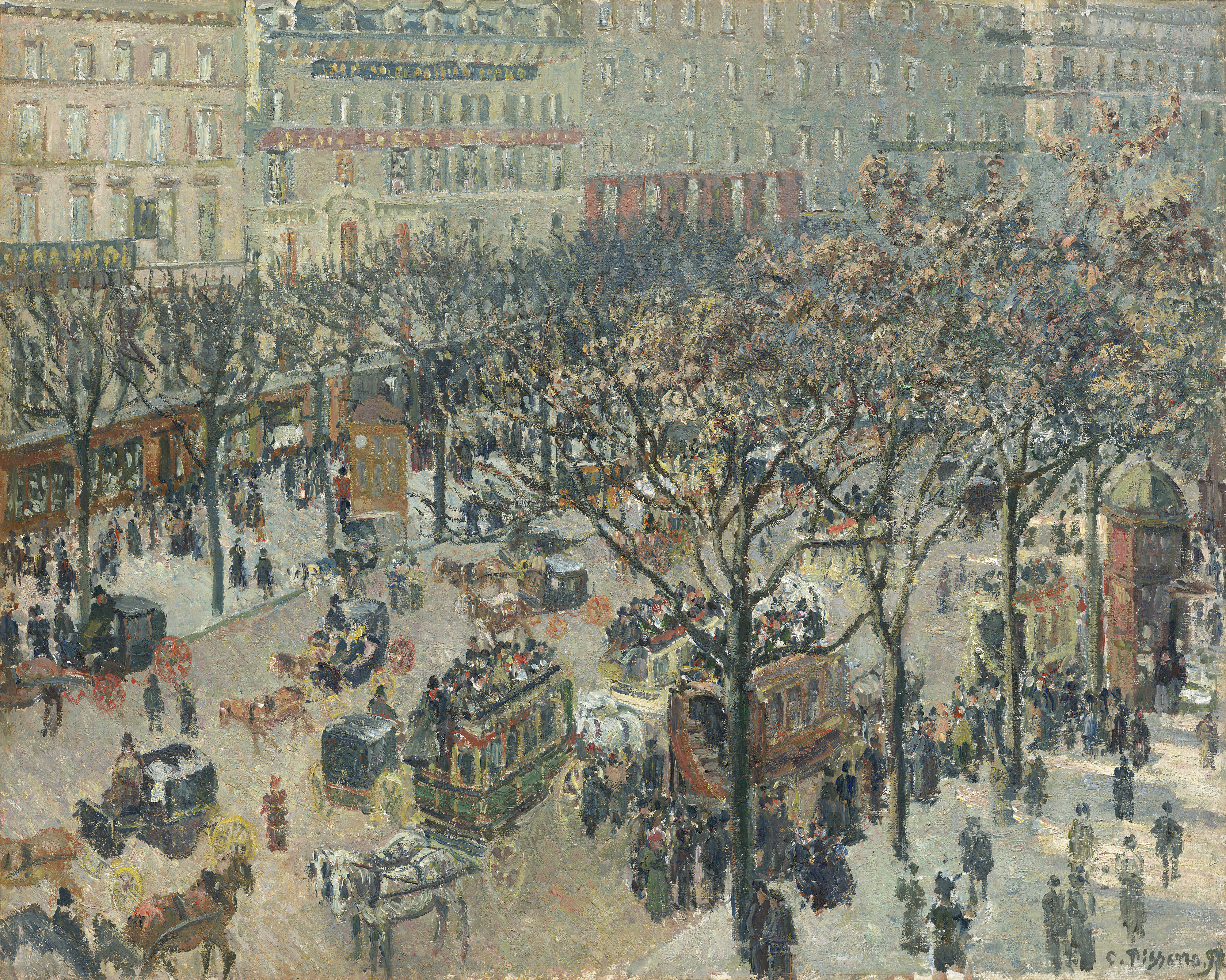
Boulevard des Italiens, matin, effet de soleil, 1897 National Gallery of Art, Washington
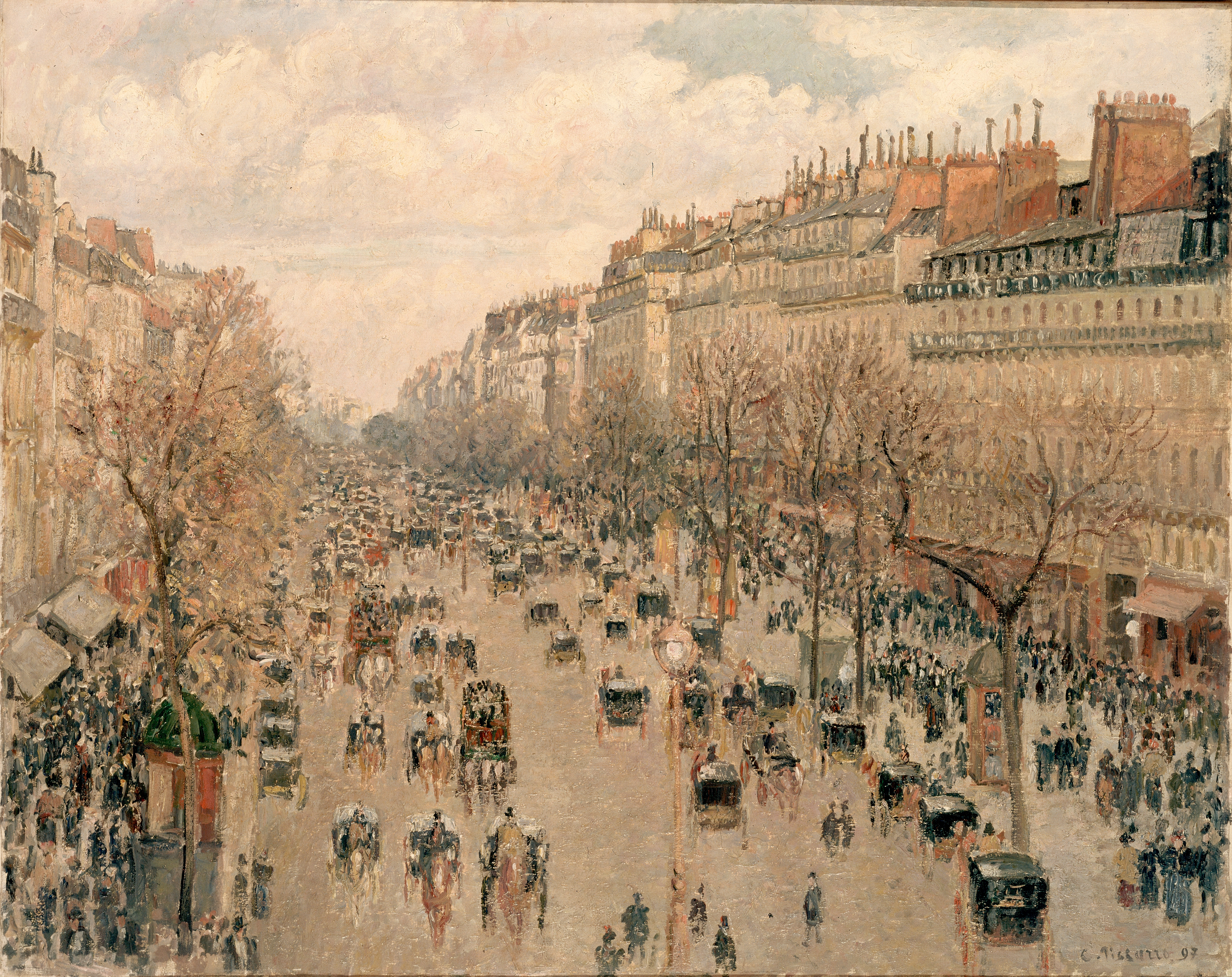
Boulevard Montmartre à Paris, 1897 Musée de l'Ermitage, Saint-Pétersbourg
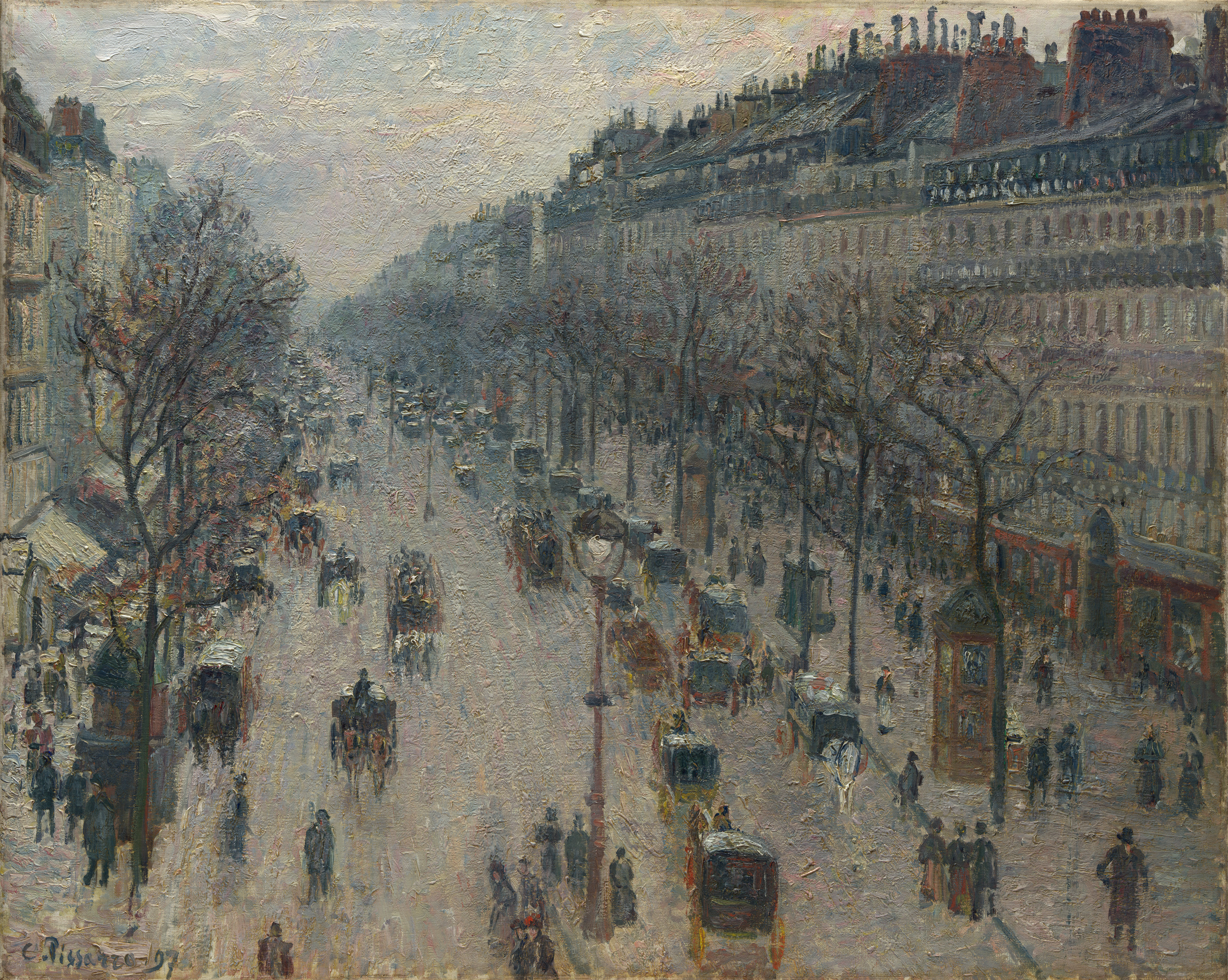
Le Boulevard de Montmartre, matin d'hiver, 1897 Metropolitan Museum of Art, New York
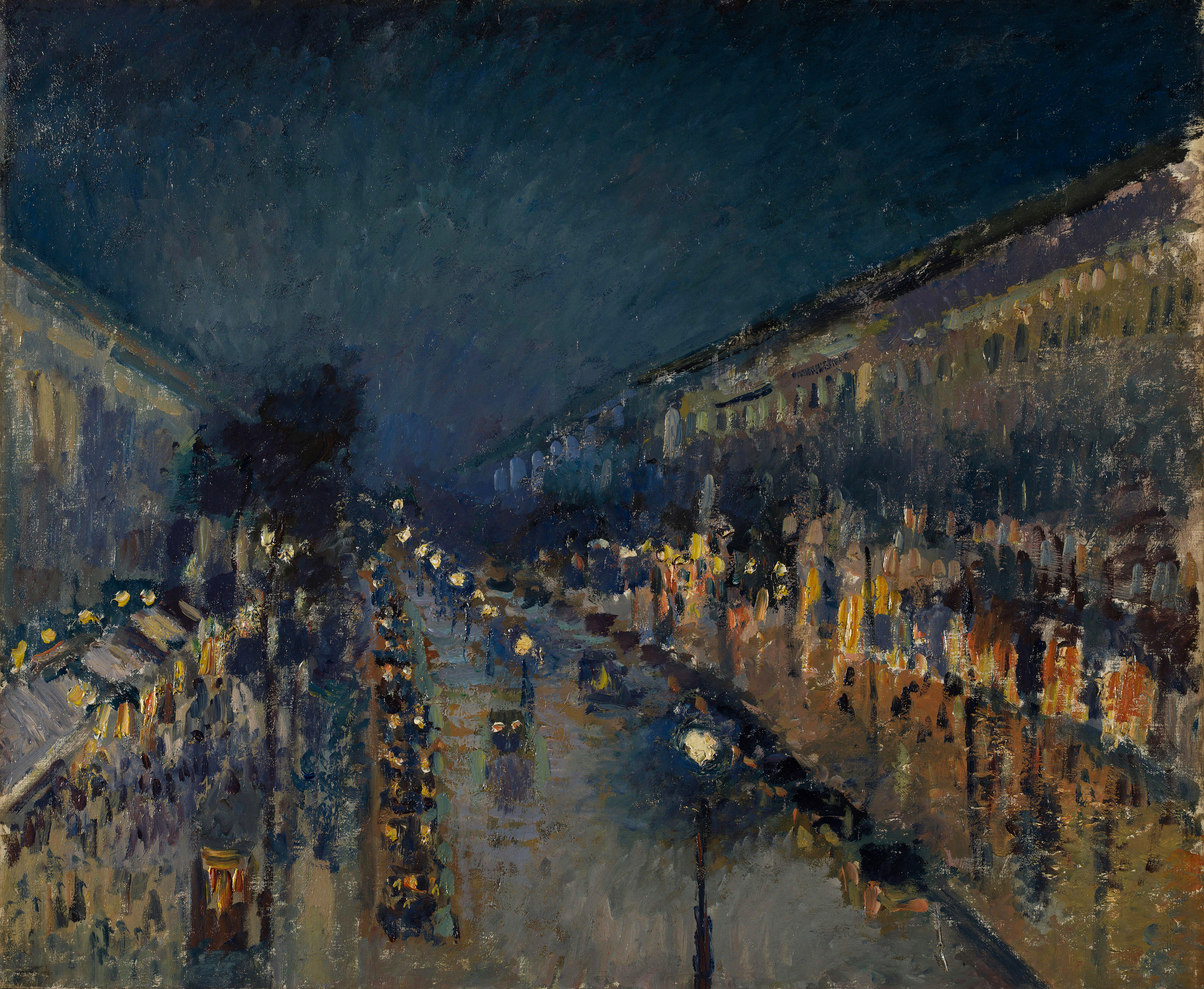
Boulevard Montmartre, Effet de nuit, 1897 National Gallery, Londres

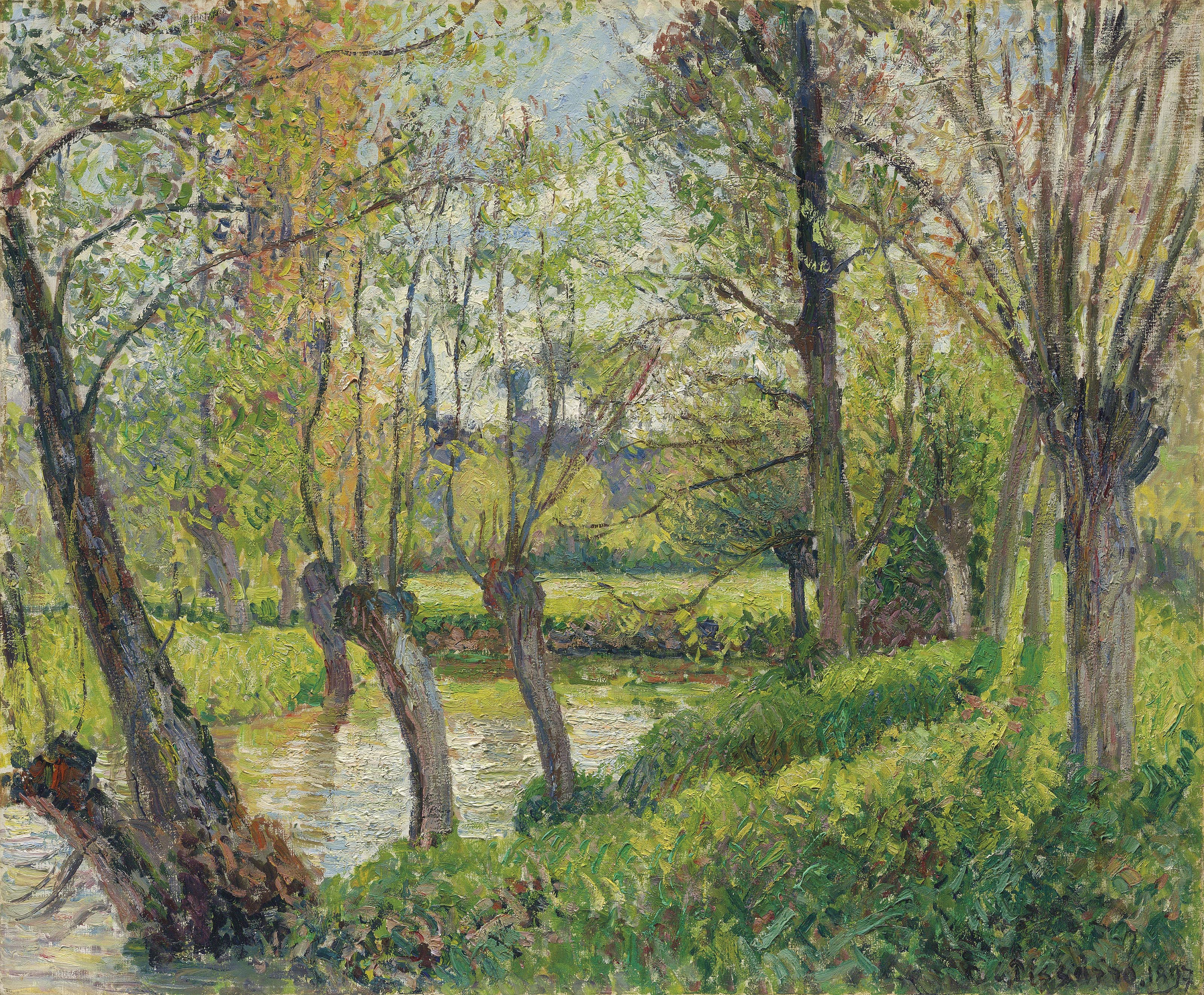
Bords de l'Epte à Êragny, soleil couchant, 1897Collection privée, Vente 2019

Il revient à Éragny en août 1897, où il réalise à nouveau de nombreuses œuvres représentant le paysage local. Écrivant à ses fils Georges et Lucien fin octobre, il réfléchit à la façon dont la lumière éphémère du soleil d'automne avait revigoré son esprit, démontrant ainsi sa fascination continue pour l'effet des différents moments de la journée ainsi que des saisons sur les paysages naturels.

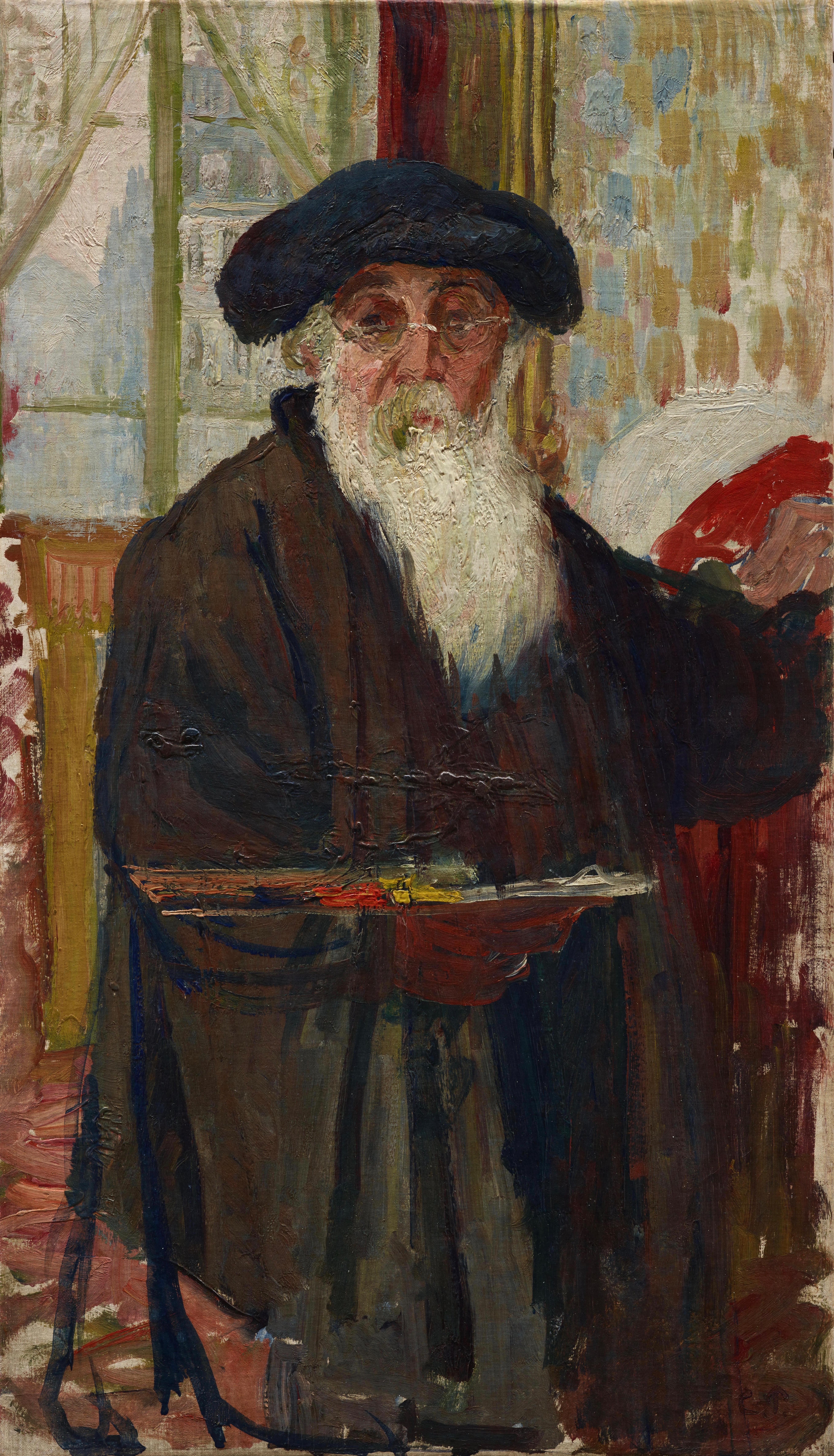
Autoportrait à la palette, vers 1898
Musée d'Art de Dallas

L'année de ses soixante-sept ans est pour lui une époque de tragédie et de tension émotionnelle. Il a soigné son fils aîné, Lucien, revenu à la santé après un accident vasculaire cérébral, et son plus jeune fils, Félix a eu un diagnostic de tuberculose et est décédé à l'âge de vingt-trois ans le 25 novembre. Il a de plus le fardeau supplémentaire de vivre en tant que juif à Paris, au plus fort de l'antisémitisme de l'affaire Dreyfus. Pourtant l'auto-portrait peint entre décembre 1897 et février 1898 semble l'éloigner de ces drames par la persistance tranquille de son travail. C'est « le régulateur moral de la vie » (Mirbeau 1904, préface). Lorsqu’il subit des traumatismes, il ne cherche pas à les dépeindre ni à incarner leurs effets sur son âme torturée, mais il tente de se dépeindre honnêtement et simplement. Il est installé dans une suite au deuxième étage de l'Hôtel du Louvre, sur la Place André-Malraux, anciennement Place du Théâtre Français. Il ne terminera pas ce tableau. Peut-être l'a-t-il abandonné dans sa hâte d'achever sa série de peintures urbaines, représentant l'avenue de l'Opéra.
Contrairement à Monet, dont les séries sont réalisées dans des formats identiques, il préfére varier l'échelle et le point de vue, pour que chaque œuvre soit unique. Puis, en collaboration avec son ami le marchand Paul Durand-Ruel, il les dispose en groupements harmonieux sur les murs, créant des paires, des trios et des quatuors de toiles.

Hôtel du Louvre, 1898
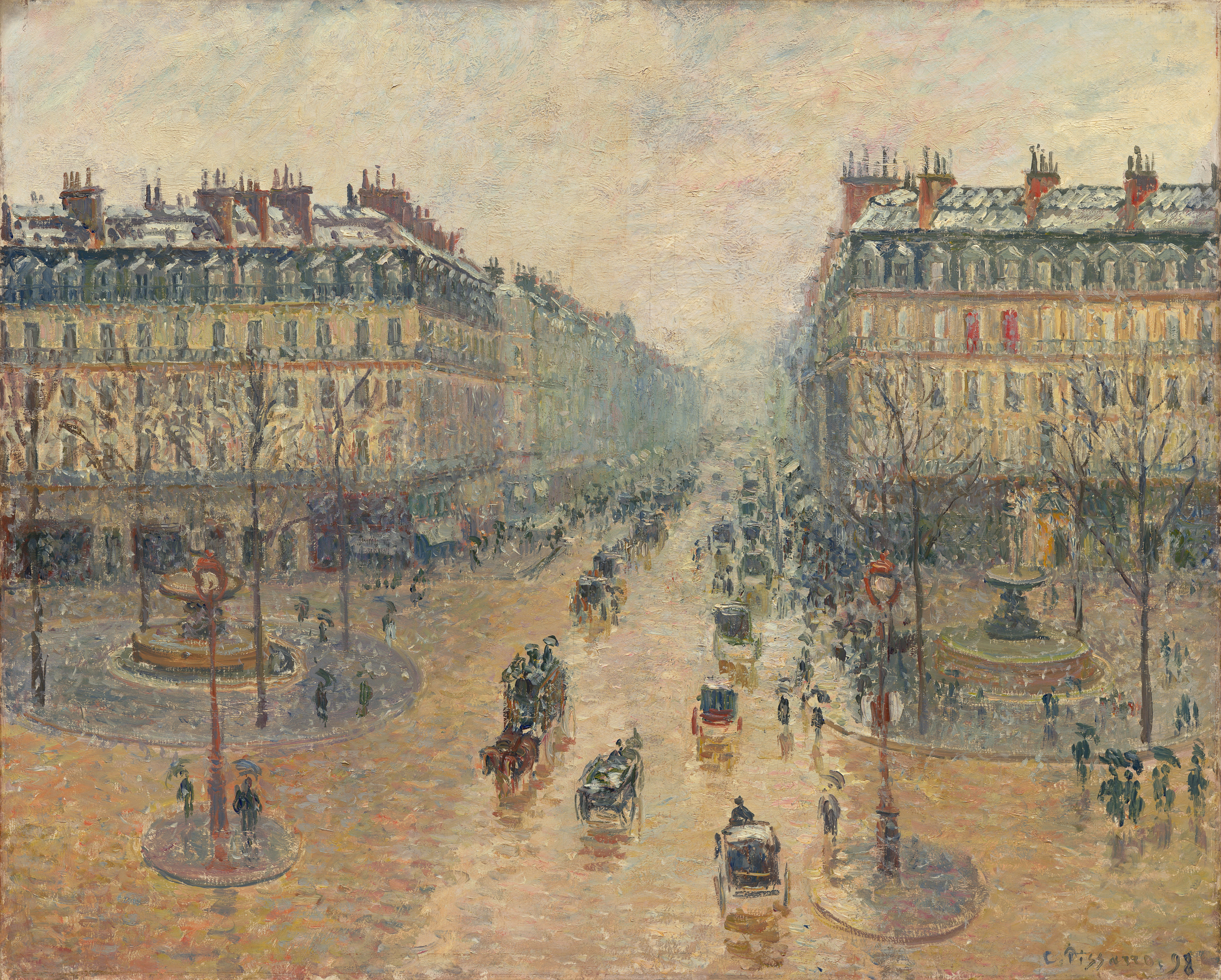
Avenue de l'Opéra. Effet de neige le matin Musée Pouchkine, Moscou
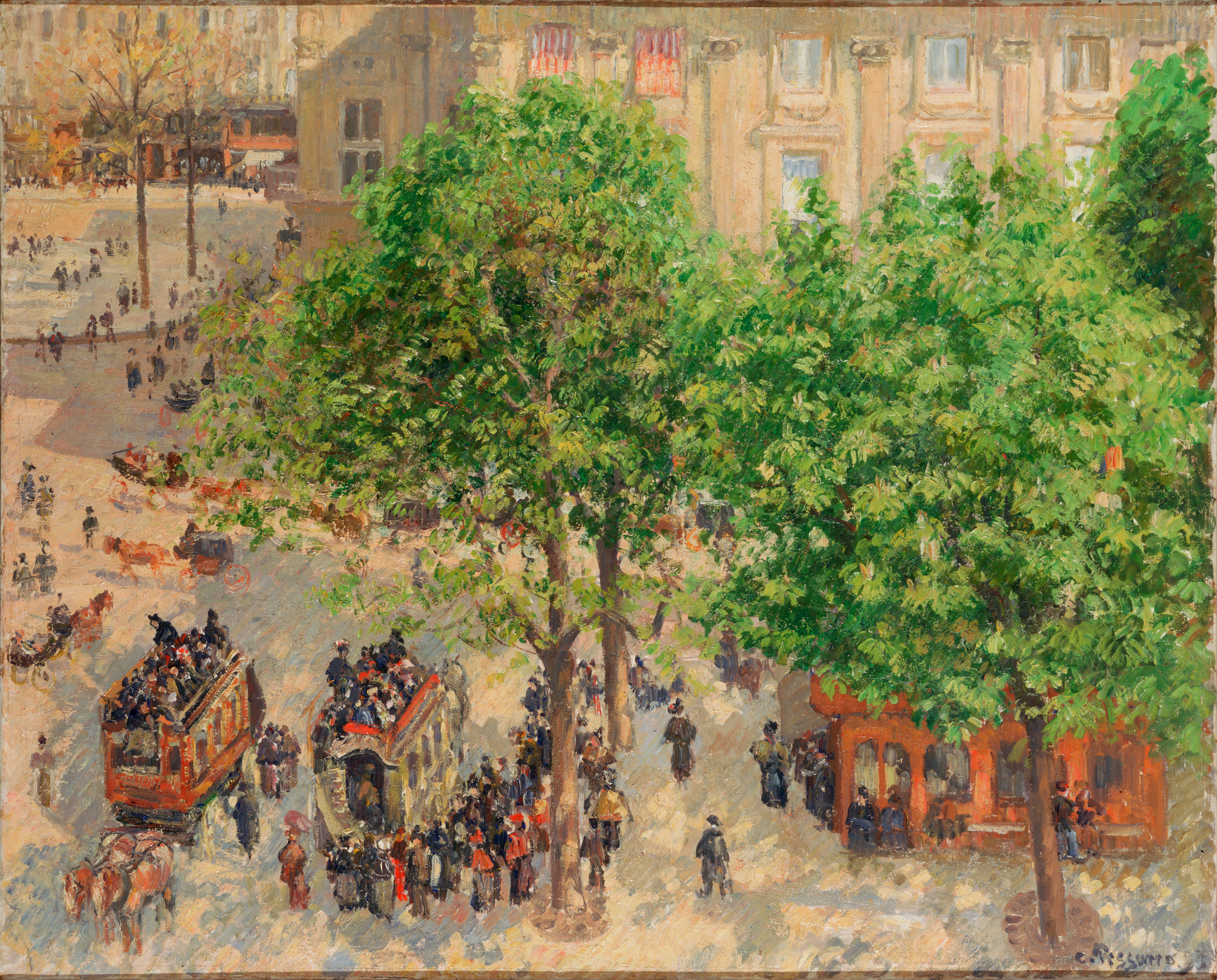
La Place du Théâtre Français, printemps Musée de l'Ermitage, Saint-Pétersbourg
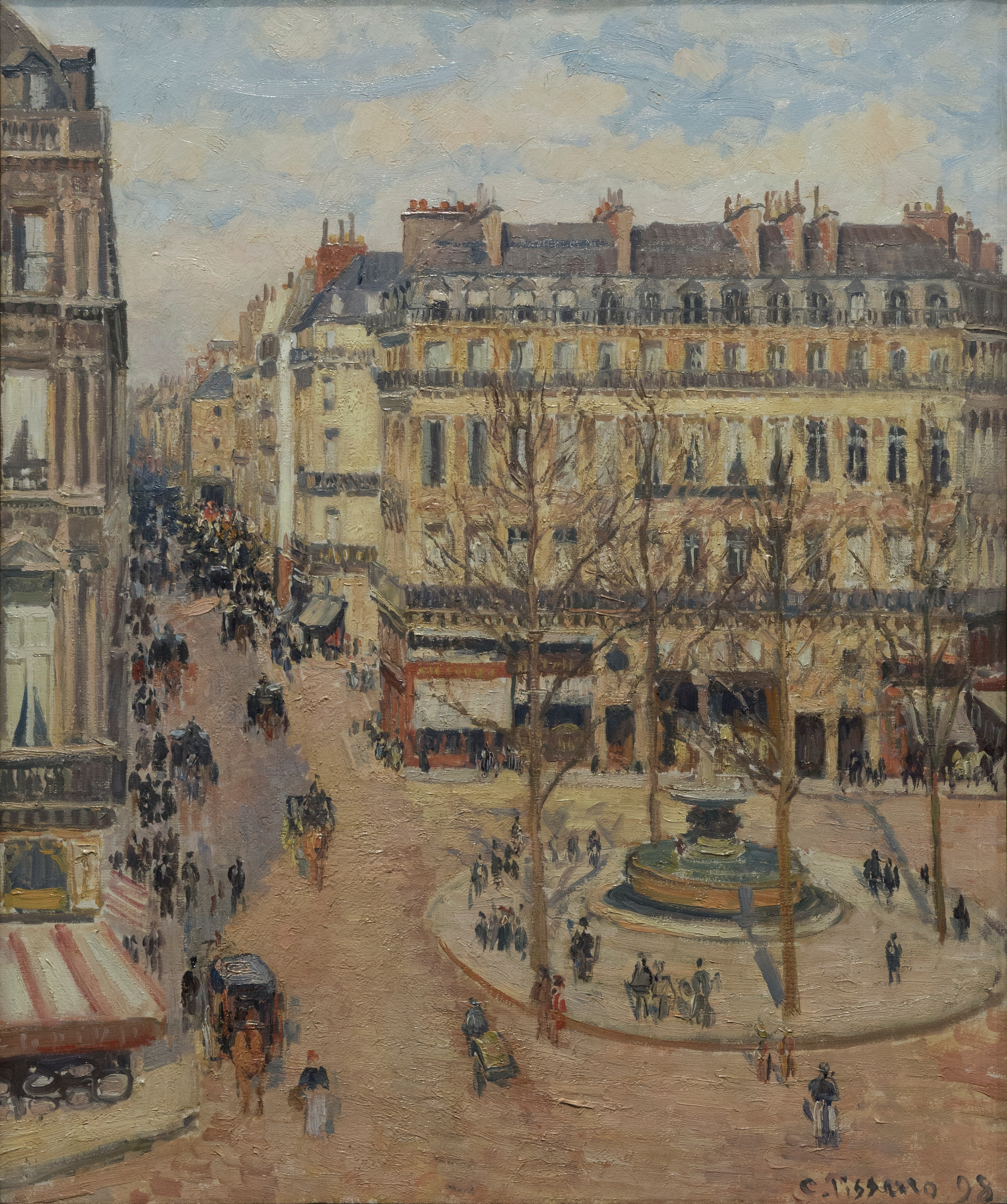
Soleil du matin dans la rue Saint-Honoré, Place du Théâtre français Ordrupgaard, Copenhague

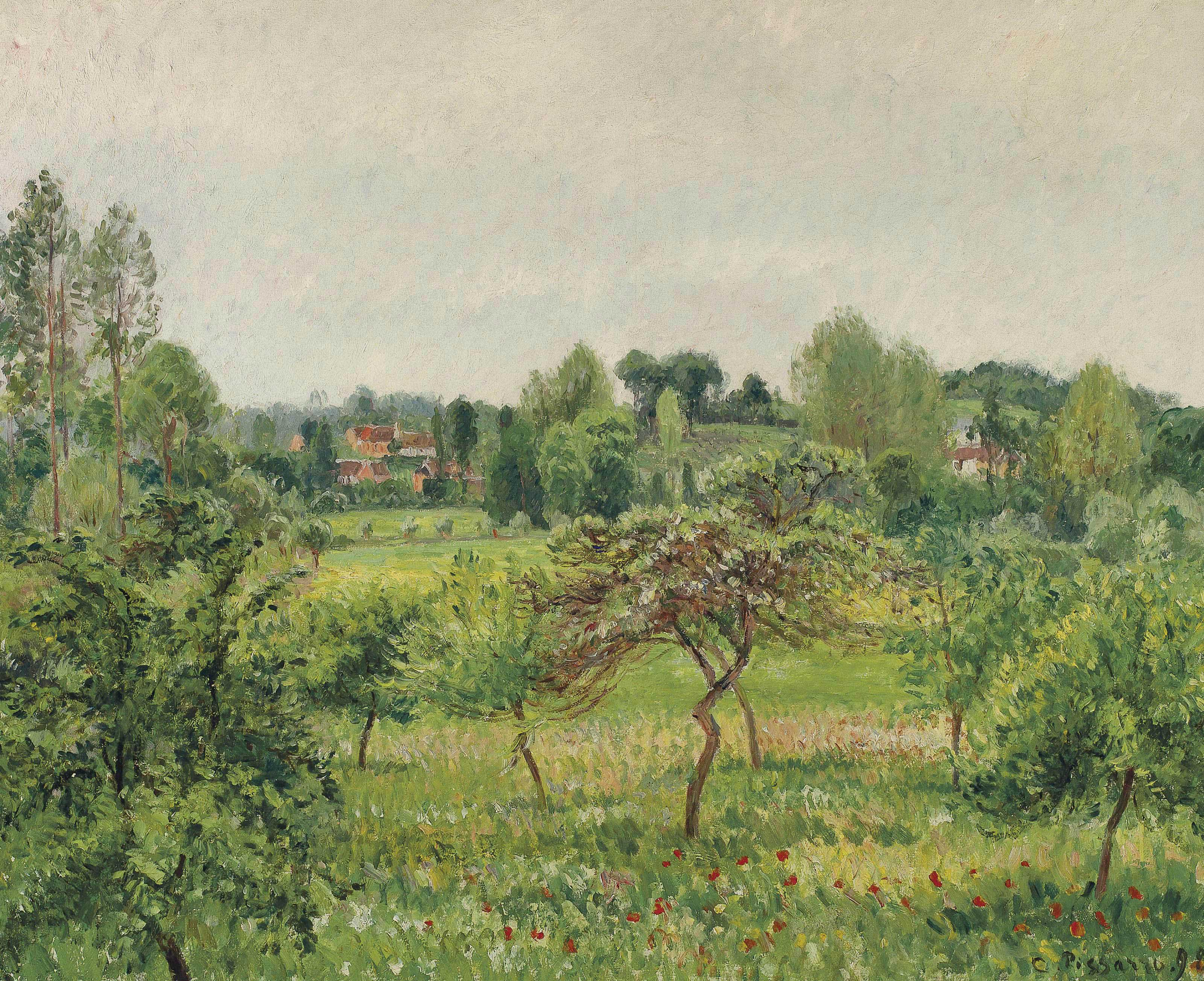
Juin, temps pluvieux, Eragny, 1898
Collection privée, Vente 2011

Il rentre chez lui à Eragny le 28 avril et écrit à Lucien dès son arrivée : « Je suis si heureux de pouvoir respirer un peu d'air ici et de voir de la verdure et des fleurs. Je me suis aussi mis au travail pour que ne pas perdre l'habitude". Pour lui, il n'y a pas de dichotomie entre les peintures qu'il réalise à Eragny et celles qu'il réalise à Paris, Rouen, Dieppe et Le Havre dans cette dernière décennie. Dans une lettre qu'il écrit au Havre à son fils Rodo en 1903, il explique : « Vous savez que les motifs sont pour moi tout à fait secondaires. Je m'intéresse davantage à l'atmosphère et à ses effets ».
Il fait son quatrième séjour à Rouen au cours de l'été 1898. Il peint vingt toiles aux motifs similaires, pour la plupart des vues du port et des ponts Corneille et Boieldieu qui traversent la Seine. C'est quatre ans seulement après la série de la Cathédrale de Rouen de Monet. Peut-être plus que la plupart de ses collègues impressionnistes, il est fasciné par les changements industriels qui se produisent alors dans tout le pays. Dans Art et Littérature en 1901, Robert Moret écrit à ce sujet : «...Il reproduit la vie moderne dans toute son intense activité. Ce n'est plus le paysage calme et primitif qui invite au repos, c'est la ruche bourdonnante où tout chante le travail productif. Les cheminées d'usine sillonnent la rivière, les charrettes roulent sur les talus ; partout on voit l'action observée dans des situations réelles avec une acuité extraordinaire »

Le Port de Rouen, 1898
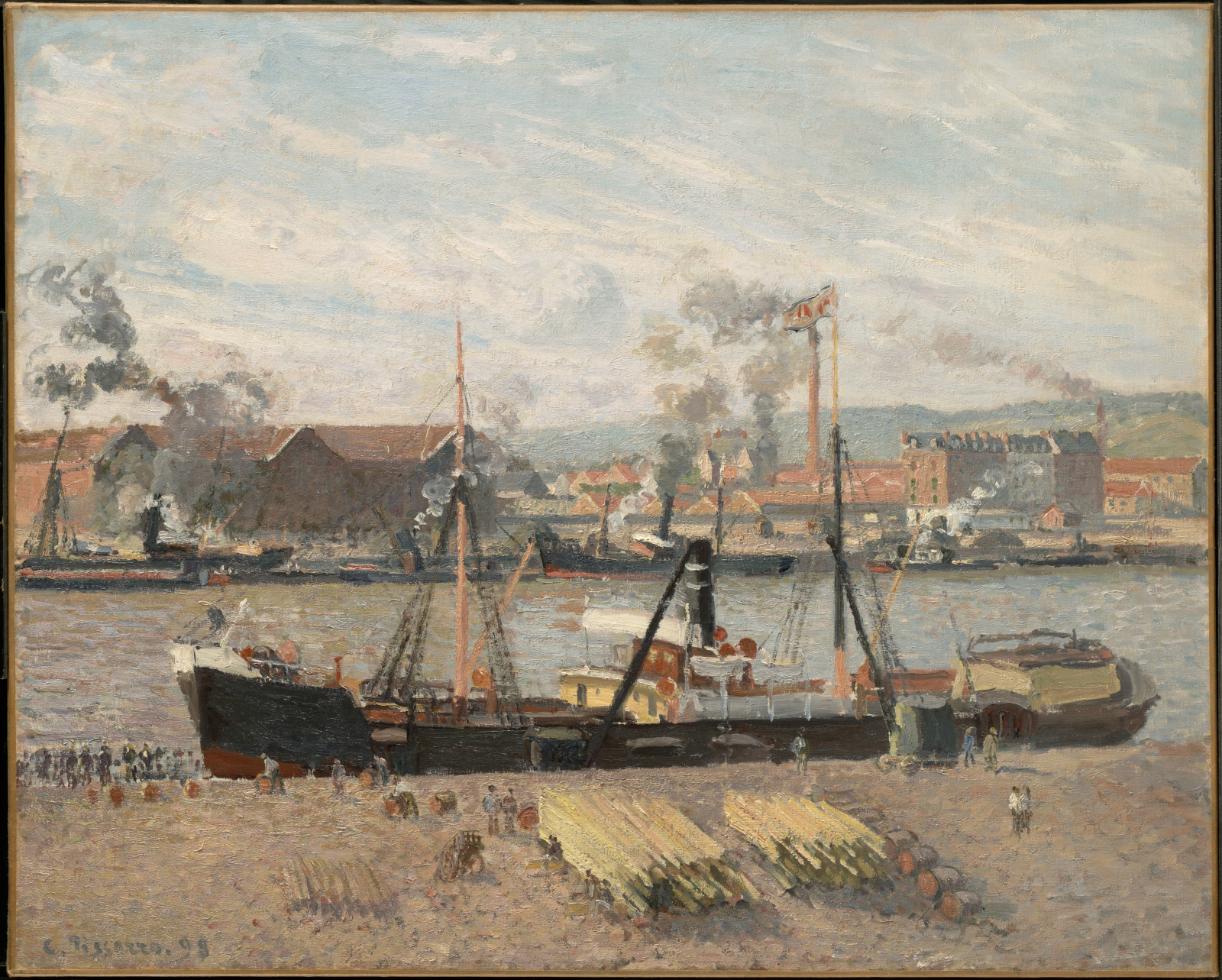
Port de Rouen, Déchargement du bois Clark Art Institute, Williamstown
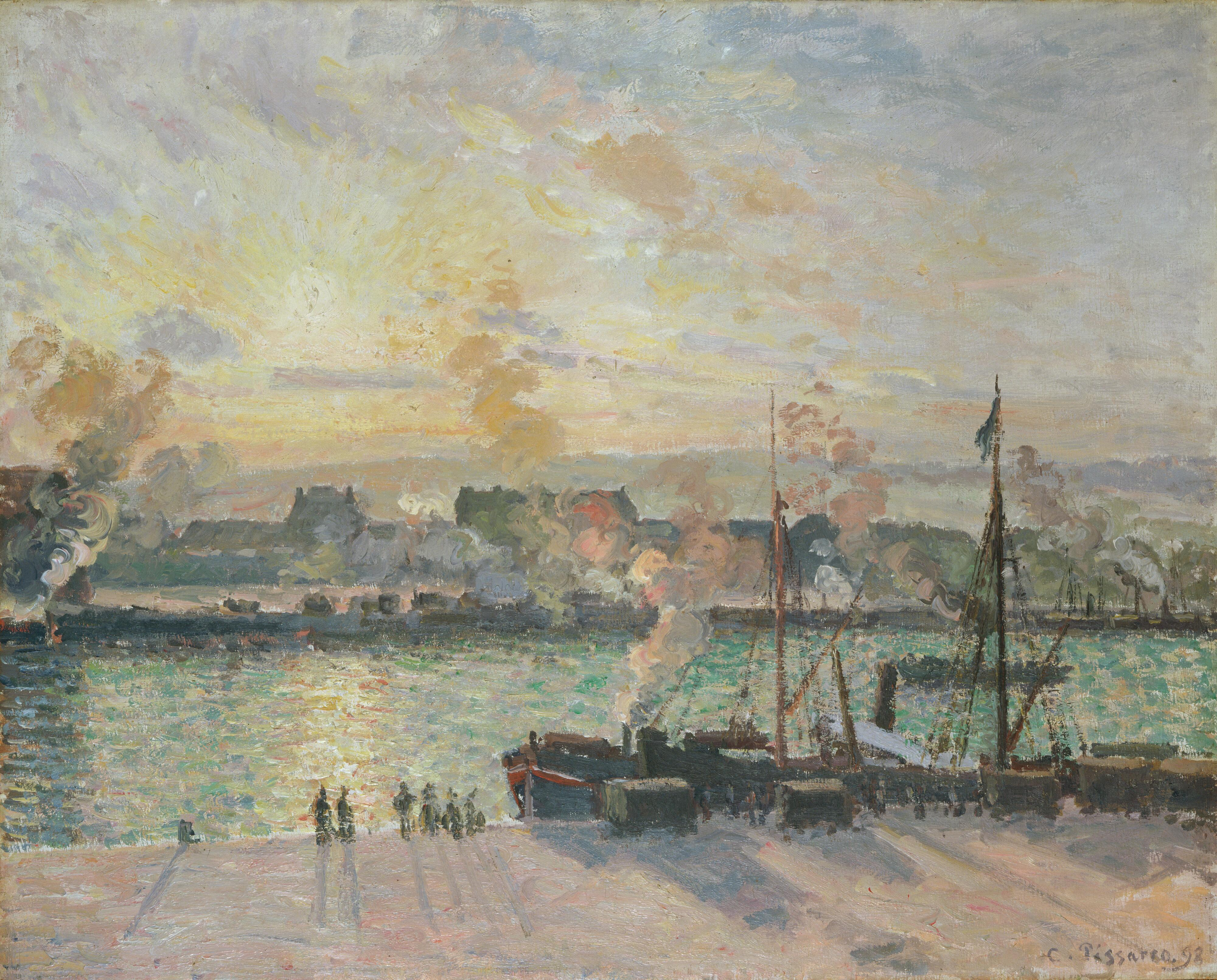
Soleil couchant, le Port de Rouen (bateaux à vapeur) Musée national de Cardiff
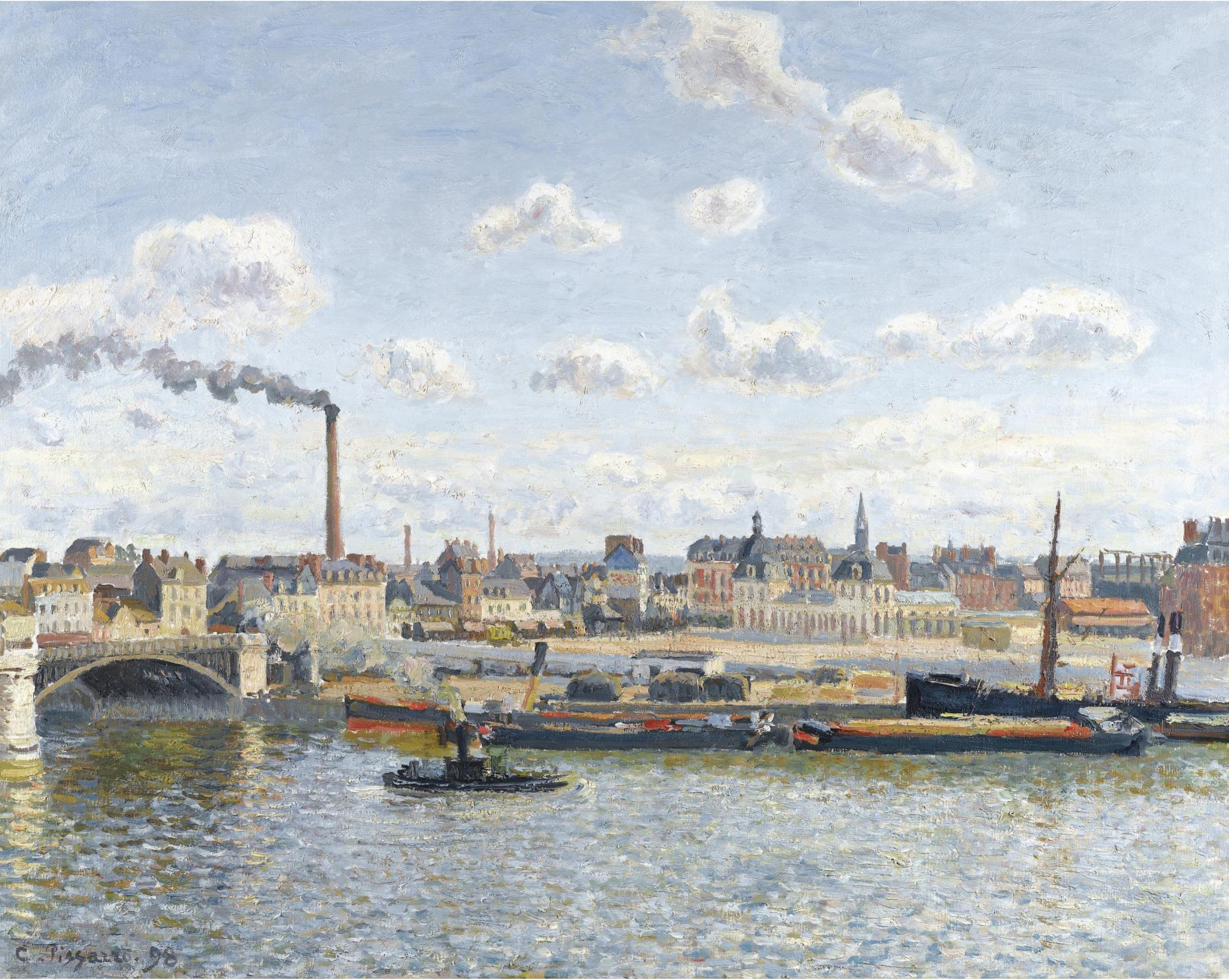
Le Pont Boieldieu et la Gare d'Orléans, Rouen, soleil Collection privée, vente 2009
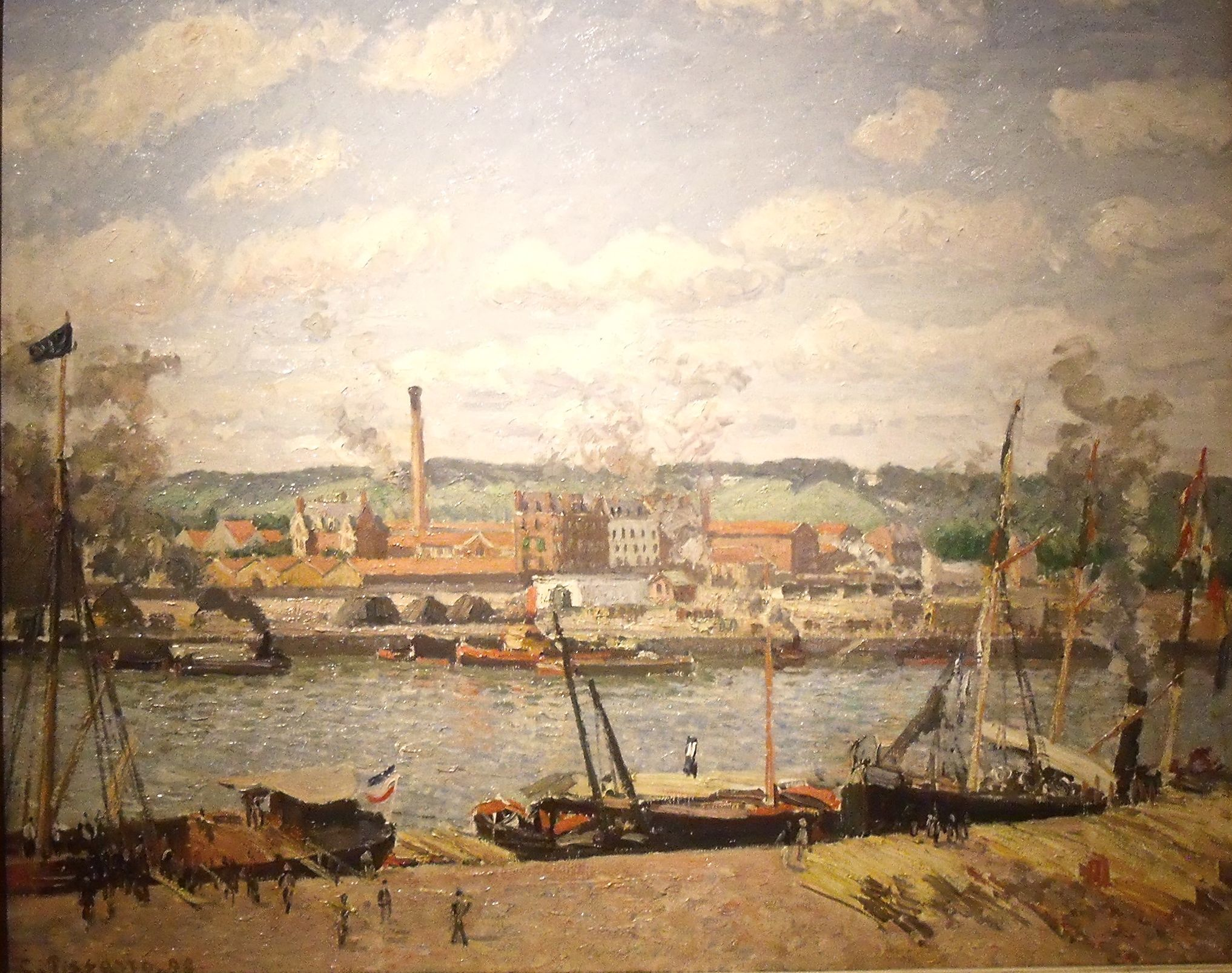
Vue de la cotonnière d'Oissel, environs de Rouen Musée des beaux-arts de Montréal

Il se rend à l'enterrement d'Alfred Sisley au cimetière de Moret-sur-Loing le 1er février 1899, avec Monet, Renoir, Adolphe Tavernier et Arsène Alexandre,.
La première moitié de l'année 1899 lui apporte une bonne dose de succès. Bernheim-Jeune lui offre une exposition personnelle en mars-avril et Durand-Ruel inclut 36 de ses tableaux dans une importante exposition collective impressionniste le mois suivant. C'est une mini-rétrospective retraçant ses réalisations artistiques depuis 1870. Les deux événements ont été bien accueillis, et les ventes ont été fortes.

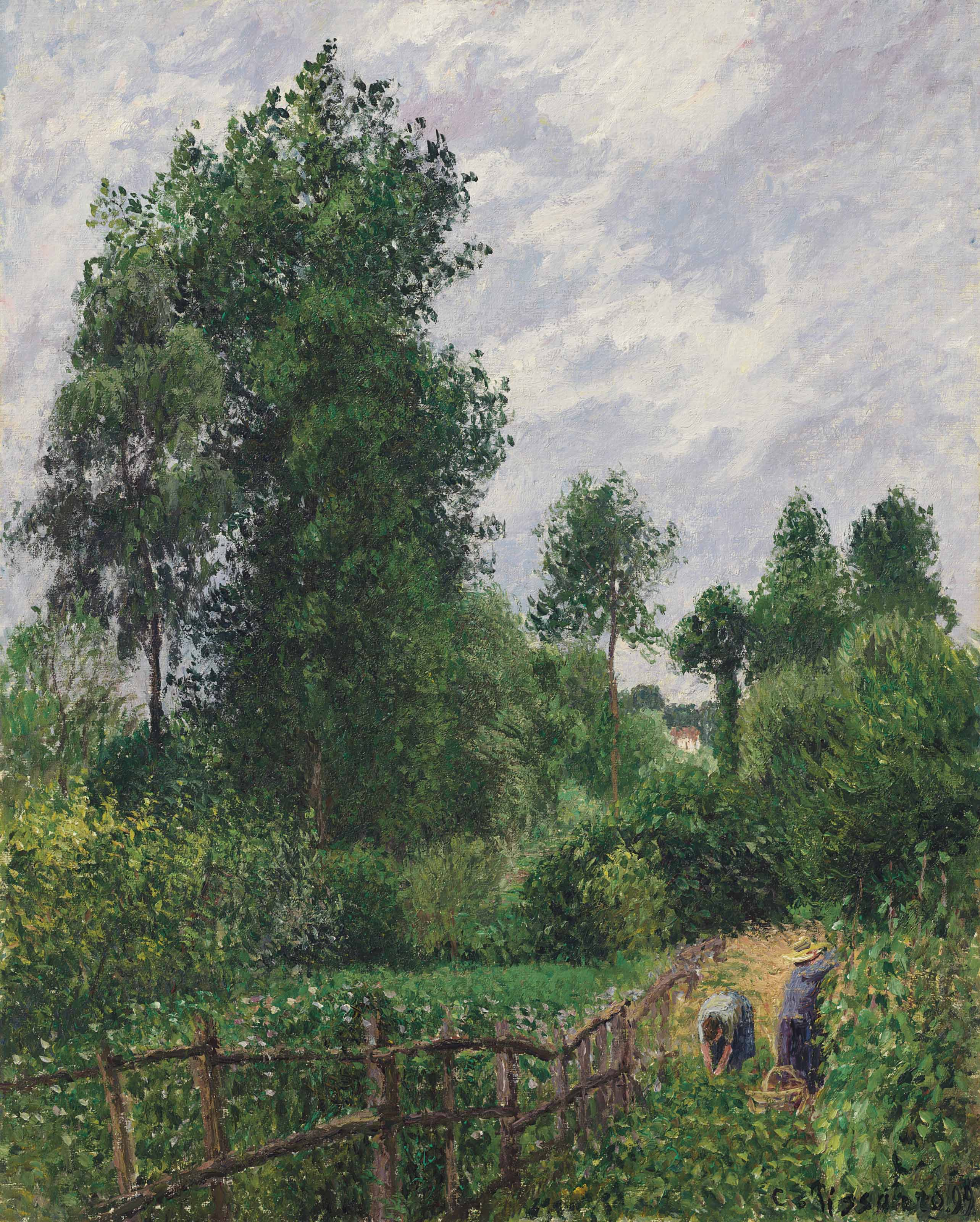
Paysage avec peupliers, temps gris, Eragny, 1899
Collection privée, vente 2018

En juin 1899, après avoir passé l'hiver et le printemps à peindre des paysages urbains à Paris, il retourne à Eragny. Il est soulagé de se retrouver chez lui, avec sa femme Julie et leurs deux plus jeunes enfants Jeanne et Paul-Emile, au milieu du paysage qu'il connait si bien. Il consacre quelques jours à parcourir la région à la recherche de motifs prometteurs pour sa campagne d'été, mais « c'est surtout du panoramique, écrit-il à son fils Lucien, alors que moi, j'ai envie de petits recoins. » En fin de compte, c'est le seul kilomètre carré de jardins et de prairies autour de sa propre maison qui l'inspire le plus. « C'est très beau ici, on peut faire un chef-d'œuvre avec presque rien », s'exclame-t-il, comme s'il découvrait à nouveau le paysage familier.
À nouveau à Paris fin 1899, il s'installe 204 Rue de Rivoli où il loue depuis 1898, un appartement en face des Tuileries, avec une superbe vue sur le jardin. Au printemps 1900, après avoir estimé qu'il avait épuisé les motifs visibles depuis cet appartement, il recherche un nouveau logement. Il écrit à son fils Lucien « J'ai trouvé un appartement sur le quai du Pont Neuf avec une très belle vue ». Il s'installe ainsi en novembre 1900, au deuxième étage du 28 place Dauphine, à la pointe ouest de l'Île de la Cité. Depuis ses fenêtres d'angle, son regard balaye l'Hôtel de la Monnaie et le dôme de l'Institut de France sur la rive gauche, le tranquille Square du Vert-Galant immédiatement en aval, le Pont des Arts et la vénérable façade du Louvre sur la rive droite, et enfin, plein nord, le Pont Neuf.
En 1901, il s'installe à Dieppe dans une petite chambre d'hôtel en face de l'église Saint-Jacques, remarquable édifice gothique, et de la place qui, de tout temps, servait de marché. La série créée à Dieppe en 1901 se compose de sept toiles, dont La Foire de Dieppe dans lesquelles l'artiste a découvert une manière de créer une structure rythmique grâce à un jeu parfaitement calculé de détails géométriques.
En février 1902 la Galerie Bernheim-Jeune organise une exposition conjointe avec Monet. Il y présente huit peintures de la série Place Dauphine et cinq de l'été précédent à Dieppe qui ont a été largement saluées. Il réalise ainsi son ambition d'exposer à nouveau aux côtés de son ancien confrère impressionniste.

De la Place Dauphine, 1901
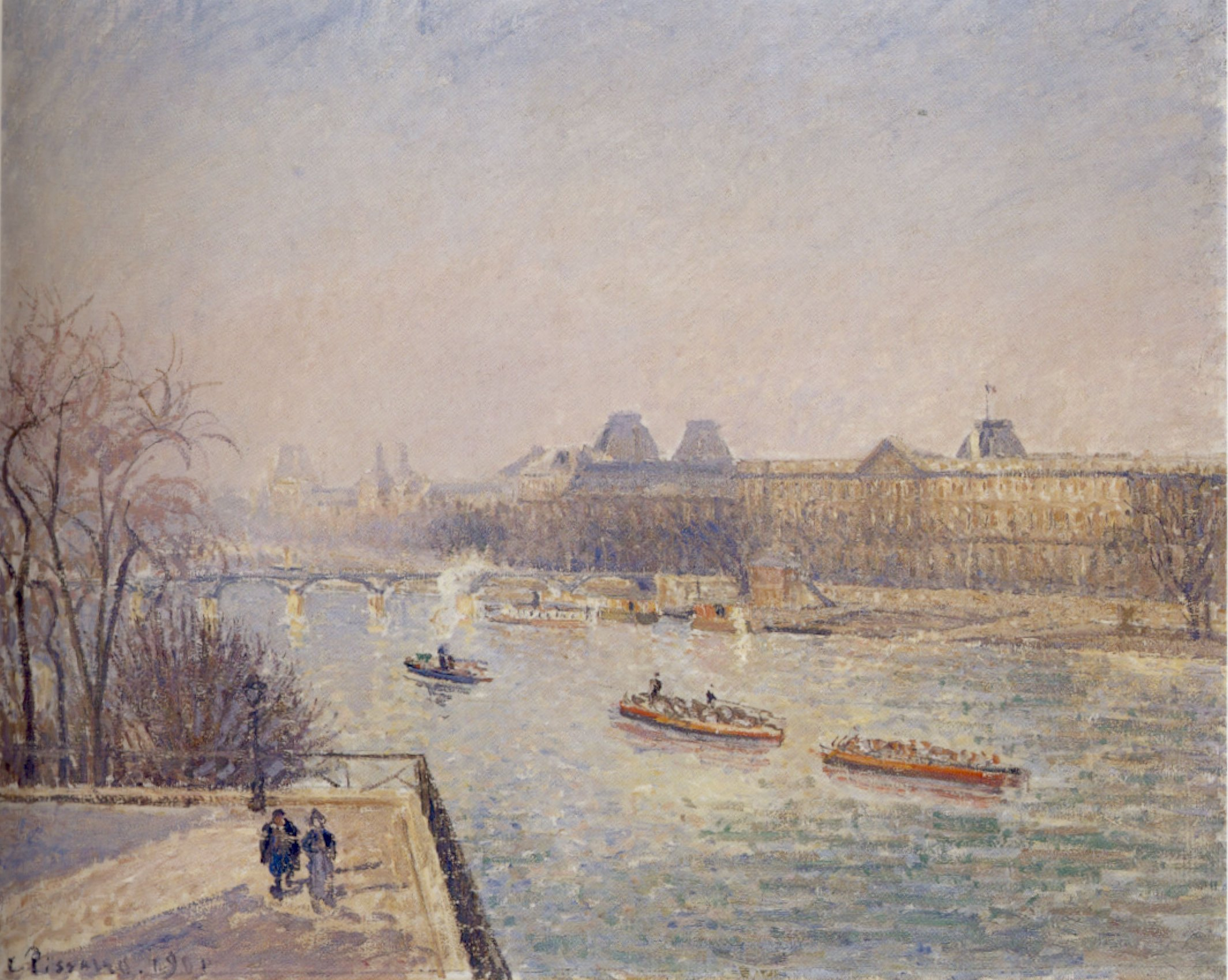
Matin, Soleil d'hiver, Givre, le Pont-Neuf, la Seine, le Louvre Localisation non documentée
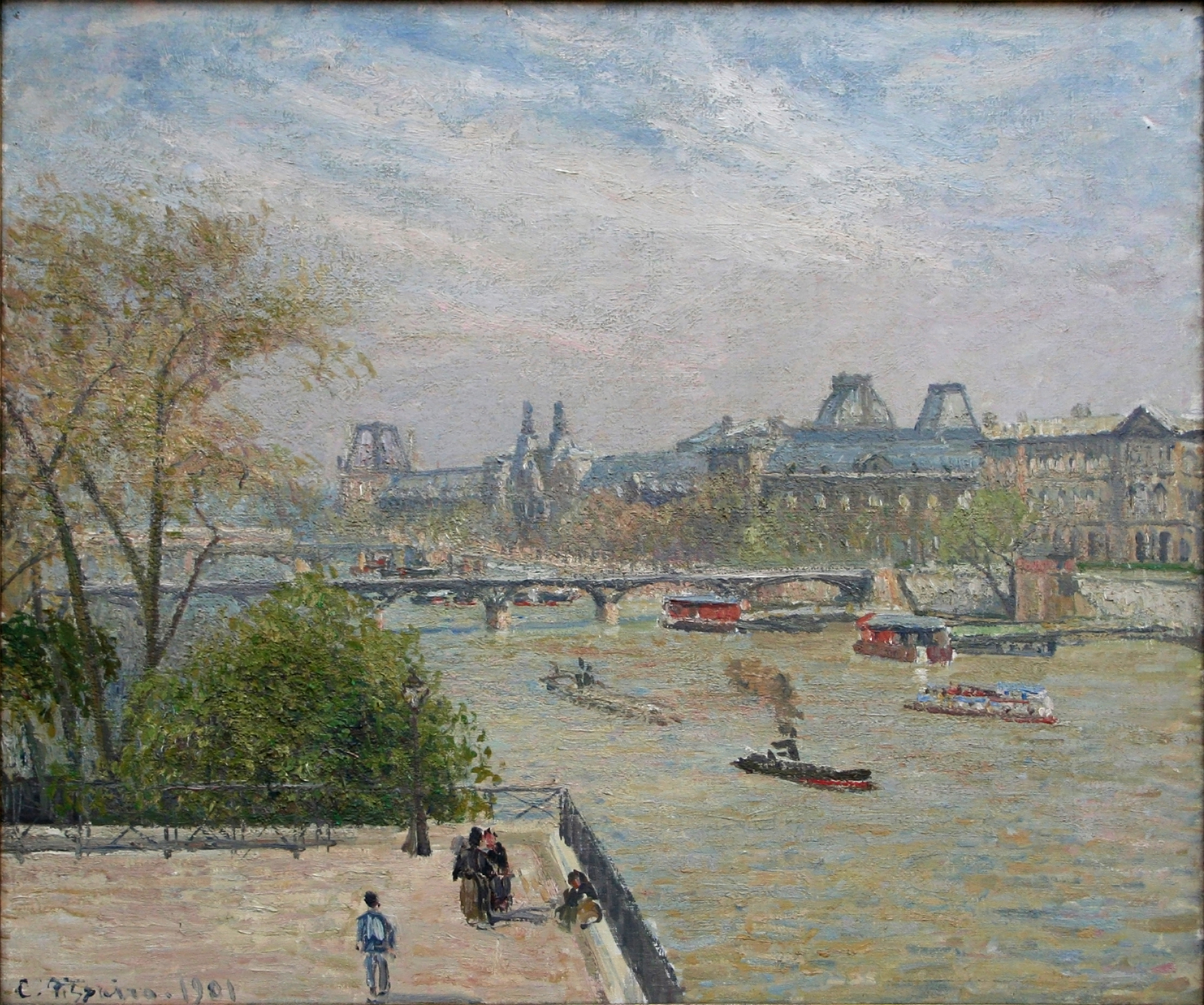
Le Louvre, printemps La Boverie, Liège
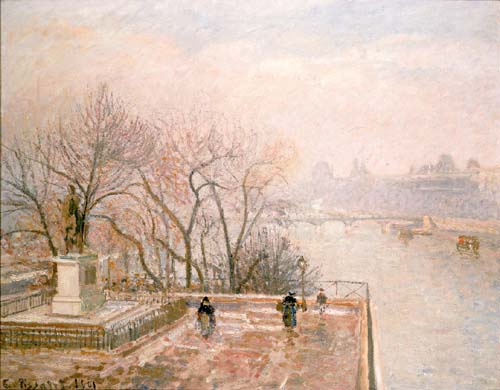
Le Louvre, matin brumeux Musée Botero, Bogota
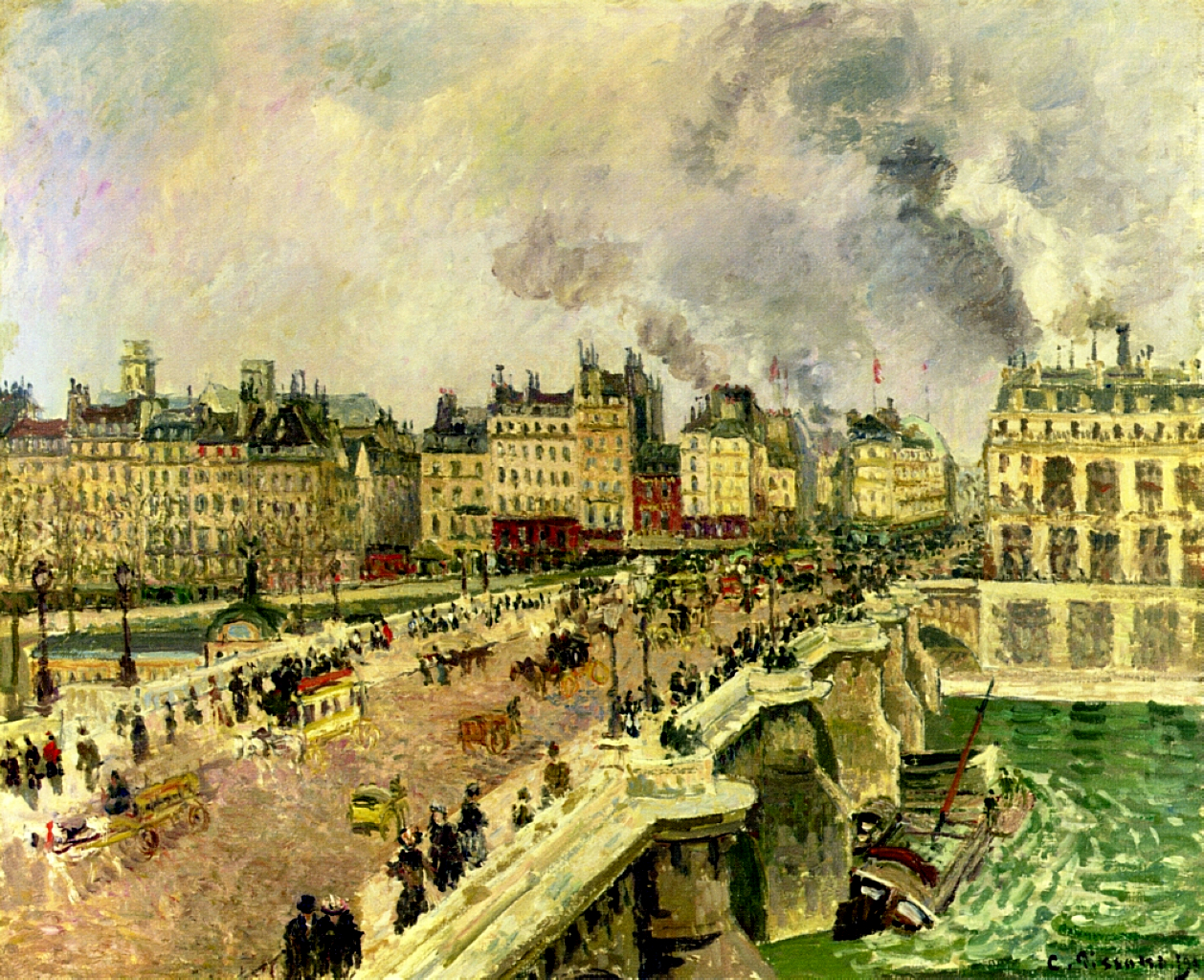
Le Pont-Neuf, naufrage de la Bonne Mère (1re série) Localisation non documentée
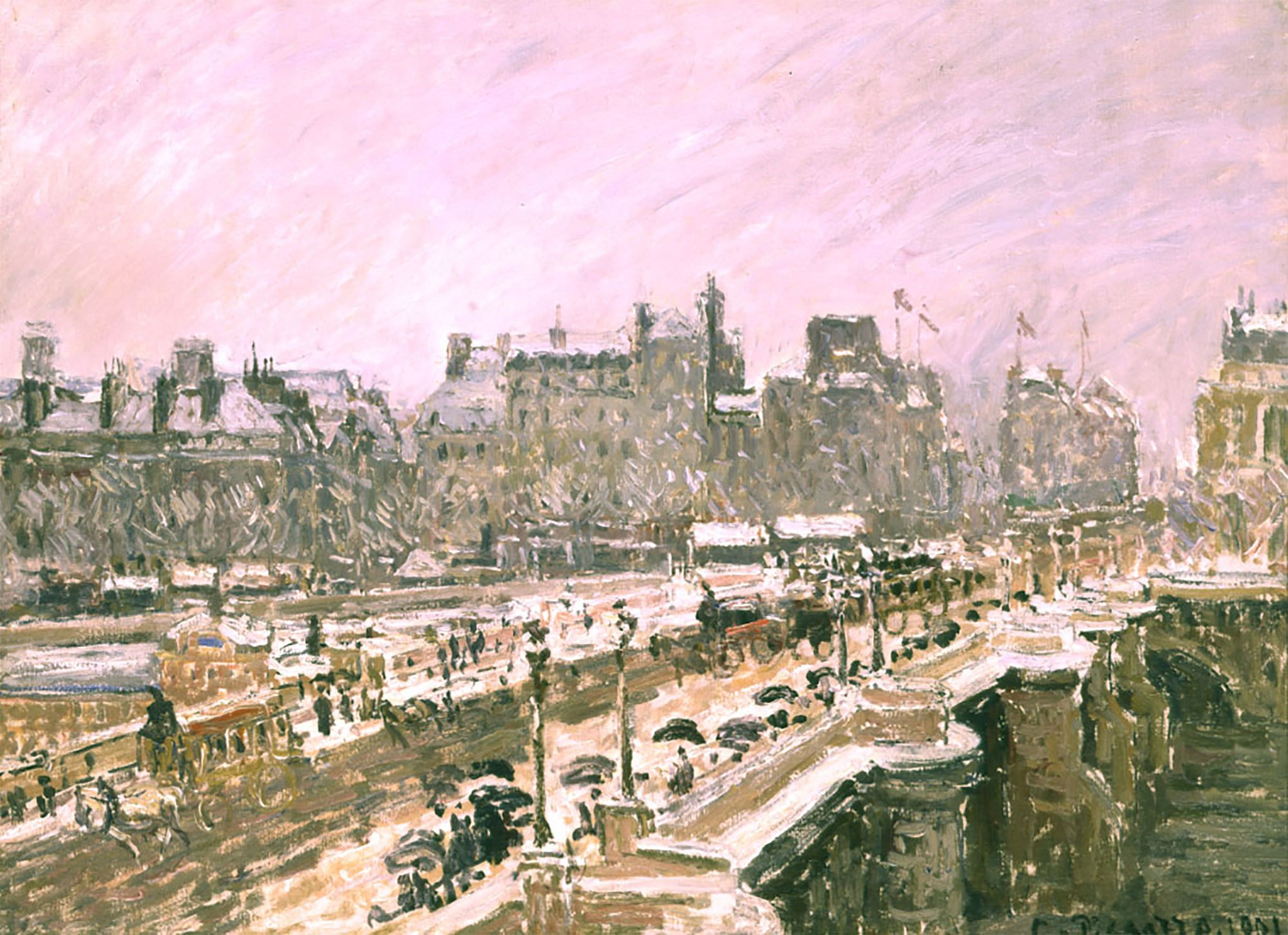
Le Pont Neuf, Effet de Neige Collection privée, Vente 2023
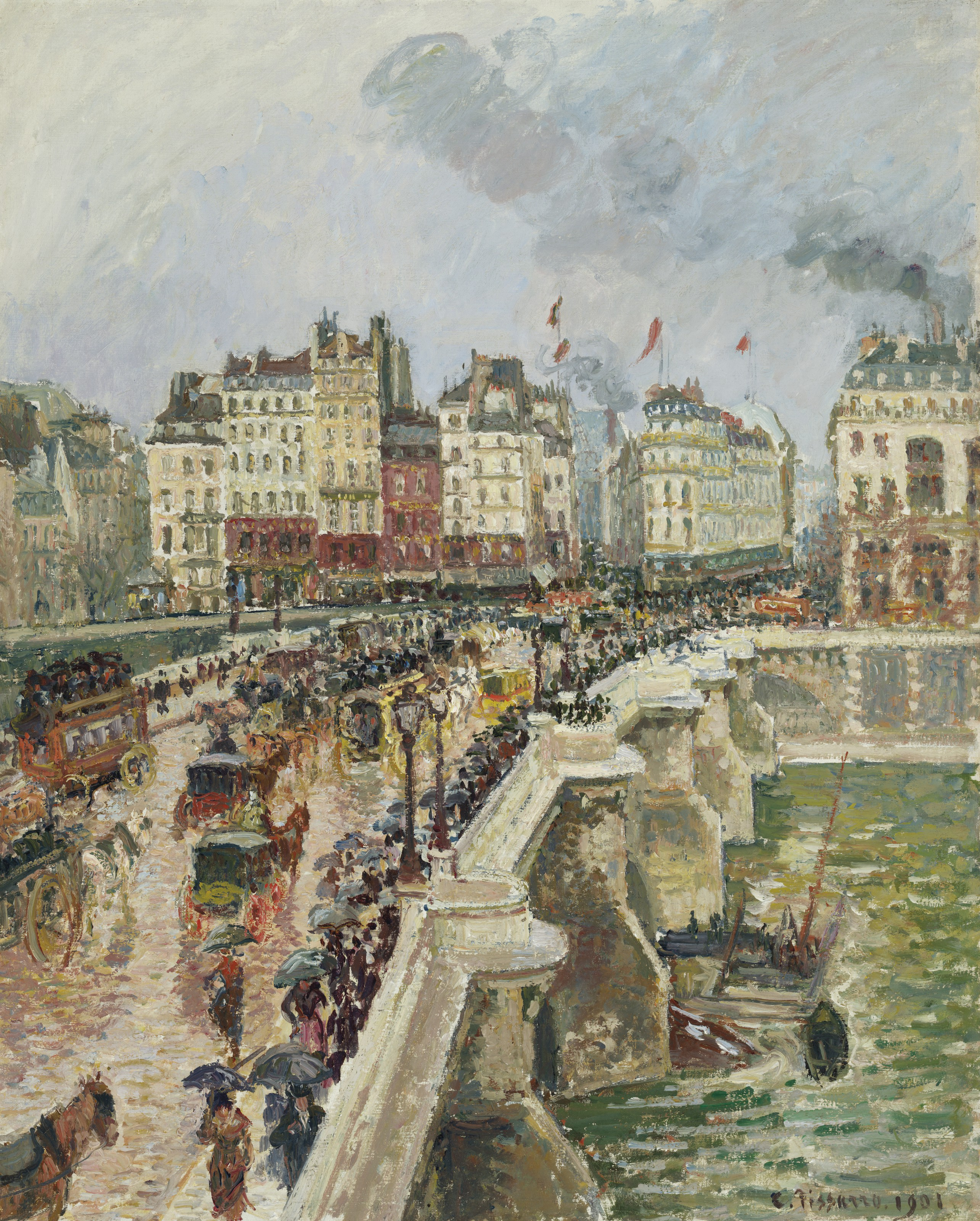
Le Pont-Neuf, après-midi de pluie (1re série) Collection privée, Vente 2019
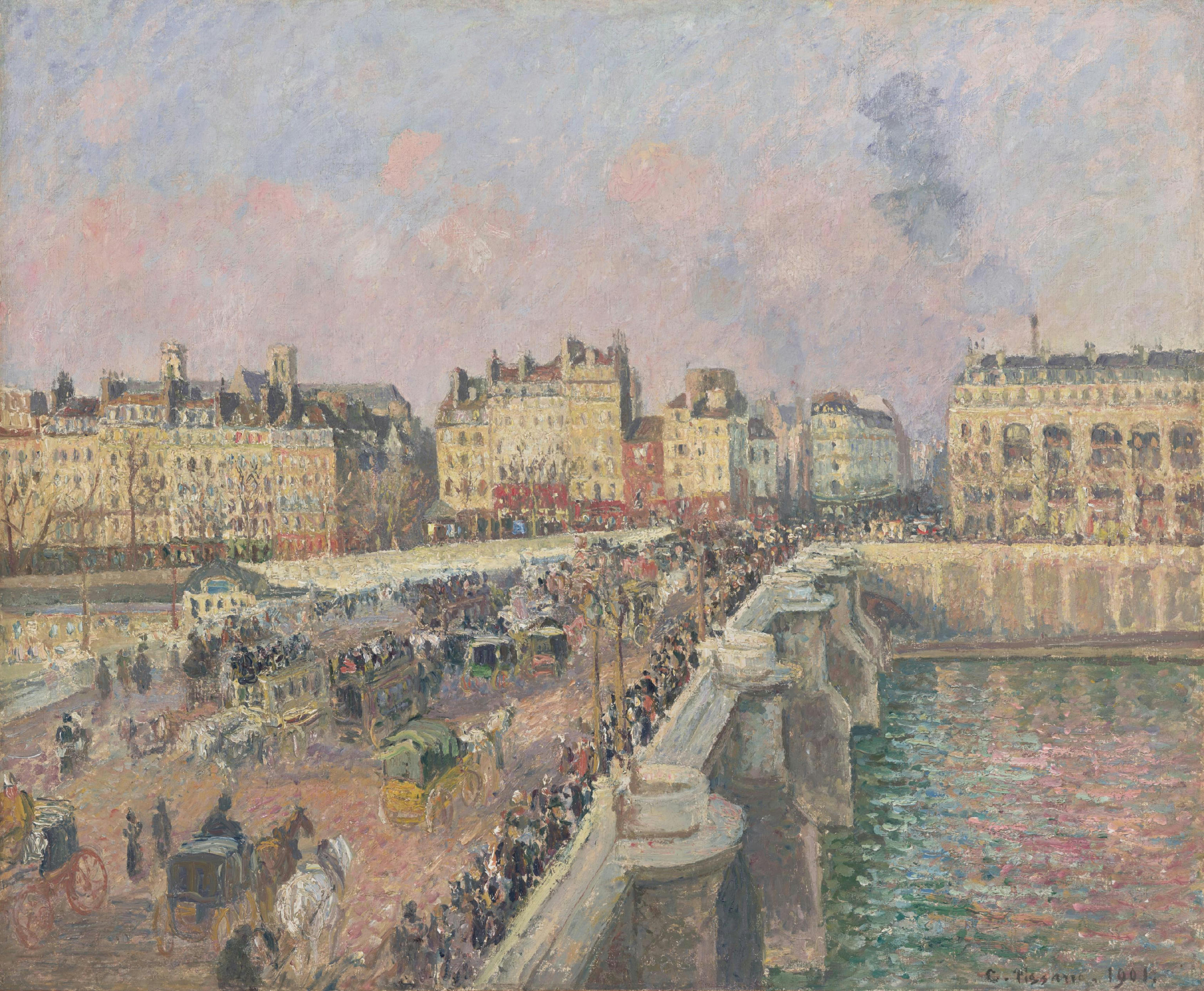
Après-midi ensoleillé, Pont-Neuf Philadelphia Museum of Art
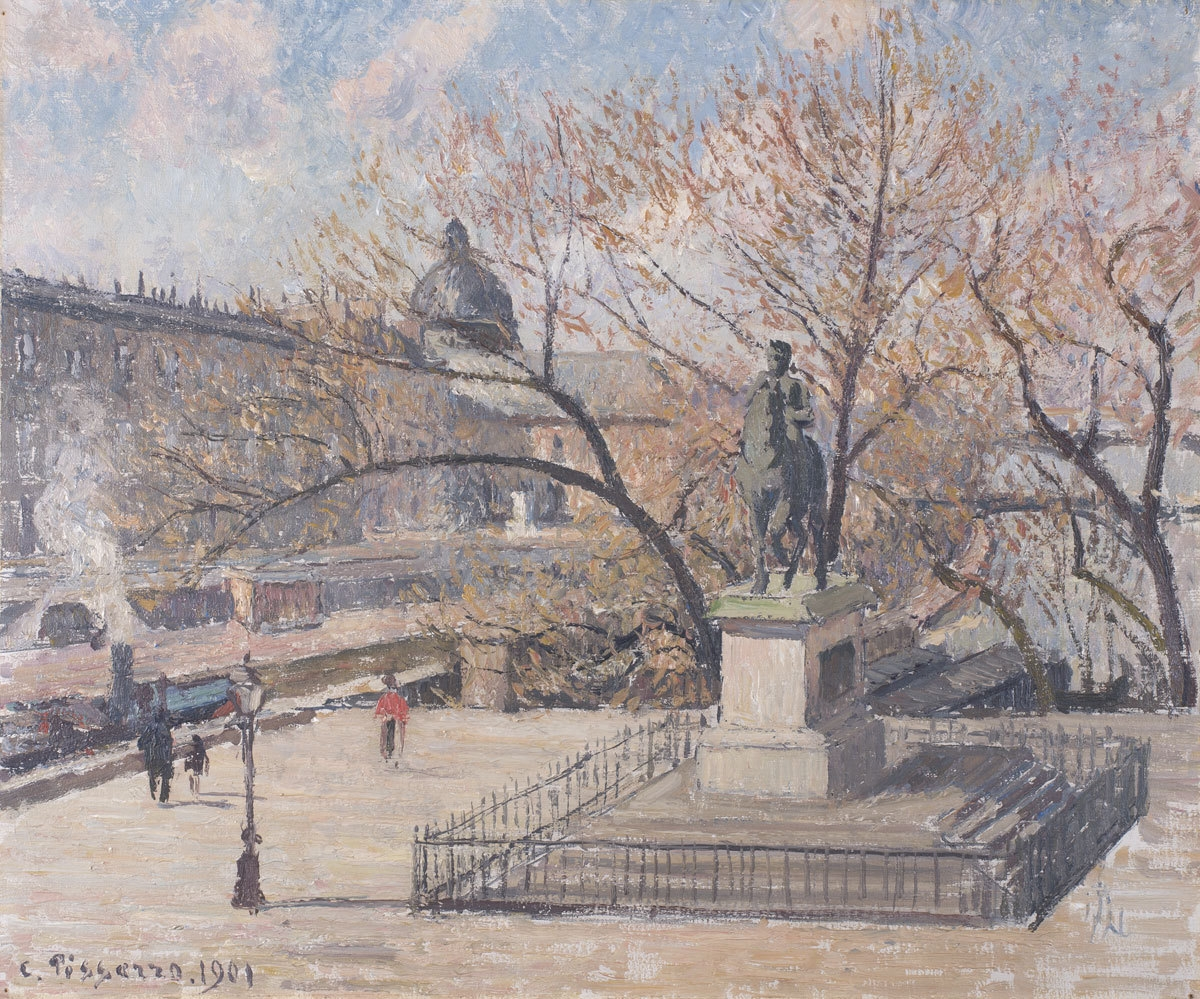
Statue d’Henri IV et hôtel de la Monnaie, matin, soleil MuMa, Le Havre

En 1902, des difficultés financières le contraignent à abandonner ses projets de voyage dans le Sud, et il peint l’hiver suivant une nouvelle série de vues du Louvre et de la Seine, en tout treize toiles dont quatre consacrées à la statue d’Henri IV. À la même époque, il décide de diversifier ses motifs et loue une chambre d’hôtel sur le quai Voltaire sur la rive gauche de la Seine. Le pont Royal et le pont du Carrousel deviennent dès lors le sujet de plusieurs toiles. Le temps partagé entre ses deux résidences permet à l’artiste de peindre entre le 13 novembre 1902 au et le 29 mai 1903 ses troisième et quatrième séries sur ce nouveau motif.

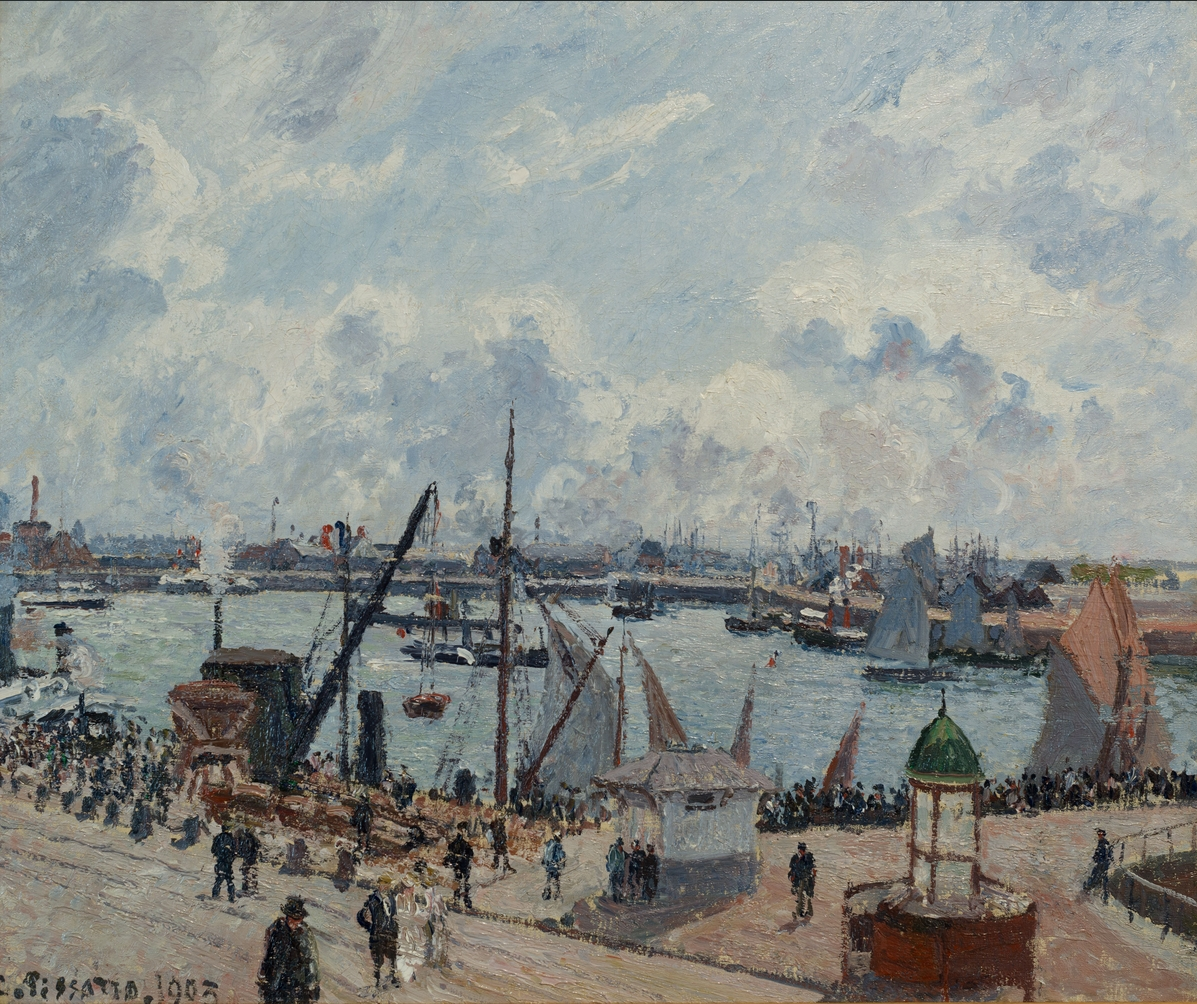
L'Anse des Pilotes et le brise-lames est, Le Havre, après-midi, temps ensoleillé, 1903
Musée André Malraux, Le Havre

Dans une situation financière délicate au printemps 1903, il se voit contraint de répondre aux goûts des amateurs. Il accepte l'invitation du collectionneur havrais Pieter van de Velde, qui souhaite le voir peindre une série de toiles de l'avant-port du Havre en pleine mutation. Il s'installe à l'hôtel Continental, qui lui offre un point de vue remarquable sur l'entrée du port, et choisit le motif de la jetée, qui, selon lui, « se trouve une des parties du Havre qui enorgueillit les Havrais ». Entre juillet et septembre 1903, il peint, depuis sa fenêtre, trois séries différentes de l'avant-port. Quand il déplore, le 29 août 1903, devant son fils Lucien que les amateurs havrais en « so[ie]nt encore à la peinture de Salon », il semble méconnaître les acquisitions qu'Olivier Senn a faites de deux de ses œuvres dès 1900, et le fait que les collectionneurs Van der Velde, Dussueil et Metz se portent acquéreurs d'une toile de la série chacun. Même si l'artiste fustige l'ignorance de la commission d'achat du musée du Havre, il s'agit de la première transaction que l'artiste négocie directement avec une institution muséale. Il reconnaît néanmoins l'amorce d'un changement.

Les Vues Urbaines
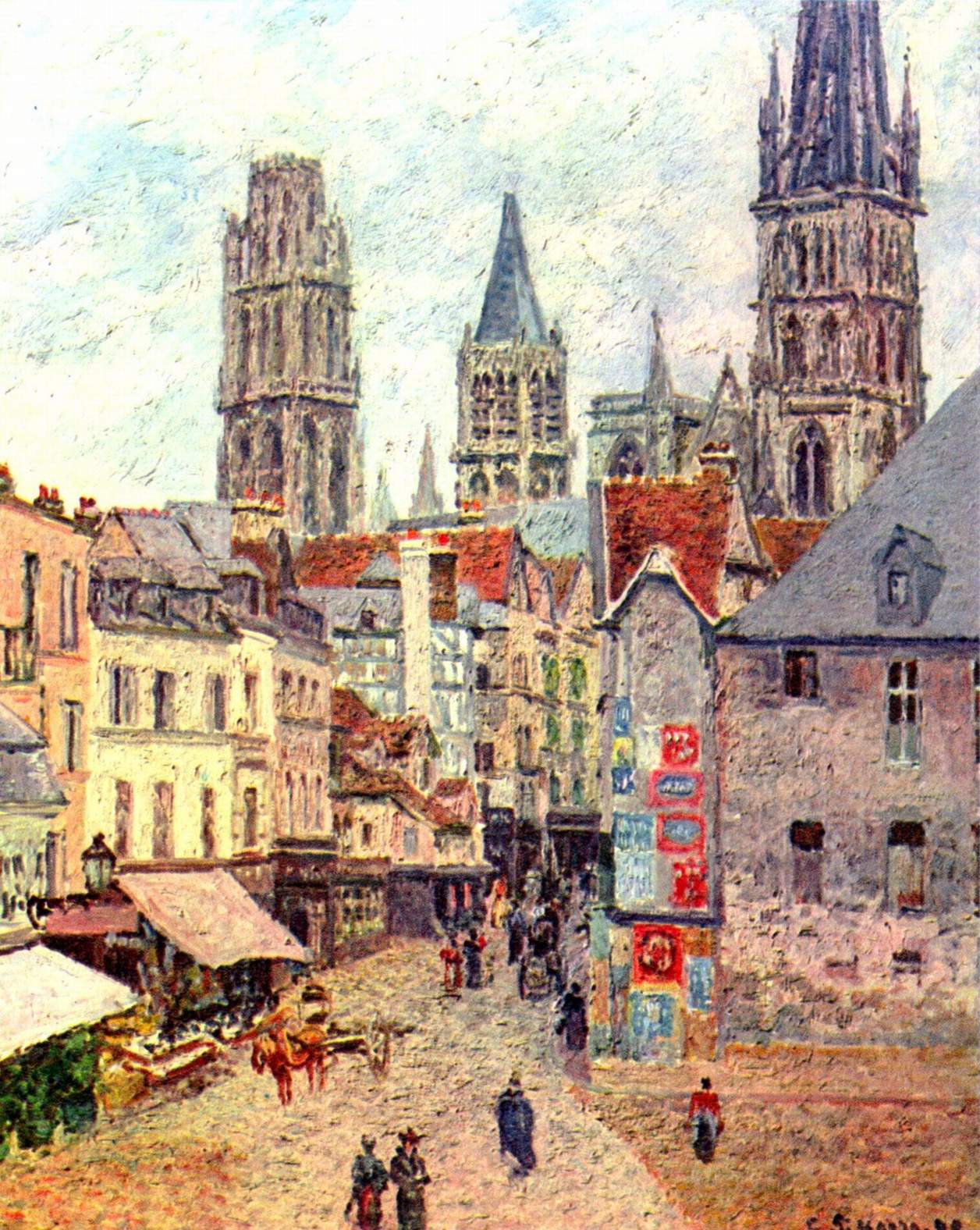
Rouen, rue de l'Épicerie  (1898), Norman (Oklahoma), Fred Jones Jr. Museum of Art (en).
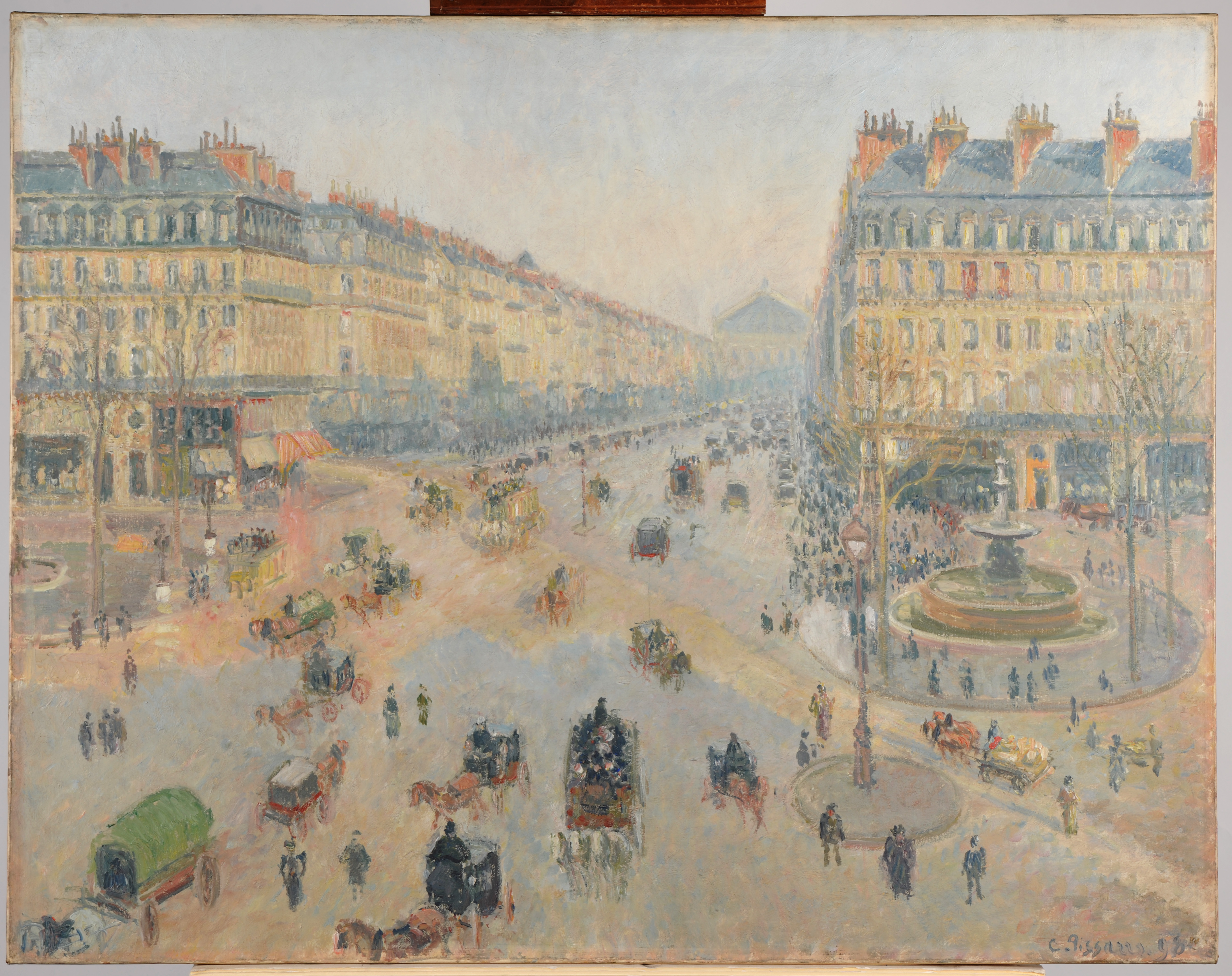
L'Avenue de l'Opéra, Camille Pissarro, Reims, musée des Beaux-Arts

Camille Pissarro meurt à Paris au 1 boulevard Morland le 13 novembre 1903 de sepsis. Il repose, avec sa famille, à Paris au cimetière du Père-Lachaise (division 7),.

## Famille

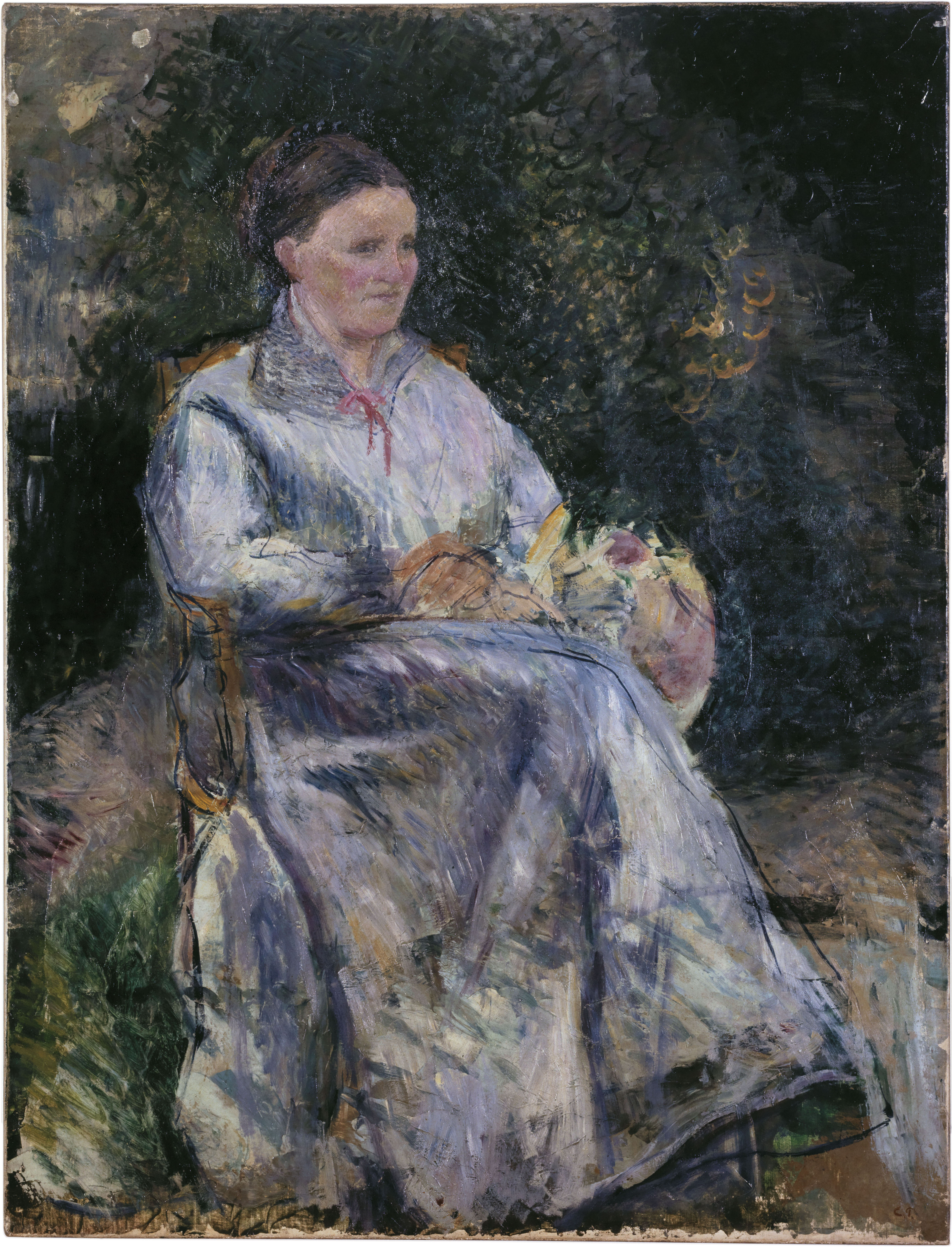
Julie Pissarro au jardin, 1874
Petit Palais, Paris.

Son arrière-grand-père paternel, Pierre Rodrigues Álvares Pissarro ou Jacob Gabriel Pissarro, a quitté Bragance au Portugal, en 1769 pour fuir l'Inquisition. Ses ancêtres sont des marranes, c'est-à-dire des juifs séfarades contraints de se convertir au catholicisme, quatre siècles plus tôt, mais continuant à pratiquer le judaïsme en secret.
Quant à lui, Camille Pissarro, bien que circoncis et dument enregistré à la synagogue de Saint-Thomas, il se déclare proudhonnien et athée libre-penseur,.
Dans une lettre adressée à Octave Mirbeau en février 1892, Pissarro mentionne un cousin, l'écrivain Jules Cardoze, originaire de La Guadeloupe ; ce dernier fait en 1861 son portrait au crayon,.
Son épouse Julie Vellay (Grancey-sur-Ource, 2 octobre 1838 - Éragny-sur-Epte, 16 mai 1926) est fille d'un viticulteur bourguignon. Gouvernante chez les parents de Camille, elle entre en ménage avec lui en 1860 et lui sert d'abord de modèle. Ils se marient civilement à Croydon en Angleterre en 1871, alors que Julie Pissarro portait leur quatrième enfant. Le couple a eu en tout huit enfants. Le succès de Pissarro en 1893, alors qu'il a 63 ans, lui permet d'acheter sa maison d'Eragny. Cette décision réconforte grandement sa femme, qui a besoin de stabilité après les années très itinérantes de leur mariage. Elle y vivra jusqu'à sa mort en 1928.
Les deux plus jeunes des huit enfants de l'artiste sont Jeanne-Marguerite (née en 1881), également connue sous le nom de Cocotte, et Ludovic-Rodolphe (né en 1878). Ils figurent fréquemment dans ses peintures.
Il installe son « École d'Éragny » pour ses nombreux enfants, qui l'assistent dans ses escapades picturales dans la campagne environnante.

Famille Pissarro
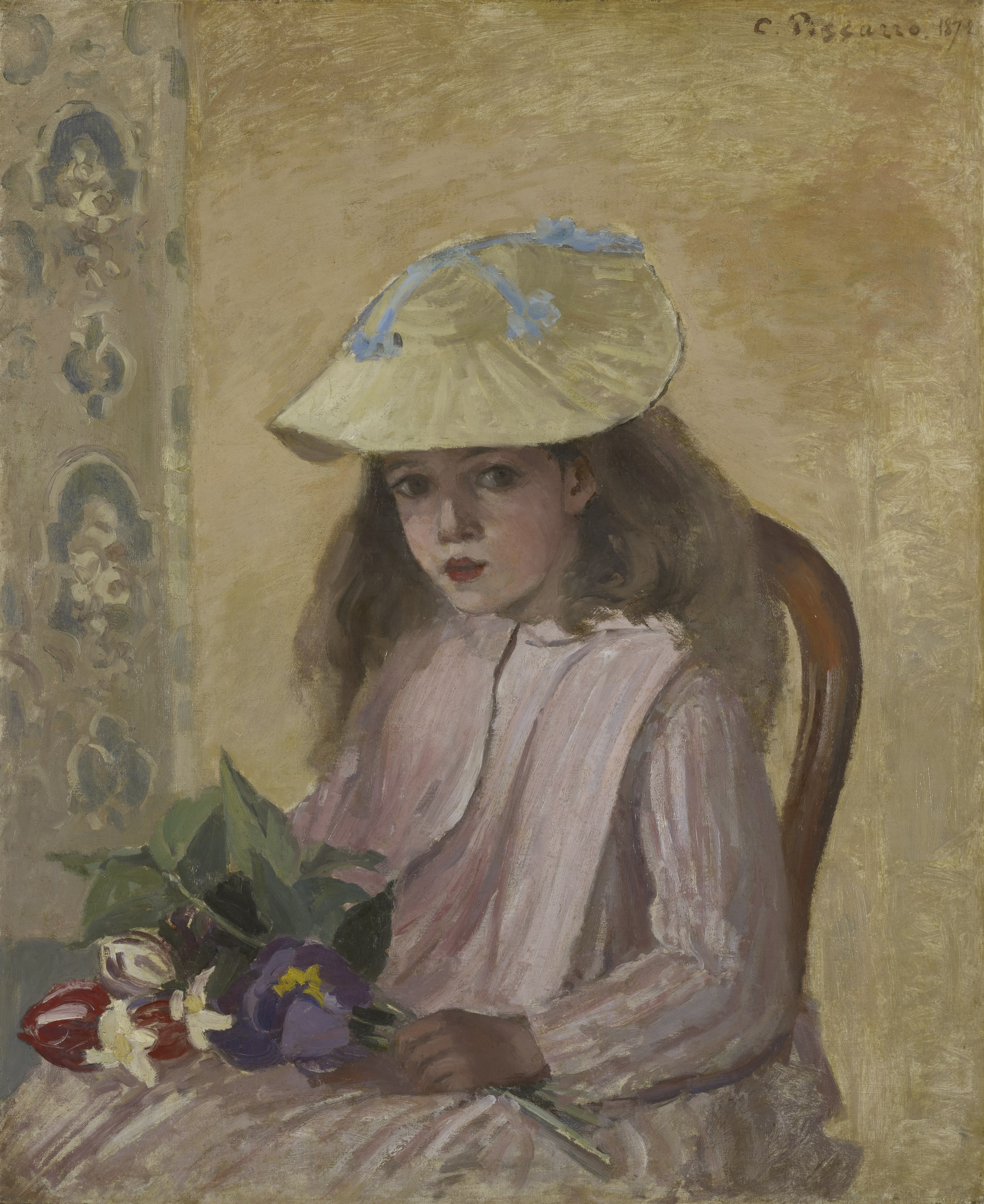
Portrait de Jeanne Pissarro, 1872 Yale University Art Gallery, New Haven
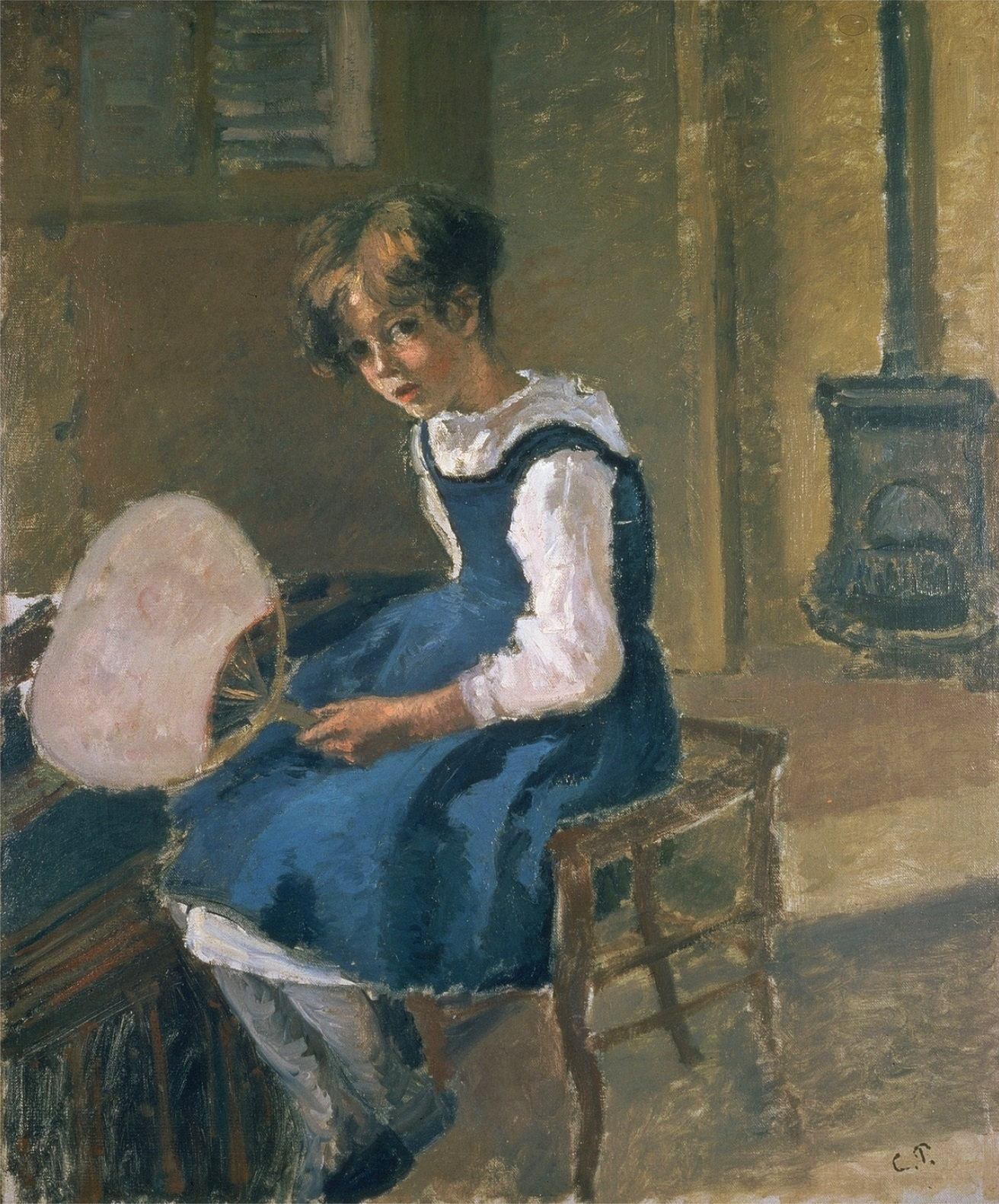
Jeanne Pissarro (Minette) tenant un éventail, 1873 Ashmolean Museum, Oxford
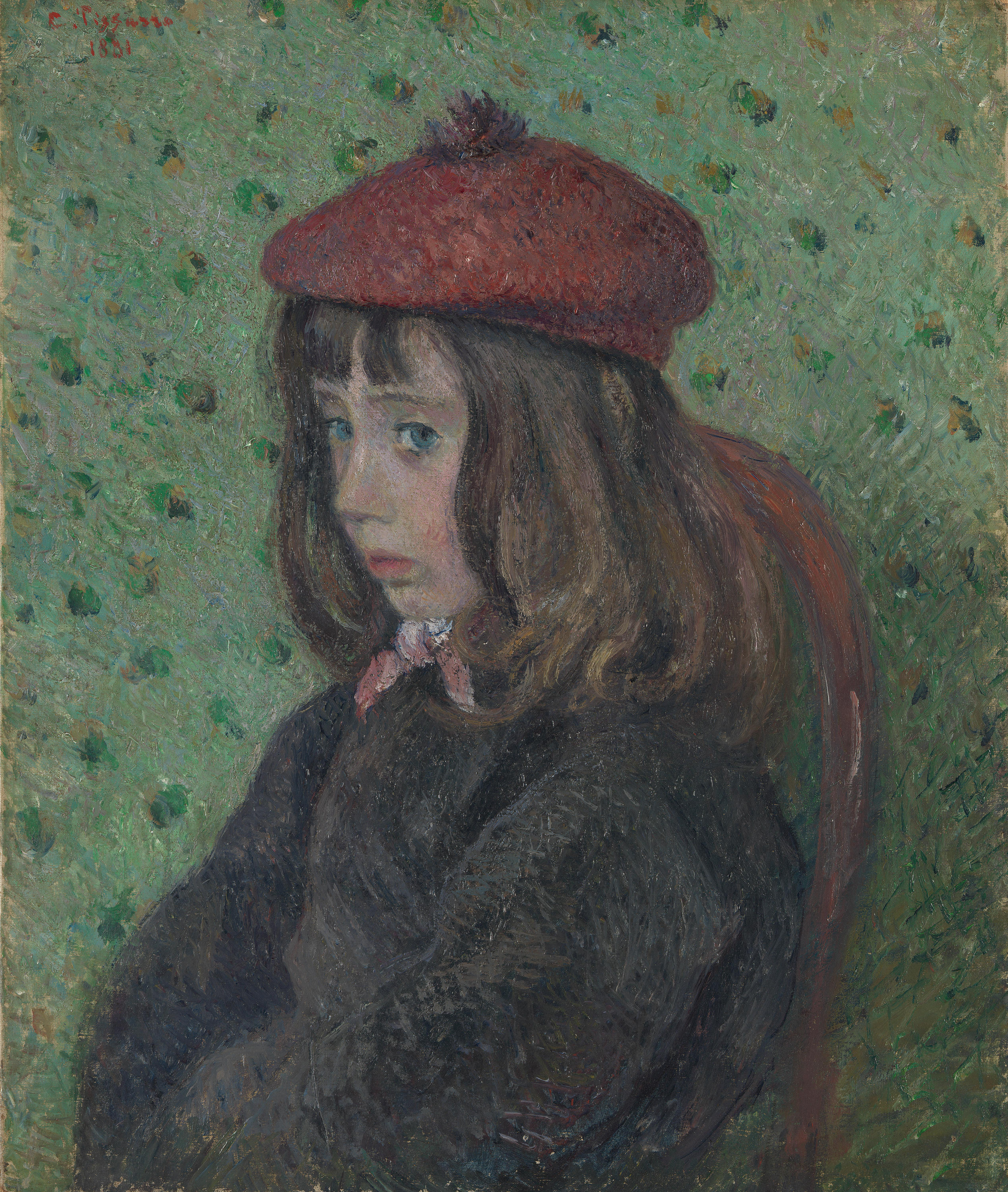
Félix Pissarro portant un béret rouge, 1881 National Gallery, Londres
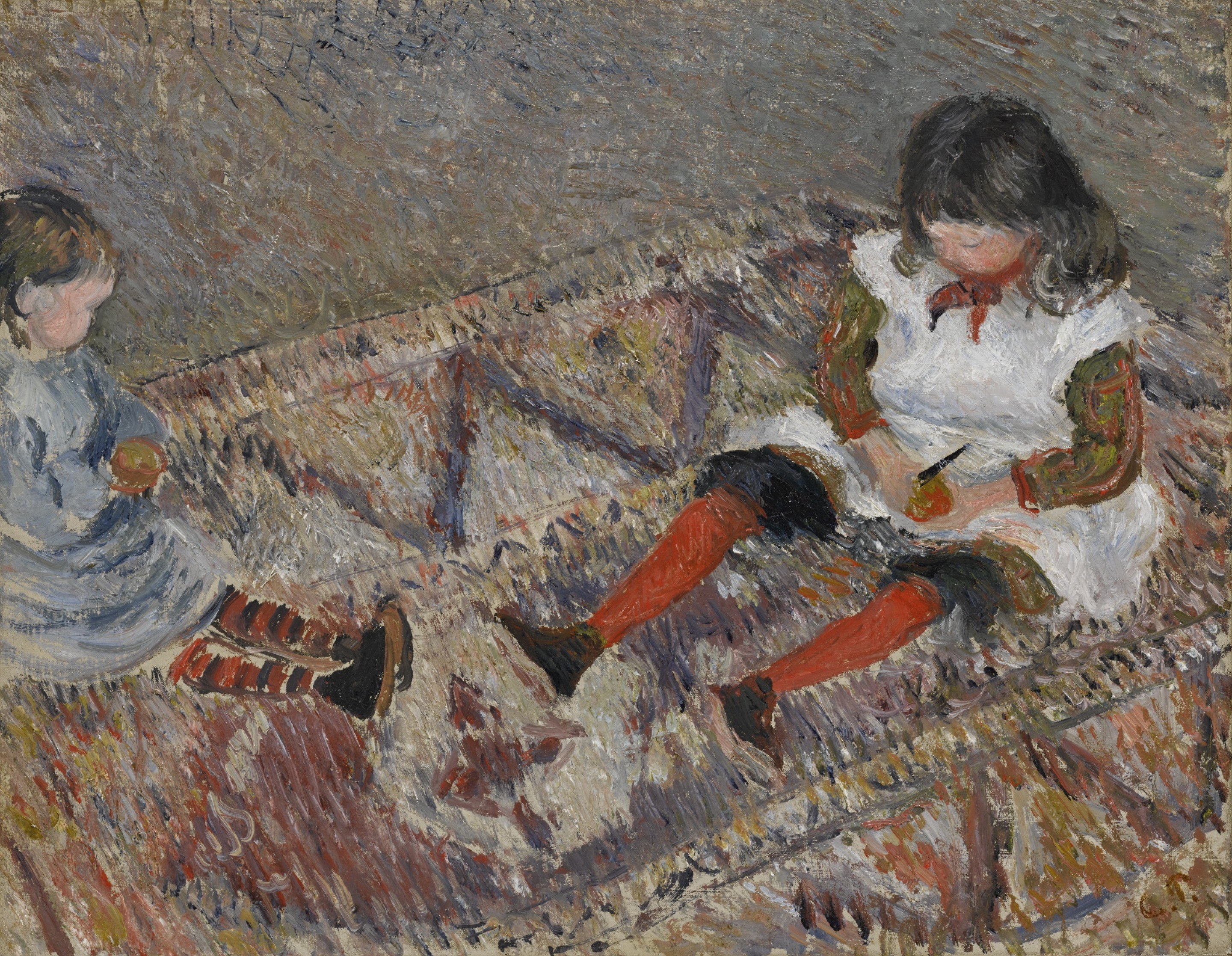
Jeanne dite Cocotte, et Ludovic Rodolphe Pissarro sur un tapis, 1883 Collection privée, Vente 2017
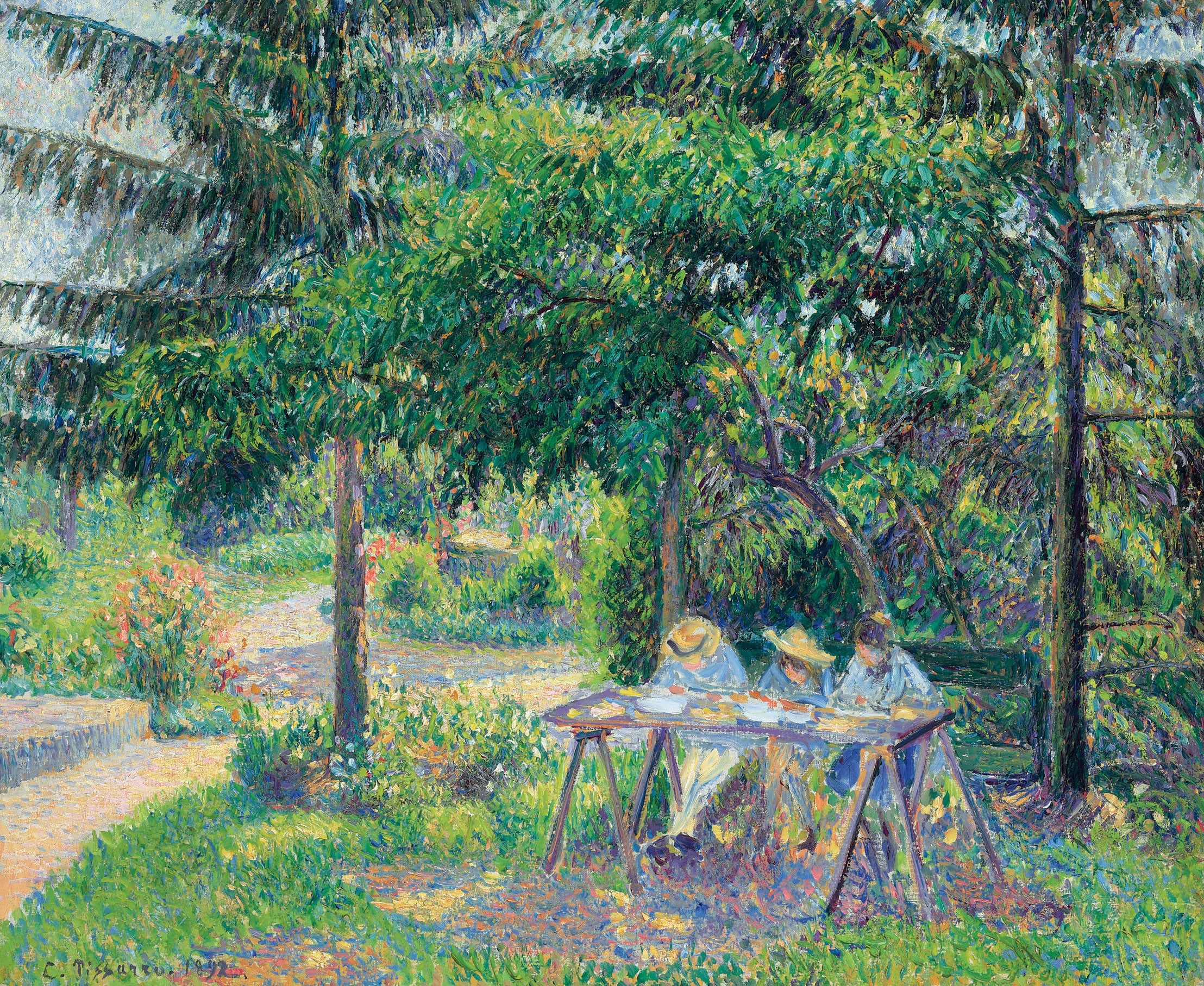
Enfants attablés dans le jardin à Eragny , 1892 Collection privée, Vente 2010
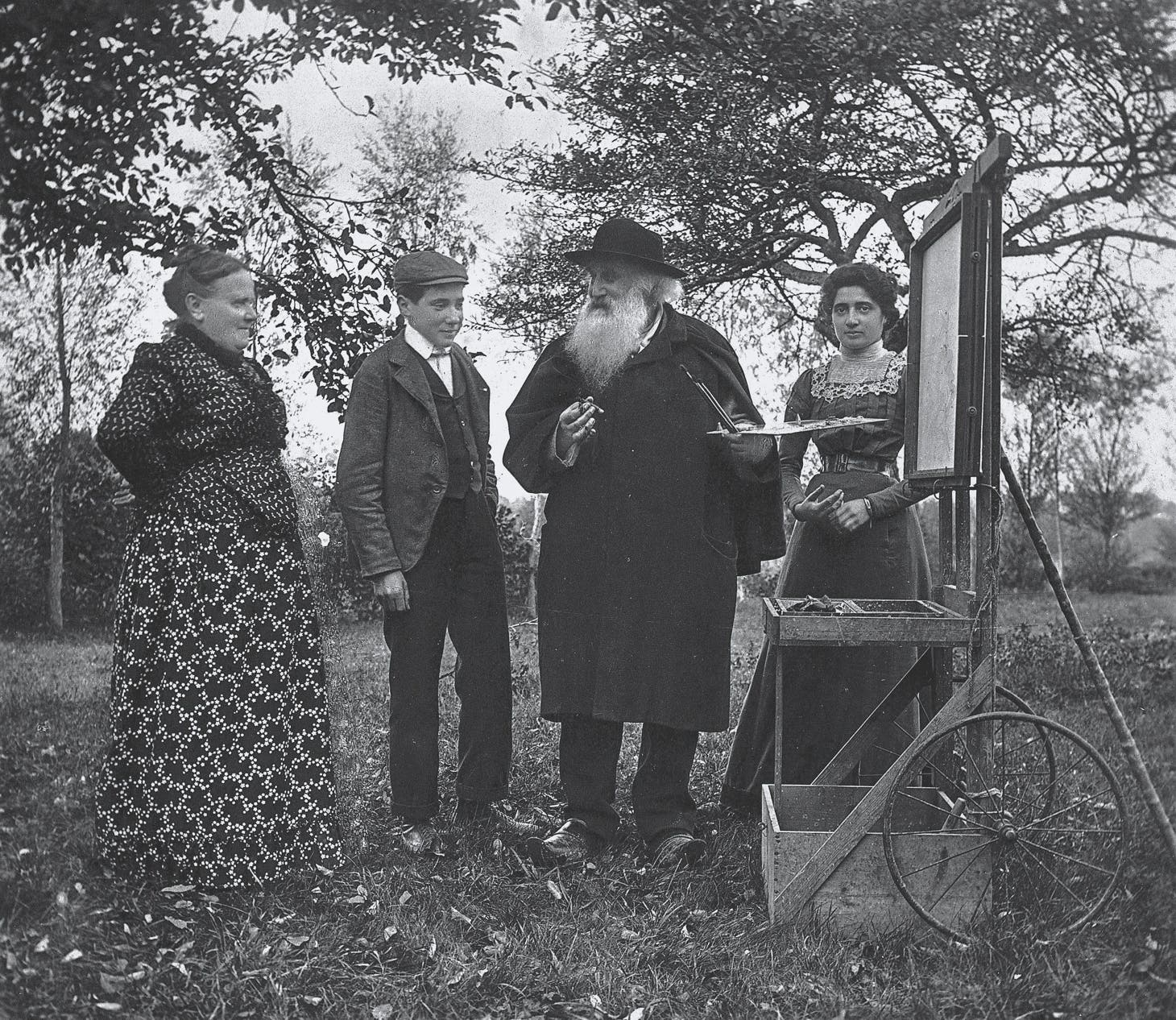
Pissarro et sa famille à son chevalet mobile, Éragny, 1901. Archives Musée Camille Pissarro

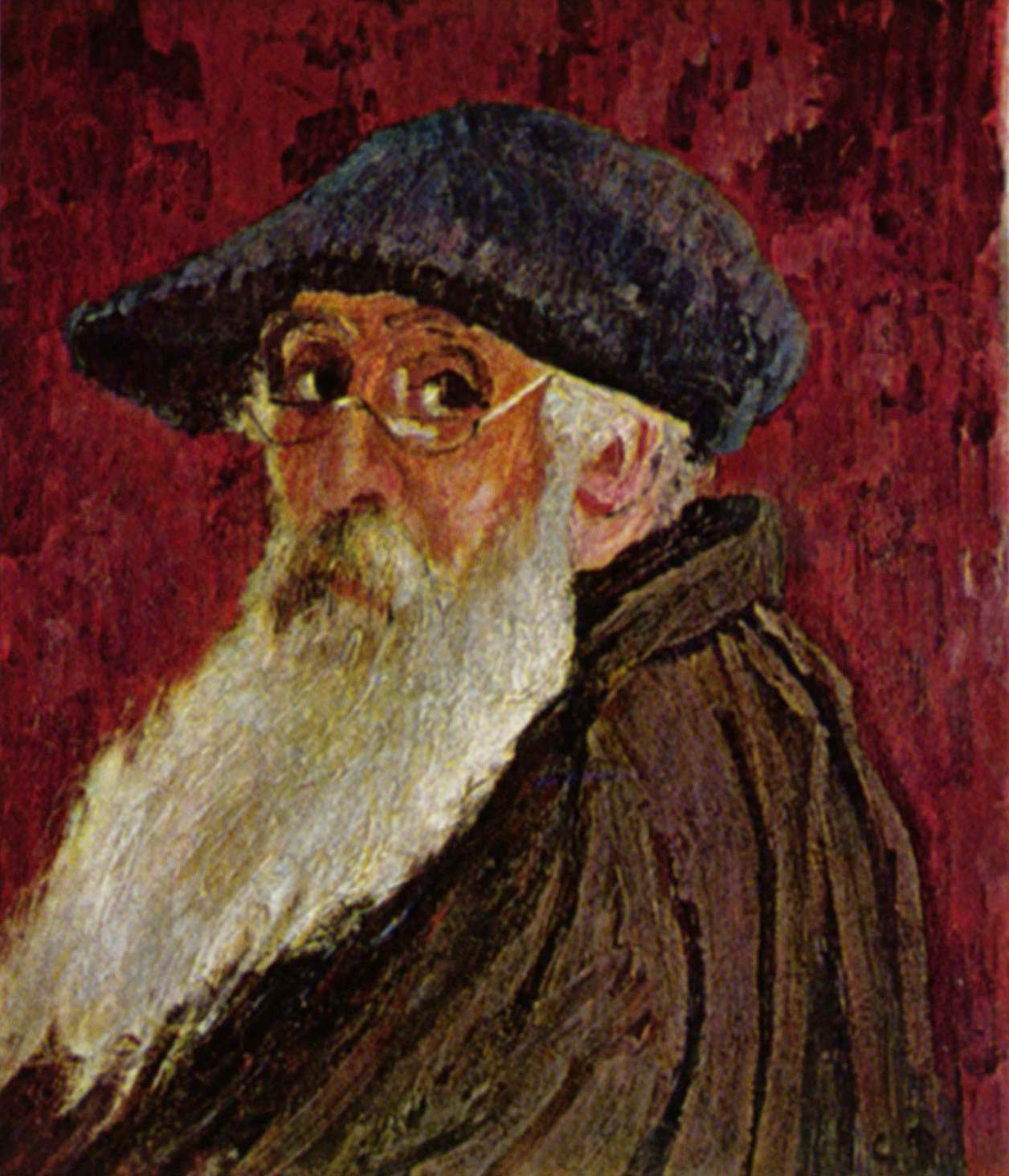
Autoportrait (1898), non localisé.

Plusieurs descendants de Camille Pissarro ont choisi de suivre l'exemple de leur aïeul et de devenir peintres à leur tour. Parmi ses enfants tout d'abord :
- Lucien Pissarro (1863-1944) ;
- Georges Henri Pissarro, dit Georges Manzana-Pissarro (1871-1961) a appris à peindre aux côtés de son père et a ensuite travaillé dans les styles impressionniste et postimpressionniste. Il était également créateur de textiles, de meubles et de verrerie[132].
- Félix Pissarro (1874-1897) peintre et graveur, meurt à l'âge de vingt-trois ans seulement de la tuberculose alors qu'il vivait à Kew, Londres[135].
- Ludovic-Rodolphe dit Ludovic-Rodo Pissarro (1878-1952) devient artiste et publie la première édition du catalogue raisonné de son père en 1939[132].
- Paul-Émile Pissarro dit Paulémileh (1884-1972).

Puis, parmi ses petits-enfants :
- Orovida Camille Pissarro (1893-1968), fille de Lucien ;
- Hugues Claude Pissarro (en) (né en 1935) et Yvon Pissarro (de) (1937), tous deux fils de Paul-Émile ;
- Henri Bonin-Pissarro, dit Bopi (1918-2003), et Claude Bonin-Pissarro (né en 1921), tous deux fils de Jeanne Pissarro (1881-1948), elle-même fille de Camille.

Enfin, parmi ses arrière-petits-enfants :
- Lélia Pissarro (de) (née en 1963), fille de Hugues Claude ;
- Frédéric Bonin-Pissarro (né en 1964), fils de Claude Bonin-Pissarro. Il a une sœur, Lila Bonin-Pissarro (née en 1972).

## L'anarchiste
Dans les années 1880, il se lie avec Paul Signac, Georges Seurat, Maximilien Luce. Il découvre les idées anarchistes comme bon nombre de néo-impressionnistes et fait la connaissance de Émile Pouget, de Louise Michel et de Jean Grave, à qui il apporte un soutien financier, aidant également les familles d'anarchistes emprisonnés ou en exil.

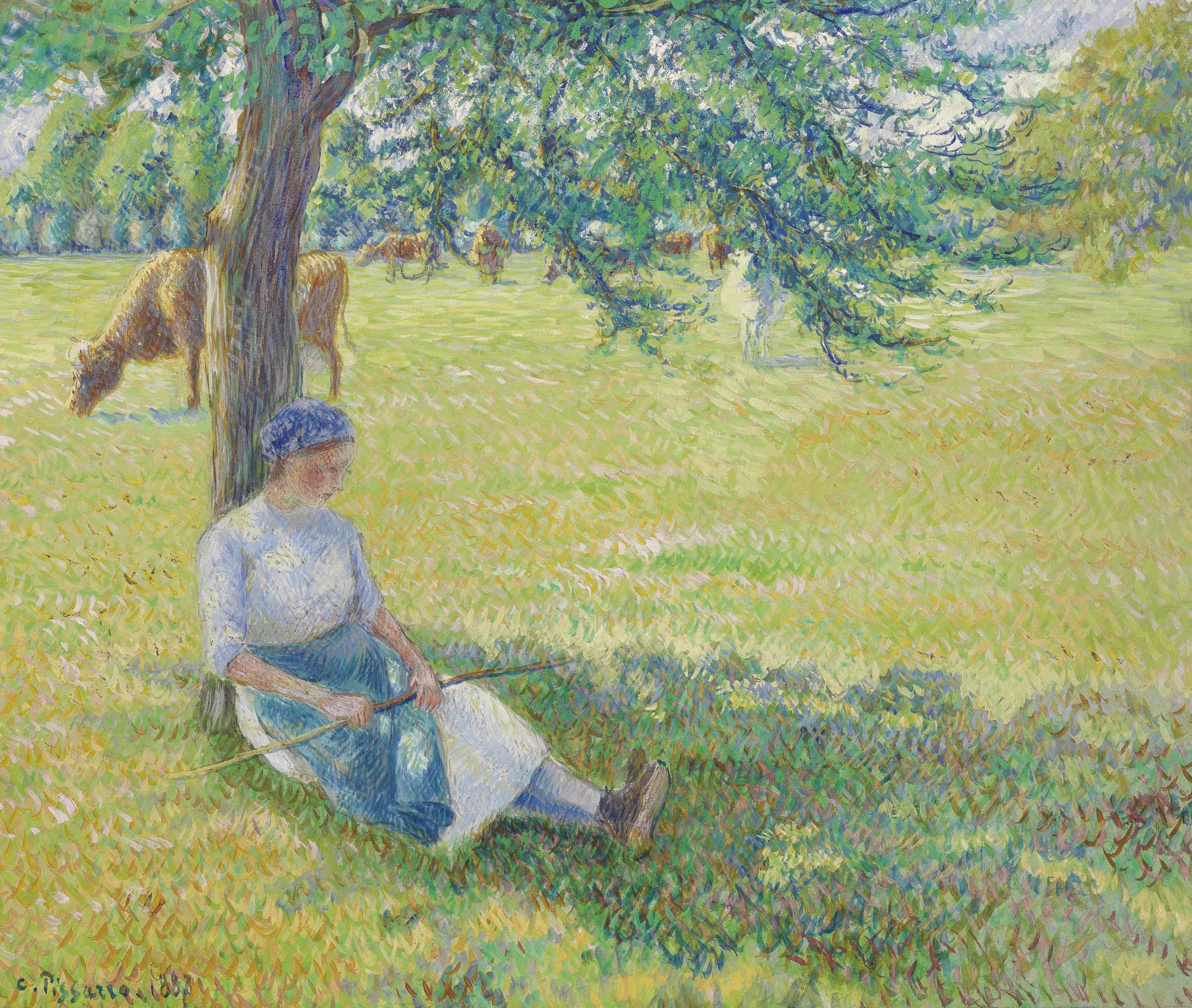
Gardeuse de vaches, Éragny, 1887
Collection privée, Vente 2012

Admirateur des théories de Pierre Kropotkine sur l'agriculture moderne, dans ses personnages au repos, il semble s'opposer à la notion réaliste selon laquelle le travail rural était incessant et avilissant, introduisant plutôt ses paysans dans un monde moderne dans lequel le travail est confiné à certaines périodes de la journée et équilibré par d'abondants temps libre. C'est un contraste marqué avec l'image de la campagne proposée par Millet, où les paysans ne s'arrêtent que rarement après un labeur intense. Brettell a écrit : « Les femmes oisives de Pissarro faisaient une déclaration politique sur le travail, le partage et les loisirs qui, dans un certain sens, était si subtile qu'elle s'infiltrait facilement dans l'esprit de ses premiers spectateurs. En effet, ces œuvres étaient - et sont toujours - avec tant de succès dans leur évocation des loisirs ruraux qu'ils ont régulièrement été interprétés à tort comme apolitiques ».
En 1889, quand il compose sa série sur les Turpitudes sociales, le souvenir de la répression de la Commune de Paris n'est pas éteint. On discute Proudhon et Bakounine, la notion de « République sociale » agite ardemment les esprits, la question sociale et la réflexion politique hantent tout le pays : portées, entre autres, mais vigoureusement, par les mouvements anarchistes qui sont nombreux, vibrants, et très divisés, en particulier sur la pertinence de la reprise individuelle et du socialisme parlementaire.
Bien que Pissarro se trouve à Eragny le 24 juin 1894 lorsque le président de la République, Sadi Carnot, est assassiné, ses sympathies anarchistes font que son nom figure parmi les centaines de suspects. Il part le lendemain pour la Belgique avec Julie et leur fils Félix, tout comme Élisée Reclus qu'il rencontre alors. Il y passe les quatre mois suivants, visitant Bruxelles, Bruges et Knokke-sur-mer avec Théo van Rysselberghe.
De retour en France, il contribue au journal Les Temps nouveaux et s'engage contre l'antisémitisme lors de l'affaire Dreyfus.
Pissarro est plus un anarchiste d'idée que d'action. Même s'il participe, en 1899, au Club de l'art social aux côtés d'Auguste Rodin, il est un partisan de l'art pour l'art : « Y a-t-il un art anarchiste ? Oui ? Décidément, ils ne comprennent pas. Tous les arts sont anarchistes - quand c’est beau et bien ! Voilà ce que j’en pense » écrit-il dans Les Temps nouveaux en décembre 1895. Il n'est pas favorable à l'art à tendance sociale et contrairement à ce qu'écrit Kropotkine dans La conquête du pain, il ne pense pas qu'il soit nécessaire d'être paysan pour rendre dans un tableau la poésie des champs. Il veut faire partager à ses semblables les émotions les plus vives. Une belle œuvre d'art est un défi au goût bourgeois. Pissarro est un optimiste qui voit un avenir anarchiste proche où les gens, débarrassés des idées religieuses et capitalistes, pourront apprécier son art.

## Expositions de son vivant

### Les Expositions collectives des impressionnistes
En 1874, il participe à la Première exposition des peintres impressionnistes chez Nadar au 35 Boulevard des Capucines à Paris. Il y présente cinq œuvres dont La Gelée blanche, conservée au Musée d'Orsay. Il sera le seul peintre impressionniste à participer aux huit expositions du groupe entre 1874 et 1886.
À la quatrième exposition impressionniste, il présente le tableau L'Orée du bois.
Ses figures monumentales telles que Femme lavant une casserole ou La Cardeuse de laine (National Gallery) sont présentées à la cinquième exposition impressionniste en 1880.
À la 6e exposition des impressionnistes de 1881, Monet, Renoir et Sisley sont absents. À partir de cette date les impressionnistes suivent chacun leur propre chemin. Pissarro s'emploie pourtant activement à maintenir la cohésion du groupe.
Il convainc Gustave Caillebotte et Claude Monet de participer à la septième exposition impressionniste, en 1882. Pour cette exposition, la majeure partie des toiles qu'il présente sont des figures des agriculteurs de Pontoise, série qu'il avait débuté en 1879. C'est le cas de La Conversation (Tokyo) et Femme et enfant au puits (Chicago).
Pissarro est l'un des principaux organisateurs de la huitième et dernière exposition collective impressionniste en mai-juin 1886. Prônant le « progrès » et l'« indépendance », il y défend l'inclusion du style néo-impressionniste avec le chef-d'œuvre de Seurat Un dimanche après-midi à l'île de la Grande Jatte. Il y présente son tableau Le Grand noyer dans le pré, Éragny.
Il participe en 1887, sur l'insistance de Renoir et de Monet, à la grande « Exposition internationale de peintures et de sculptures » dans la galerie du marchand Georges Petit. Petit retire temporairement Prairie à Éragny  au motif que quelqu'un est « offensé par [sa] luminosité ». Pissarro est furieux du comportement « servile » du marchand, qui remet l'œuvre à sa place le lendemain. Durand-Ruel qui n'a pas de telles réserves, acquiert ce tableau peu après l'exposition.

### Les expositions personnelles
Son marchand Durand-Ruel organise en 1892 une grande exposition de son œuvre. Il y présente des scènes de la vie à la campagne considérées comme une attaque choquante contre le goût du public et qui déclenchent un tollé dans certains milieux. Malgré ces réactions cette exposition marque un tournant pour lui, car c'est la première dans laquelle tous ses tableaux étaient vendus.
Durand-Ruel, après sa visite à Pissarro en novembre 1892, admire ses toiles récentes et lui en achète vingt qu'il montre dans sa galerie, à sa deuxième exposition personnelle de Pissarro, du 15 au 30 mars 1893.
La Galerie Bernheim-Jeune lui offre en 1899 une exposition personnelle en mars-avril et Durand-Ruel inclut 36 de ses tableaux dans une importante exposition collective impressionniste le mois suivant. C'est une mini-rétrospective retraçant ses réalisations artistiques depuis 1870. Les deux événements ont été bien accueillis, et les ventes ont été fortes.
En février 1902, la Galerie Bernheim-Jeune organise une exposition conjointe avec Monet. Il y présente huit peintures de la série Place Dauphine et cinq de l'été précédent à Dieppe qui ont a été largement saluées. Il réalise ainsi son ambition d'exposer à nouveau aux côtés de son ancien confrère impressionniste.

## Postérité

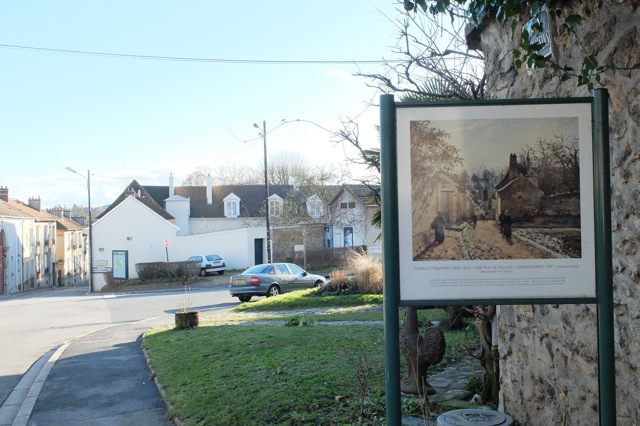
Reproduction de Une rue de village, Louveciennes sur un parcours du Pays des Impressionnistes.

La galerie Stern Pissarro Gallery, à Londres, est la seule galerie dédiée à Camille Pissarro et des quatre générations descendantes, parcourant ainsi 150 ans de peintures, dessins, pastels et de techniques d'impressions.

### Hommages
- Un musée à Pontoise porte son nom.
- Un circuit du Pays des Impressionnistes porte son nom et comporte des reproductions en plein air de ses œuvres et celles d'autres d'artistes impressionnistes et fauves, sur le lieu de leur création[148].
- Le cultivar de rosier Camille Pissarro, aux couleurs panachées, lui est dédié en 1996.
- Plusieurs établissements scolaires portent son nom.
- Rue Camille-Pissarro, à Paris.

### Expositions après l'année 2000
- Entre Ciel et Terre. Camille Pissarro et les peintres de la vallée de l'Oise, Musée Tavet-Delacour, Pontoise, 2003.
- Pissarro, the First Impressionist, Art Gallery, Melbourne, Australie, 2006. C'est la dernière rétrospective internationale consacrée à Pissarro en 2006. La version anglaise du film L'Ami Pissarro (seul documentaire consacré à la vie et à l'œuvre du peintre) y a été présentée[149].
- Pissarro dans les ports, Rouen, Dieppe, le Havre (Festival Normandie impressionniste 2013), Musée d'art moderne André-Malraux, Le Havre, 2013[150].
- Camille Pissarro « Le Premier des Impressionnistes », Musée Marmottan Monet, Paris, 2017[151]
- Pissarro, une rencontre sur l'île de Saint-Thomas, Musée Ordrupgaard, Copenhague, Danemark, 2017.
- Pissarro à Eragny. La nature retrouvée, musée du Luxembourg, Paris, 2017.
- Impressionisti segreti, Palais Bonaparte, Rome, 2019.
- Camille Pissarro. L'atelier de la modernité, au Kunstmuseum (Bâle) (Suisse), jusqu'au 23 janvier 2022[152].

## Quelques œuvres

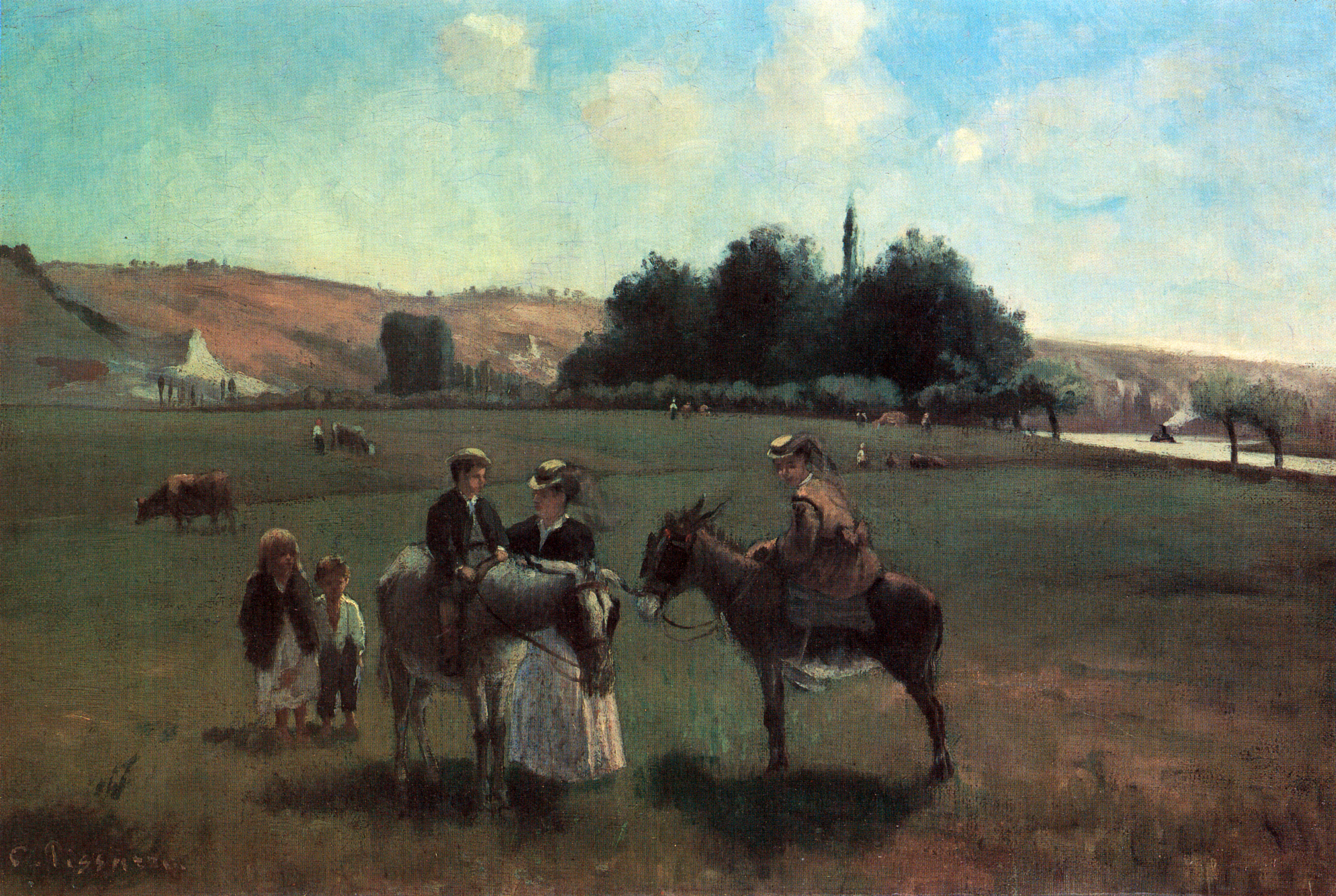
La Promenade à âne à La Roche-Guyon (1865)
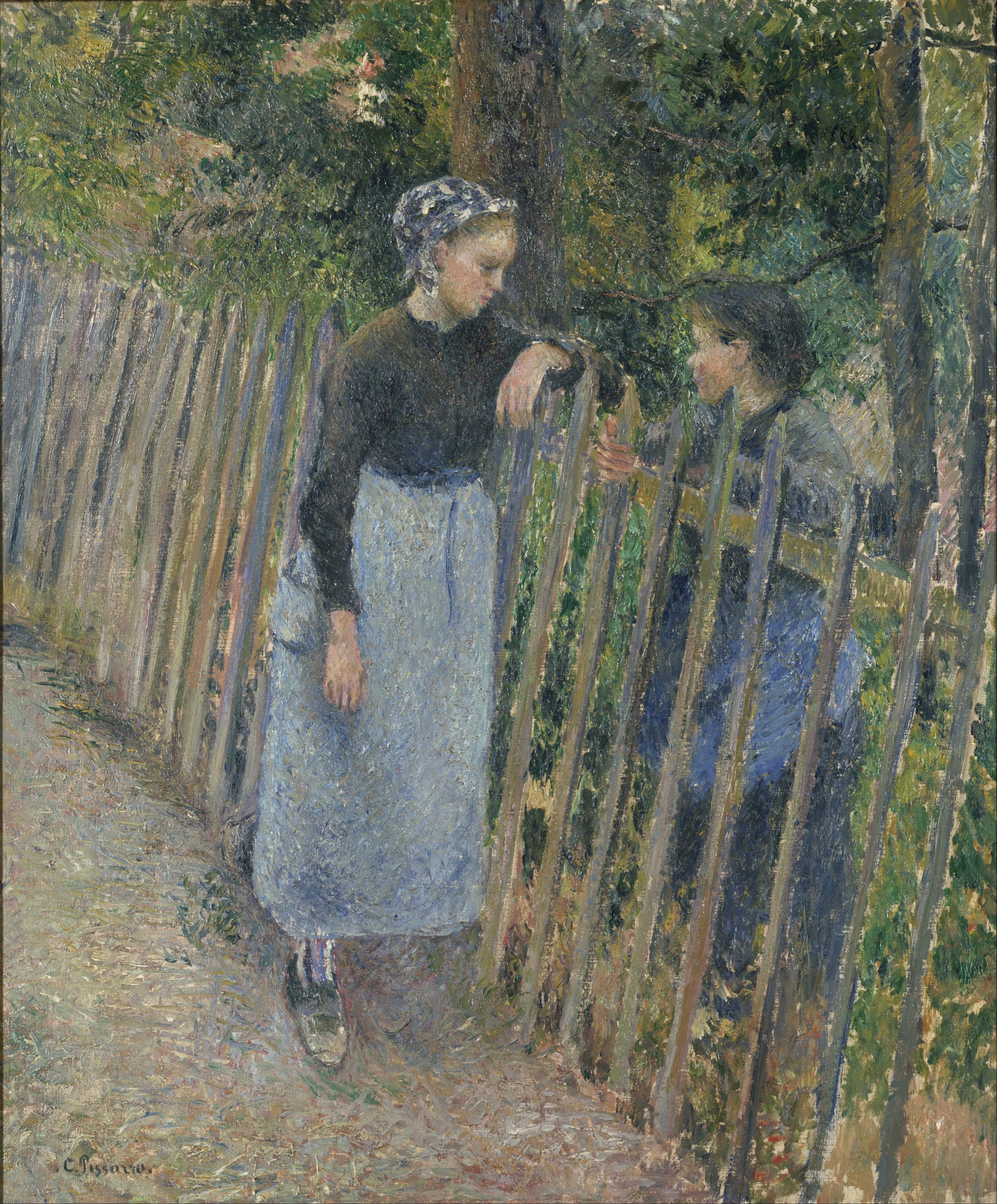
La Conversation (c. 1881) Musée national de l'art occidental
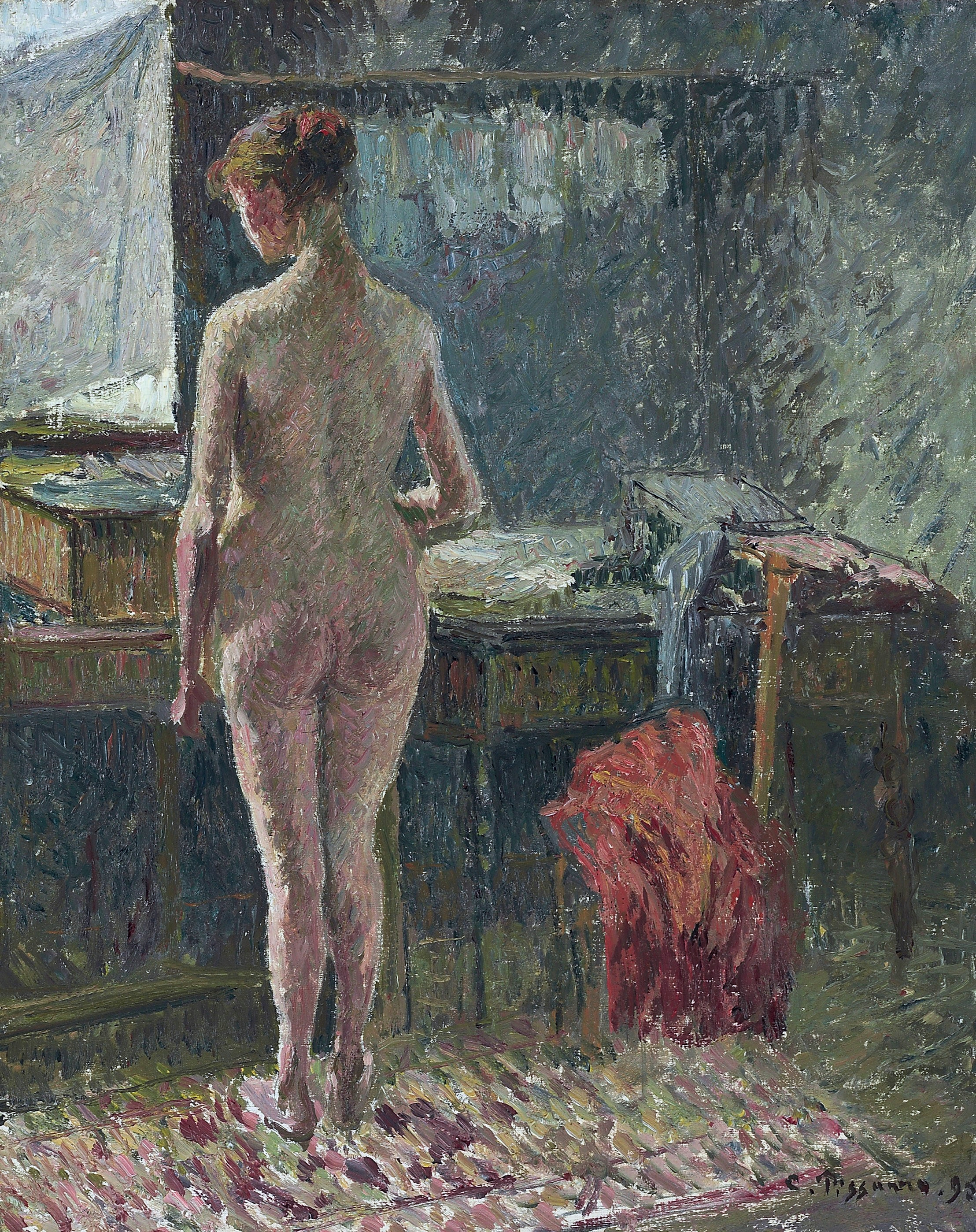
Femme nue de dos dans un intérieur (1895)
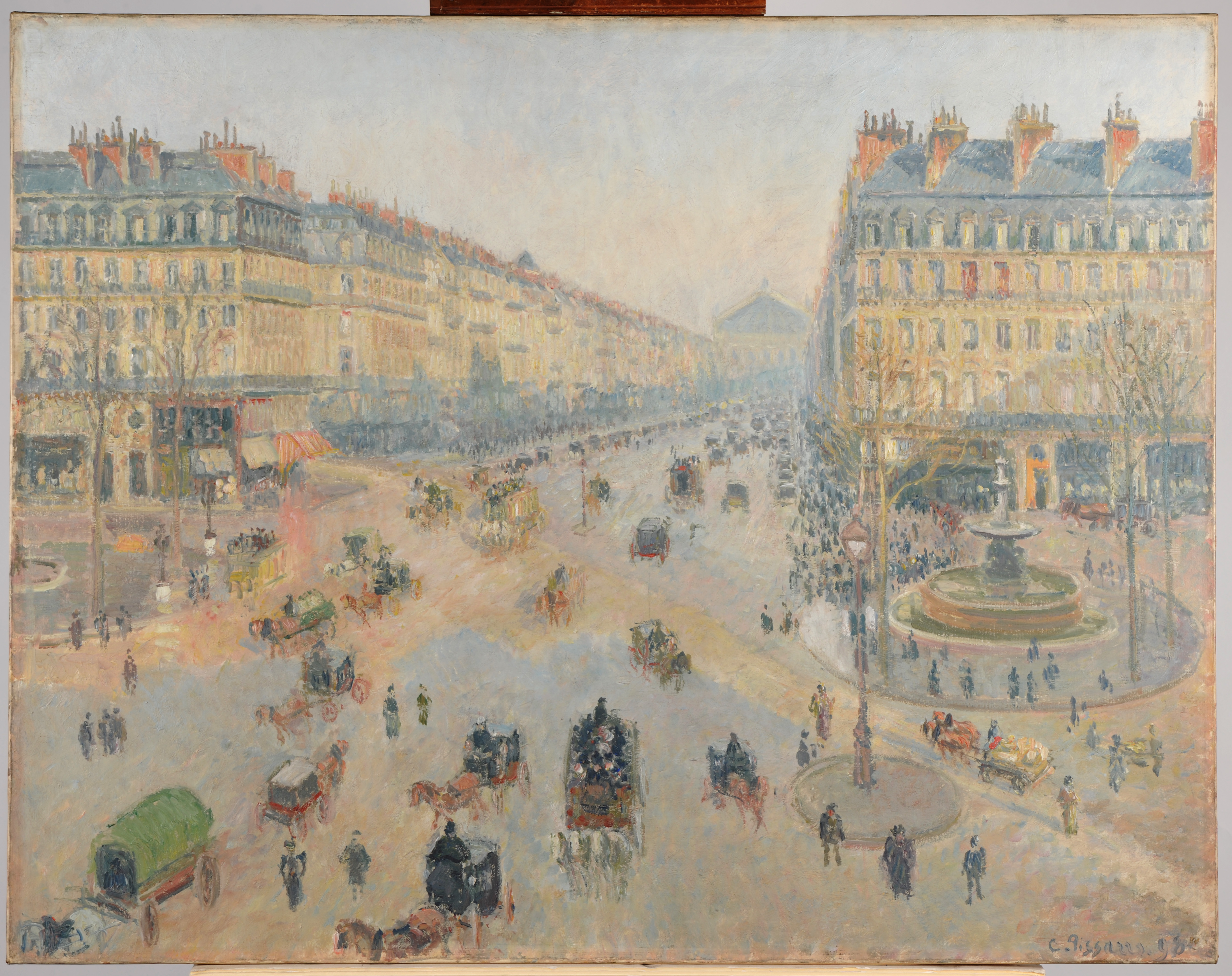
L'Avenue de l'Opéra (1898) Musée des beaux-arts de Reims